# Józef Piłsudski
Józef Klemens Piłsudski (ur. 5 grudnia 1867 w majątku Zułów, zm. 12 maja 1935 w Warszawie) – polski działacz społeczny i niepodległościowy, żołnierz, polityk, mąż stanu; w latach 1918–1922 Naczelnik Państwa, pierwszy marszałek Polski (1920).
Od 1892 członek Polskiej Partii Socjalistycznej i jej przywódca w kraju, twórca Organizacji Bojowej PPS (1904) i Polskiej Organizacji Wojskowej (1914), członek Komisji Wojskowej w Tymczasowej Radzie Stanu (1917), od 11 listopada 1918 naczelny wódz Armii Polskiej; przywódca obozu sanacji po przewrocie majowym (1926), dwukrotny premier Polski (1926–1928 i 1930); wywarł decydujący wpływ na kształt polityki wewnętrznej i zagranicznej II RP. Pierwszy Wielki Mistrz i Kawaler Orderu Orła Białego w II RP. Czterokrotnie odznaczony orderem Virtuti Militari.
W młodości, podczas prowadzenia działalności konspiracyjnej, znany pod pseudonimami Wiktor i Mieczysław. Wśród zwolenników Piłsudskiego, zwłaszcza z czasów służby w Legionach, używano jego przydomków – Komendant, Dziadek, Marszałek oraz Ziuk.

## Dzieciństwo i młodość
Józef Piłsudski herbu Piłsudski urodził się 5 grudnia 1867 w Zułowie na Wileńszczyźnie, w rodzinie o tradycjach patriotycznych. Ojciec, Józef Wincenty (1833–1902), był podczas powstania w 1863 komisarzem Rządu Narodowego na powiat rosieński, matka – Maria z Billewiczów (1842–1884) – pochodziła ze szlacheckiego rodu herbu Mogiła. Rodzice zawarli związek małżeński po wybuchu powstania styczniowego (23 kwietnia 1863).
Po stłumieniu powstania, uchodząc przed prześladowaniem ze strony Rosjan, Józef Wincenty Piłsudski uciekł ze Żmudzi na Litwę, gdzie też kilkakrotnie zmieniał miejsce pobytu. Jesienią lub zimą 1863 nowożeńcy zamieszkali na stałe w posagowym Zułowie.
Józef Wincenty Piłsudski postawił na uprzemysłowienie. Poddał majątki żony (Adamowo, Suginty, Tenenie, Zułów, razem ok. 12 000 ha) modernizacji, sprowadził specjalistów, również z zagranicy. Nad brzegiem Mery wybudował trzypiętrowy młyn, gorzelnię, wytwórnię drożdży, cegielnię i wytwórnię terpentyny. Wzniósł również nowy dwór.
W majątku Zułów 5 grudnia 1867 urodził się Józef Klemens Piłsudski. Był czwartym w kolejności dzieckiem – w 1864 urodziła się Helena, w 1865 – Zofia, a w 1866 – Bronisław Piłsudski. Po Józefie, którego w rodzinie nazywano Ziukiem, urodzili się: Adam (1869), Kazimierz (1871), Maria (1873), Jan (1876), Ludwika (1879), Kacper (1881) oraz bliźnięta Piotr i Teodora (zmarli w wieku 1,5 roku, w lutym 1884).
Józef został ochrzczony 15 grudnia 1867 w kościele rzymskokatolickim w majątku Sorokpol (dekanat święciański) przez księdza Tomasza Wolińskiego. Rodzicami chrzestnymi byli Józef Marcinkowski i Konstancja Rogalska .
Maria Piłsudska wychowywała swoje dzieci w duchu patriotycznym, dbała też o ich wykształcenie. Dzieci uczyli sprowadzeni do dworu nauczyciele. Języków uczyły dwie bony, Niemka i Francuzka.
Nieudana działalność inwestycyjna ojca doprowadziła zarządzane przez niego majątki do ruiny. Problemy rodziny pogłębił pożar, po którym w 1874 Piłsudscy przenieśli się do Wilna, zmuszeni tam do egzystencji w trudnych warunkach materialnych.

W 1877 Józef, wraz z bratem Bronisławem, rozpoczął naukę w I Gimnazjum wileńskim, mieszczącym się w gmachu dawnego uniwersytetu. W gimnazjum bracia, razem z innymi uczniami, poddawani byli intensywnej rusyfikacji. Wiosną 1882 obaj bracia (wraz z innymi kolegami) założyli kółko samokształceniowe o nazwie Spójnia, zajmujące się sprowadzaniem z Warszawy polskich książek.

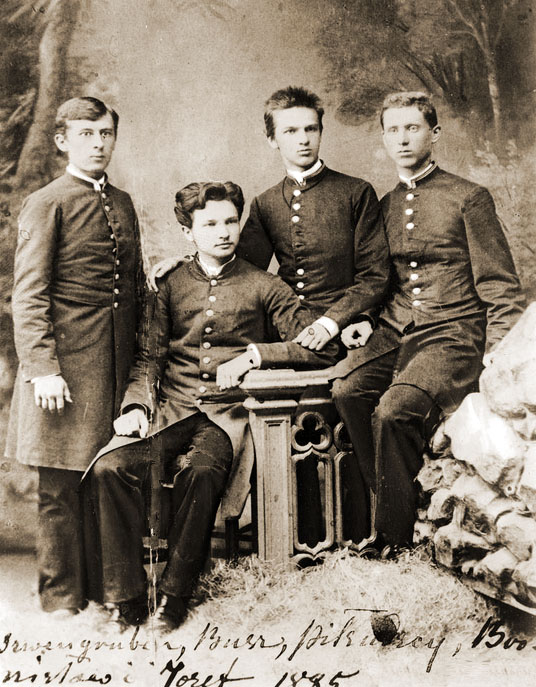
Bronisław Piłsudski (2. od lewej) i Józef Piłsudski (3.), 1885. Kółko samokształceniowe Spójnia w gimnazjum wileńskim
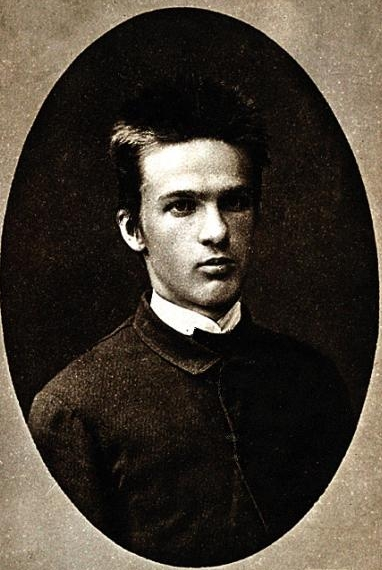
Fotografia portretowa przedstawiająca Józefa Piłsudskiego w 1885 roku

### Studia w Charkowie
2 września 1884 zmarła ciężko chora od lat Maria Piłsudska. Rok później Józef zdał maturę (najlepsze oceny z historii – czwórka i geografii – piątka, najsłabsze – z języków, z wyjątkiem francuskiego). Jesienią 1885 rozpoczął studia medyczne na Cesarskim Uniwersytecie Charkowskim. Tam zaczął działalność konspiracyjną w niepodległościowych organizacjach studenckich, trafiając m.in. w szerokie kręgi osób kojarzonych z rewolucyjną organizacją rosyjską Narodnaja Wola (uczestniczył w kilku jej spotkaniach). 2 i 3 marca 1886 brał udział w studenckiej demonstracji z okazji 25. rocznicy uwłaszczenia, znajdując się potem wśród ponad 150 zatrzymanych przez policję carską. Po zaliczeniu pierwszego roku próbował przenieść się wiosną 1886 na Cesarski Uniwersytet w Dorpacie, jednak tam odmówiono mu przyjęcia dokumentów z powodu jego uprzedniej działalności opozycyjnej.

### Aresztowanie i zesłanie
22 marca 1887 Józef Piłsudski został aresztowany pod zarzutem udziału w spisku na życie cara, którego autorami byli członkowie Frakcji Terrorystycznej Narodnej Woli. Piłsudski pomógł zamachowcom, będąc m.in. przewodnikiem po Wilnie jednego z głównych organizatorów zamachu, próbującego zdobyć truciznę niezbędną do zabicia cara Aleksandra III Romanowa. Inaczej było z Bronisławem, który w całą sprawę zaangażował się o wiele bardziej. Na początku kwietnia 1887 Józef Piłsudski został przewieziony do Twierdzy Pietropawłowskiej, a następnie do więzienia śledczego w Petersburgu. Chociaż Józefa ostatecznie potraktowano jako świadka w procesie spiskowców, to jednak został skazany 1 maja 1887 na pięcioletnie zesłanie w głąb Rosji.
Na początku października 1887, wraz z innymi skazanymi, Piłsudski dotarł do Irkucka, gdzie miał czekać na przewiezienie do docelowego miejsca osiedlenia – Kireńska. 1 listopada w irkuckim więzieniu wybuchł bunt, Piłsudski nie brał w nim bezpośrednio udziału, ale został brutalnie pobity przez żołnierzy. Stracił wówczas dwa przednie zęby. Za rzekomy udział w buncie został skazany na dodatkowe pół roku więzienia.
Do Kireńska Piłsudski dotarł 23 grudnia 1887, a przebywał w nim do lipca 1890. Spotkał tam innych zesłańców Polaków, byłych powstańców styczniowych. Zatrzymał się w domu socjalisty Stanisława Landego, gdzie poznał Leonardę Lewandowską (siostrę żony Landego), swoją pierwszą miłość. W początkach sierpnia 1890 Piłsudskiego przeniesiono do niewielkiej wsi Tunka. W osadzie tej warunki bytowe były znośniejsze niż w Irkucku.

## Polska Partia Socjalistyczna
Do Wilna Piłsudski powrócił 1 lipca 1892. Tam wstąpił do ruchu socjalistycznego, będąc początkowo wileńskim korespondentem czasopisma konspiracyjnego „Przedświt”, pisząc pod pseudonimem Rom. Od lutego 1893, w ramach PPS, uczestniczył także w pracach tzw. Litewskiej Sekcji PPS, skupiającej prócz niego jeszcze innych działaczy z Wilna. W tym okresie utrzymywał kontakty z członkami Zagranicznego Związku Socjalistów Polskich (m.in. ze Stanisławem Mendelsonem).
W maju 1893 wydał w imieniu PPS odezwę skierowaną do towarzyszy socjalistów Żydów w polskich zabranych prowincjach, w której oskarżał Żydów o narzucanie na Litwie języka rosyjskiego jako narzędzia kultury, co wzbudzało niechęć proletariatu polskiego i litewskiego, żądał przerwania rusyfikacji kraju.

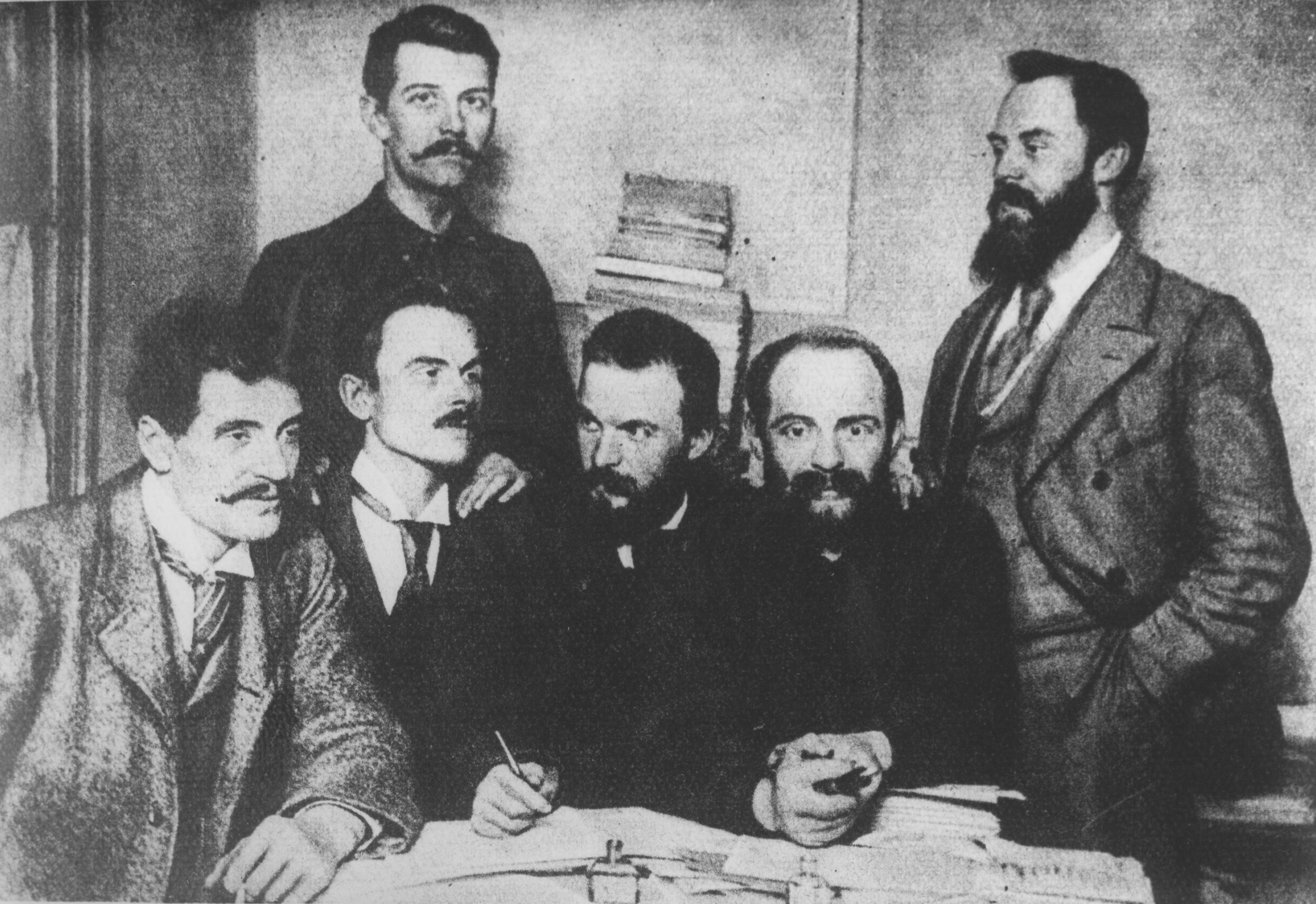
Delegaci PPS na kongres II Międzynarodówki. Londyn 1896. Siedzą od lewej: Ignacy Mościcki, Bolesław Jędrzejowski, Józef Piłsudski, Aleksander Dębski. Stoją: Bolesław Miklaszewski, Witold Jodko-Narkiewicz

W 1894 został wybrany na przedstawiciela Sekcji Litewskiej w nowo powstałym Centralnym Komitecie Robotniczym PPS (CKR PPS) i został redaktorem naczelnym „Robotnika”. Przy pracy nad tym pismem, a także uczestnicząc w obradach Centralnego Komitetu Wykonawczego (CKW), poznał późniejszego prezydenta II RP, Stanisława Wojciechowskiego. Ze względu na aresztowania i wyjazdy działaczy Piłsudski w tym okresie był jedynym członkiem CKW sprawującym swe obowiązki bez przerwy. W łonie partii zajmował się przede wszystkim pracą przy wydawaniu pisma, ale także zapewnianiem funduszy na dalszą działalność, co wiązało się z szeregiem wyjazdów.
Od maja do sierpnia 1896 Piłsudski przebywał w Londynie, jako przedstawiciel CKR PPS na IV Kongresie II Międzynarodówki Socjalistycznej (obok niego w reprezentacji Polski pod zaborami zasiadali także Ignacy Daszyński, Ignacy Mościcki, Bolesław Jędrzejowski i Aleksander Dębski). Wraz z nimi zaplanował przegłosowanie wniosku o poparcie przez delegatów walki niepodległościowej Polaków. Rezolucję poparli m.in. Karl Liebknecht i Karl Kautsky, ale przeciwna była Róża Luksemburg. Ostatecznie zmieniono tekst dokumentu na mniej zdecydowany, co wywołało sprzeciw Piłsudskiego.

### Działalność wydawnicza i ślub

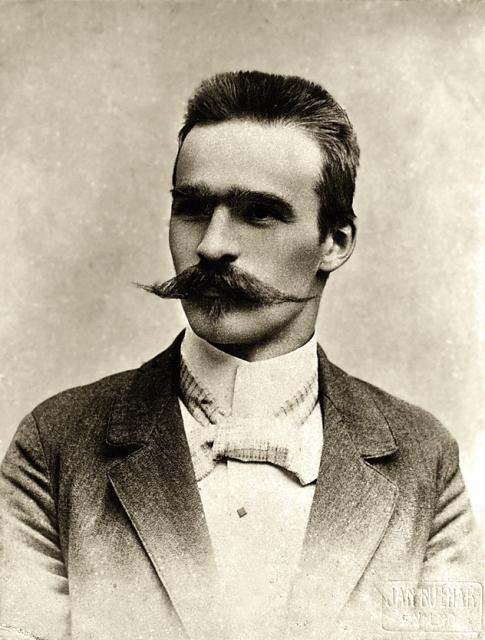
Józef Piłsudski w 1899 r.

Po powrocie do kraju skupił się na pracy wydawniczej, m.in. wydając w 1898 wykradzioną przez PPS tajną broszurę autorstwa warszawskiego generała-gubernatora, Aleksandra Imeretyńskiego, którą sam przetłumaczył i dodał do niej komentarze. Był to znaczny sukces, zważywszy, że memoriał zawierał opis metod wykorzystywanych przez służby rosyjskie. Ta akcja PPS była jednym z głównych powodów odwołania Imeretyńskiego przez cara.
W 1899 r. Piłsudski ożenił się z Marią z Koplewskich Juszkiewiczową, działaczką PPS, nazywaną przez członków partii Piękną Panią. Juszkiewiczowa należała do Kościoła ewangelicko-augsburskiego, toteż w celu zawarcia małżeństwa Piłsudski zmienił wyznanie. Przeszedł na luteranizm 24 maja w Łomży, a ślub odbył się 15 lipca 1899 w kościele we wsi Paproć Duża.

### Kolejne aresztowanie i ucieczka

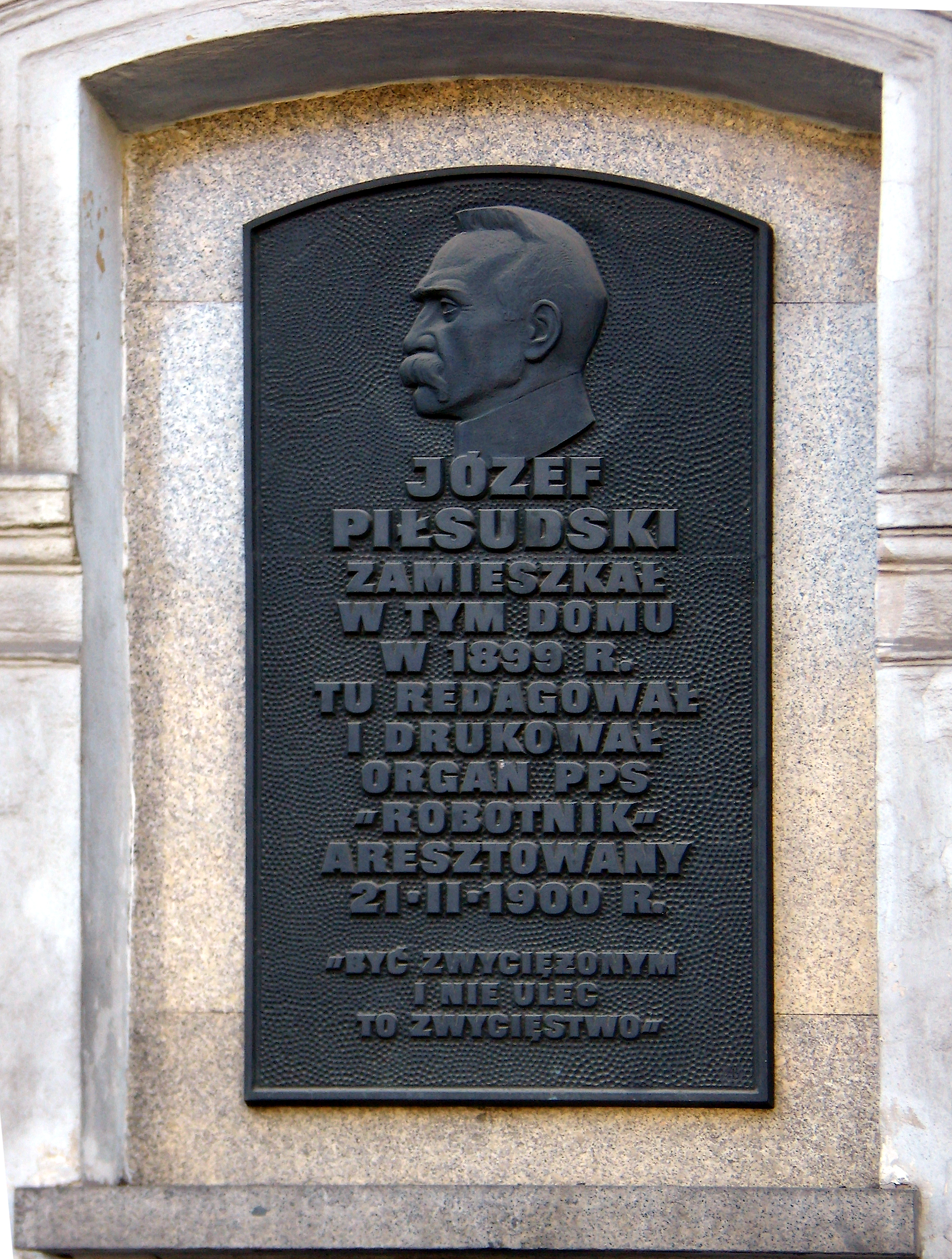
Tablica na domu przy ul. Wschodniej 19 w Łodzi, gdzie w latach 1899–1900 mieściła się tajna drukarnia „Robotnika”

Małżonkowie przeprowadzili się do Łodzi, gdzie przy ul. Wschodniej 19 m. 4 Piłsudski podający się za prawnika prowadził umieszczoną na I piętrze tajną drukarnię „Robotnika”. Na początku 1900 nasiliły się aresztowania i rewizje w domach osób podejrzewanych o działalność konspiracyjną. W nocy z 21 na 22 lutego 1900, po zdekonspirowaniu wydawnictwa, Piłsudski został ponownie aresztowany.

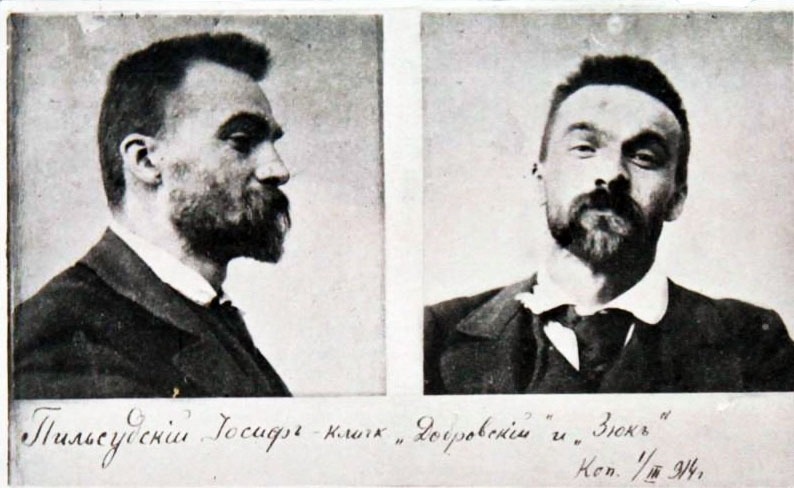
Piłsudski po aresztowaniu przez Ochranę 1900

Wstępne śledztwo prowadzono w Łodzi, gdzie początkowo spędził wraz z żoną kilka tygodni w więzieniu carskim przy ul. Gdańskiej 13 (ówcześnie ul. Długa), ale 17 kwietnia osadzono go w celi nr 39 X Pawilonu Cytadeli Warszawskiej. Tam oczekiwał na proces, podczas którego oskarżono go nie tylko o kolportaż nielegalnej prasy i literatury, ale także o udział w zabójstwie dwóch szpicli. W więzieniu zaczął symulować chorobę psychiczną. Opinię o zaburzeniach psychicznych, objawiających się m.in. wstrętem do osób odzianych w mundury, wystawił mu dyrektor warszawskiego szpitala dla obłąkanych Iwan Szabasznikow, którego Piłsudski oczarował długą rozmową o pięknie Syberii (dyrektor był z pochodzenia Buriatem). Wówczas przewieziono go na dalsze badania do petersburskiego szpitala Mikołaja Cudotwórcy, skąd – korzystając z pomocy polskiego lekarza (działacza PPS) Władysława Mazurkiewicza – udało mu się zbiec 14 maja 1901 w ucieczce zorganizowanej przez Aleksandra Sulkiewicza. Zapewniło mu to uznanie towarzyszy z PPS. W 1902 został wybrany do rozszerzonego składu CKR.

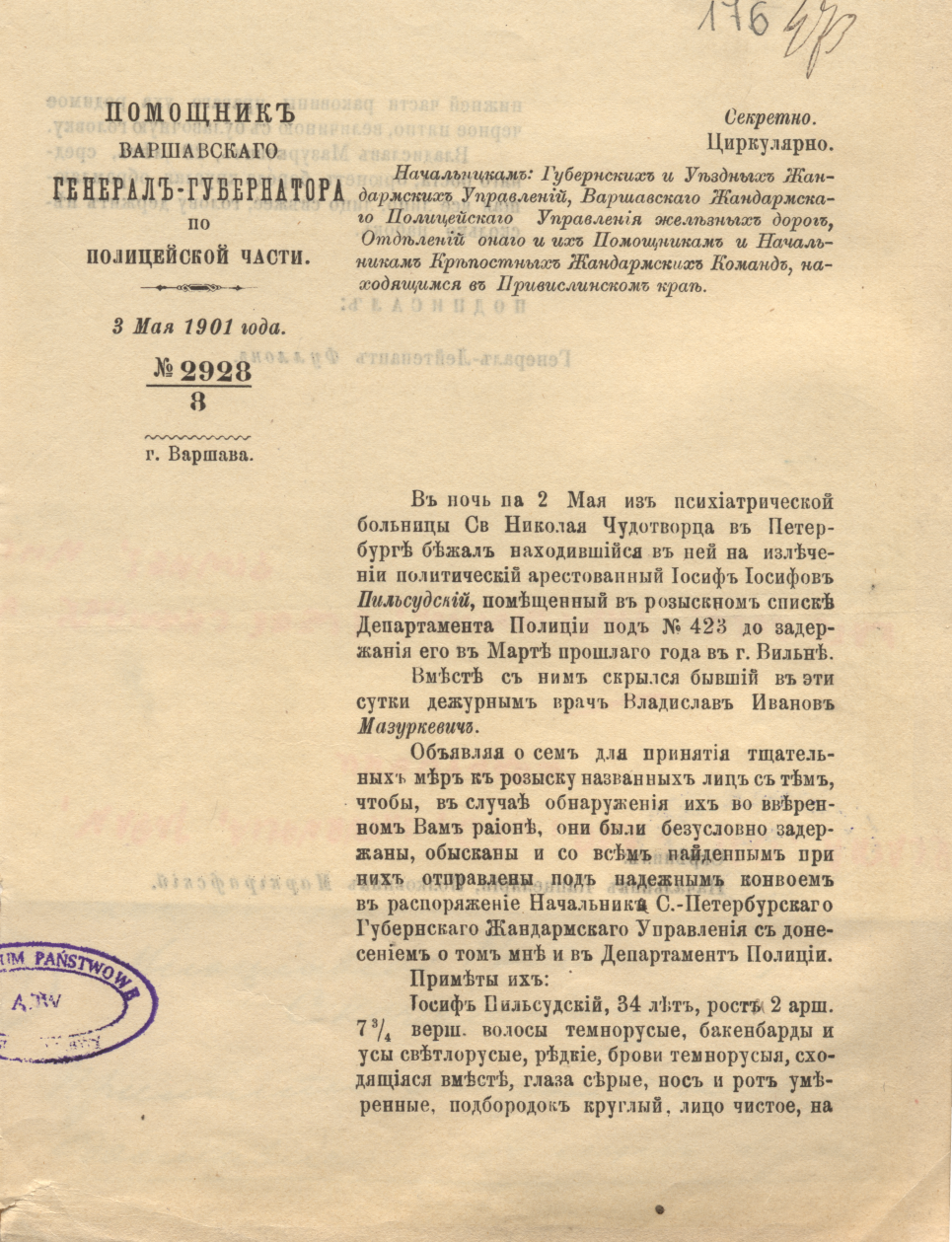
List gończy za Józefem Piłsudskim wystawiony w 1901 przez urząd generał-gubernatora warszawskiego

Po krótkim pobycie w Londynie Piłsudski powrócił do kraju i zastał struktury partyjne słabe, a kasę pustą. W krótkim czasie rozpoczął zdecydowane działania, mające na celu naprawę sytuacji i zradykalizowanie działań organizacji. Od 1902 rozpoczęto wydawanie nowego czasopisma pod tytułem Walka – pisma PPS dla Litwy.

### Wyprawa do Japonii, współpraca z Kempeitai

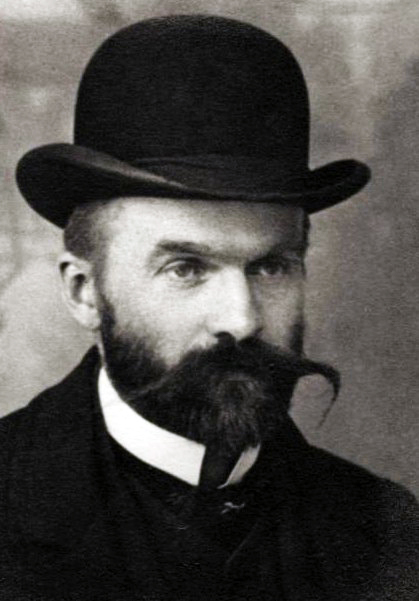
Józef Piłsudski w Bernie, podczas podróży do Japonii 1904

W lutym 1904, pod wpływem rozwoju sytuacji na Dalekim Wschodzie, Piłsudski zaczął myśleć o zorganizowaniu konspiracyjnych oddziałów bojowych. W czasie wojny rosyjsko-japońskiej (1904–1905), pragnąc wyzyskać kłopoty carskiego reżimu, działacze PPS nawiązali nieoficjalne kontakty z przedstawicielami innych ugrupowań niepodległościowych, także z Narodową Demokracją. W rozmowach z Romanem Dmowskim pośredniczyli Zygmunt Balicki i Stanisław Grabski. Socjaliści postulowali tworzenie legionów polskich w Japonii, złożonych z Polaków dezerterujących z armii rosyjskiej. Do pomysłu tego działacze ruchu narodowego podchodzili bardzo sceptycznie. PPS próbowała nawiązać kontakty z poselstwami japońskimi w Londynie i Paryżu, proponując dostarczanie im informacji wywiadowczych w zamian za poparcie sprawy niepodległości Polski na przyszłej konferencji pokojowej. To się jednak nie udało i PPS postanowił wysłać do Tokio Piłsudskiego oraz Tytusa Filipowicza.
Przez Londyn, Nowy Jork, San Francisco, Vancouver i Honolulu wysłannicy PPS dotarli do Tokio, stolicy cesarstwa japońskiego. Odwiedzili tam m.in. Sztab Generalny, gdzie pod adresem rządu japońskiego wysunęli propozycje stałego subwencjonowania Organizacji Bojowej PPS, dostarczania broni, wysuwania kwestii polskiej na arenie międzynarodowej i utworzenia legionu polskiego na terenie Japonii. Rząd japoński reprezentował gen. Atsushi Murata, który od razu odrzucił koncepcję utworzenia polskich oddziałów zbrojnych. Stanowisko Polaków z punktu widzenia Japończyków nie było jednolite, ponieważ w tym samym czasie w Tokio przebywał Roman Dmowski, który rysował im obraz PPS-u jako grupy marginalnej, zajmując się jedynie sytuacją polskich jeńców z armii rosyjskiej przetrzymywanych w japońskich obozach. Dmowski i Piłsudski spotkali się nawet, ale przebieg ich wielogodzinnej rozmowy nie jest w pełni znany – jak pisał członek obozu narodowego, miał on usłyszeć od PPS-owca procesję mętnych frazesów, wygłoszonych z ogromną pewnością siebie. Następnie lider endecji przedłożył japońskiemu MSZ memoriał, w którym odradzał zaangażowanie się w wojskową współpracę z Polakami.
Relacje Polskiej Partii Socjalistycznej z Japończykami obejmowały przekazywanie im informacji o sytuacji politycznej i wojskowej w Rosji w zamian za pieniądze i umożliwienie zakupu broni, przeznaczonej do akcji rewolucyjnej w Królestwie Polskim. Wraz ze swoimi najbliższymi współpracownikami Piłsudski utrzymywał poufne kontakty z japońskimi służbami Kempeitai.

## Organizacja bojówek i oddziałów paramilitarnych
Pomimo zapowiedzi zrezygnował z udziału w konferencji stronnictw opozycyjnych i organizacji rewolucyjnych działających w Rosji w Paryżu w 1904. Na konferencji Centralnego Komitetu Robotniczego Polskiej Partii Socjalistycznej obradującej w dniach 17–20 października 1904 w Krakowie, wobec nikłych wyników rozmów z Japończykami opowiedział się za przyjęciem przez partię nowej taktyki. Nie liczono się z możliwością obalenia caratu w Rosji, ale należało wykorzystać nowe elementy, związane z wewnętrzną sytuacją w tym państwie. Postulował stosowanie taktyki czynu, polegającej na stwarzaniu wypadków ogólnokrajowych i do zmuszania społeczeństwa do liczenia się z nami. Uważał, że przejście do nowej taktyki jest koniecznością, nawet gdyby ta doprowadziła do powstania, utopionego we krwi. Taniej nas to będzie kosztowało niż dzisiejsza martwota, a nowa taktyka przede wszystkim musi godzić w wiarę potęgi Rosji.
Manifestacja 13 listopada 1904 na placu Grzybowskim w Warszawie była pierwszym zorganizowanym wystąpieniem z bronią w ręku przeciwko władzy zaborczej w Królestwie Kongresowym od czasu upadku powstania styczniowego. Dała też sygnał do rewolucji. W czasie tych wydarzeń Piłsudski przebywał w Zakopanem.
Po wybuchu rewolucji 1905 roku Piłsudski tworzył Organizację Spiskowo-Bojową, a następnie Organizację Bojową PPS do walki z zaborcą oraz ochrony licznych wówczas demonstracji robotniczych. W krótkim czasie liczba bojowców wzrosła do 2 tys. Dokonywali oni zamachów na carskich dygnitarzy, ataków na kasy powiatowe oraz pociągi przewożące pieniądze. Do najsłynniejszych akcji OB PPS należą: uwolnienie 10 więźniów z Pawiaka, zagrożonych karą śmierci, tzw. krwawa środa – skoordynowane zamachy na funkcjonariuszy carskich w 19 miastach Królestwa Polskiego – oraz akcja pod Rogowem, przeprowadzona przez Józefa Montwiłła-Mireckiego. Propaganda endecji oczerniała działania PPS, doszukując się w nich zwykłego bandytyzmu.
Ochrana koordynowała prace wojska, policji i sądownictwa w wykrywaniu działalności bojowej Polskiej Partii Socjalistycznej. Władze wojskowe od października 1904 do lutego 1905 posiadały informacje o istnieniu w Krakowie składów broni Polskiej Partii Socjalistycznej na cele rewolucji polskiej. Mówiono o Piłsudskim jako o organizatorze tych składów.
W kwietniu 1905 obok m.in. przedstawiciela biura bolszewickiego Socjaldemokratycznej Partii Robotniczej Rosji Włodzimierza Lenina wziął udział w konferencji partii socjalistycznych i rewolucyjnych Rosji w Genewie. Uchwalono tam żądanie konstytuanty dla Rosji, a także dla Finlandii i Polski jako państw suwerennych oraz dla Kaukazu, ale na zasadzie związku federacyjnego z Rosją. Oznaczało to odłożenie przez Polską Partię Socjalistyczną realizacji pełnej niepodległości na czas nieokreślony.

### PPS – Frakcja Rewolucyjna
Rewolucja 1905 roku uzmysłowiła Piłsudskiemu, że nie da się przekształcić ruchu rewolucyjnego w powstanie antyrosyjskie. W listopadzie 1906 doszło w Wiedniu do rozłamu w PPS. Piłsudski stanął na czele PPS – Frakcji Rewolucyjnej, do której przeszła większość członków Organizacji Bojowej (OB) oraz tzw. starzy. Wkrótce PPS-FR zaczęła borykać się z problemami finansowymi, z których wyjściem były ekspropriacje.

#### Akcja pod Bezdanami
26 września 1908 OB przeprowadziła udaną akcję pod Bezdanami, napadając na wagon pocztowy pociągu przejeżdżającego przez oddaloną 25 km od Wilna stację. Bojowcy zdobyli ponad 200 tys. rubli. Pieniądze posłużyły do spłaty długów organizacji oraz wsparcia uwięzionych i ich rodzin. Plany akcji Piłsudskiego znała jednak Ochrana już od kwietnia 1908, zdradzone przez Edmunda Tarantowicza, pseudonim Albin.
Mniej więcej w tym czasie Piłsudski, przeżywający od dłuższego czasu głęboki kryzys małżeński, poznał Aleksandrę Szczerbińską. Z ich nieformalnego związku na świat przyszły dwie córki – Wanda urodzona w 1918 oraz Jadwiga, która urodziła się w 1920. Nieformalny status związku trwał aż do 1921, kiedy to 17 sierpnia zmarła pierwsza małżonka Piłsudskiego, co pozwoliło Piłsudskiemu 25 października 1921 ożenić się z Aleksandrą Szczerbińską.

### Związek Walki Czynnej, współpraca z Hauptkundschaftstelle

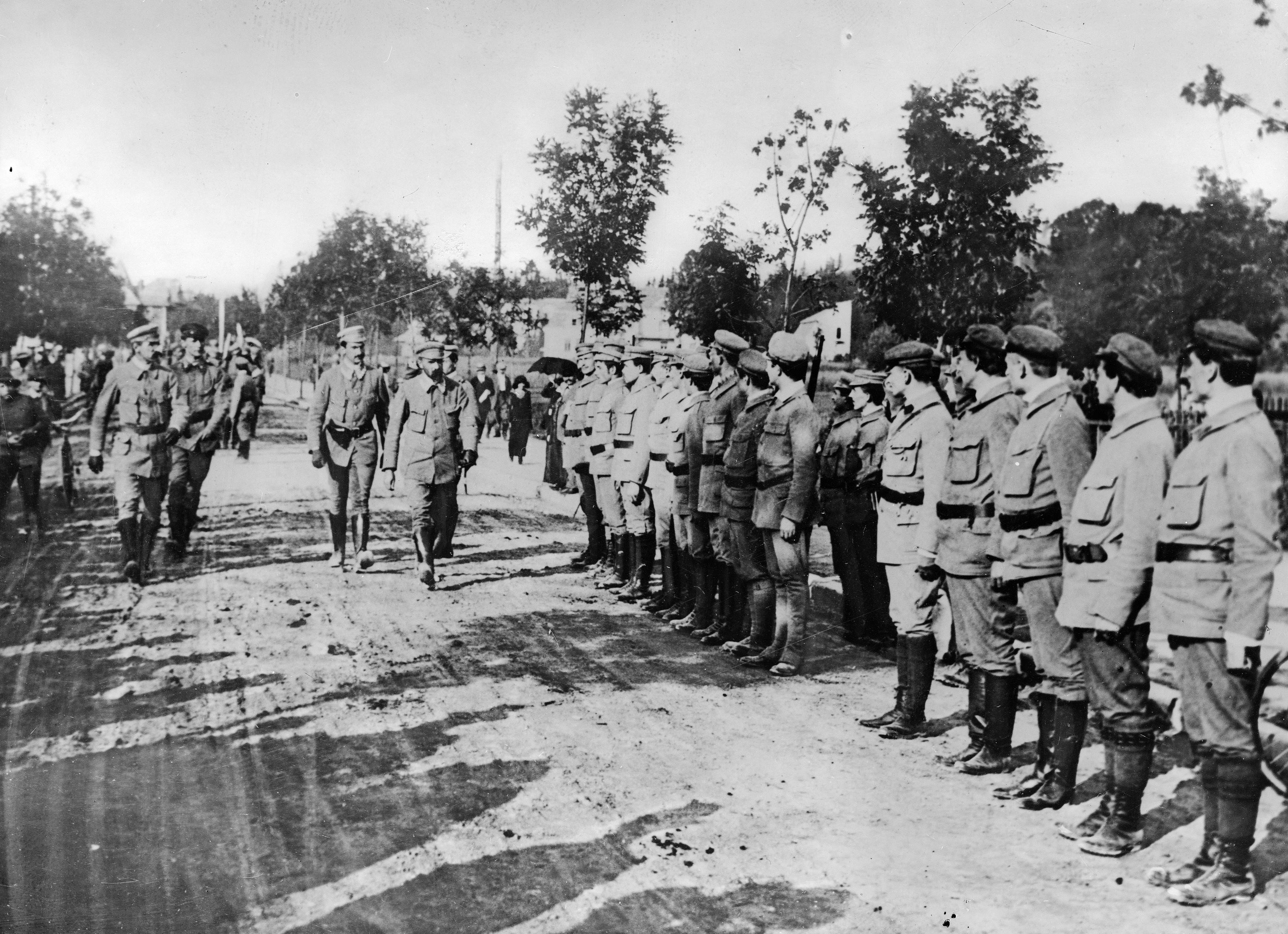
Józef Piłsudski i Kazimierz Sosnkowski przed frontem oddziału Związku Strzeleckiego. Zakopane, sierpień 1913

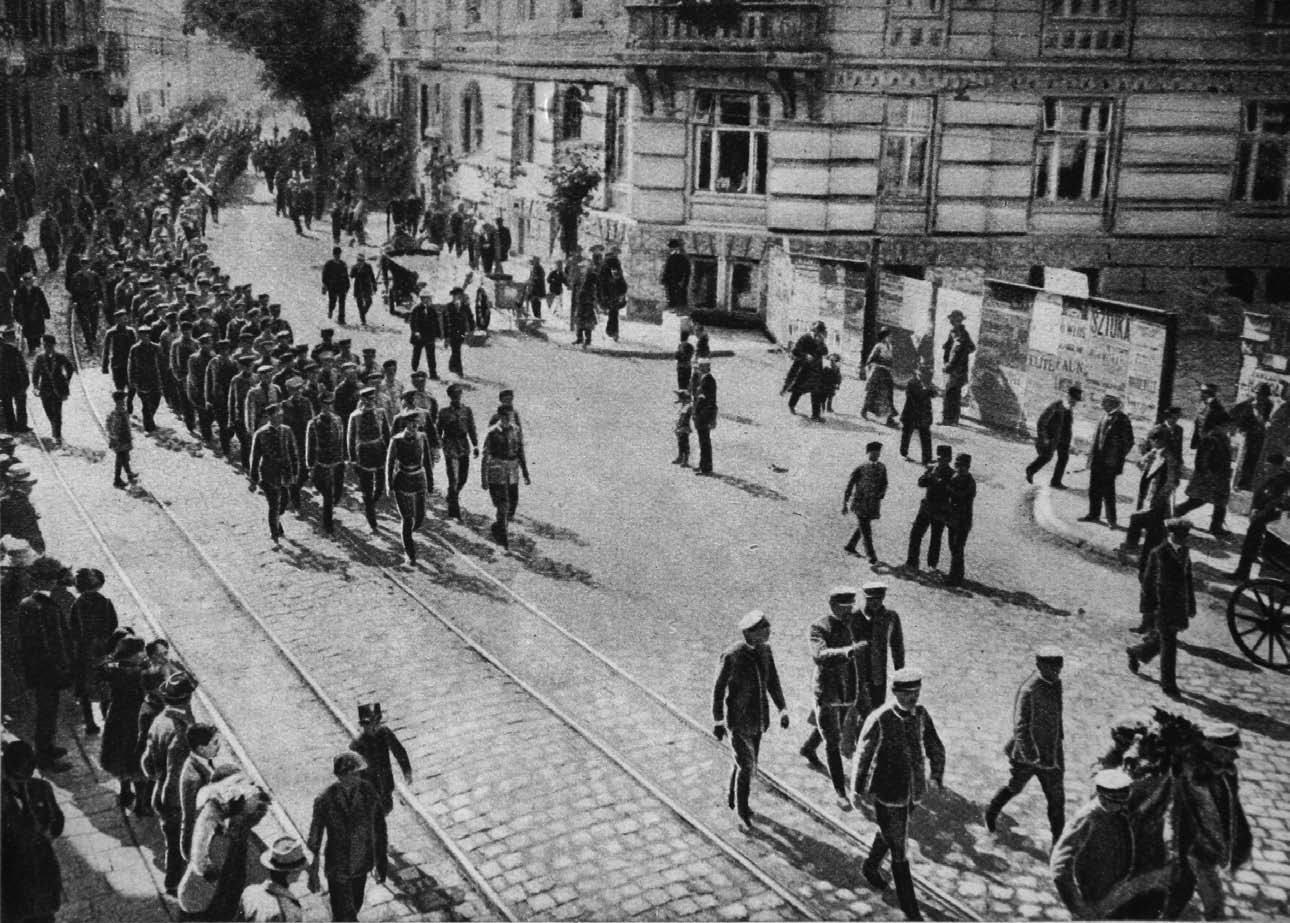
Przemarsz Związku Strzeleckiego przez Lwów 1913. Józef Piłsudski na czele, z wyciągniętą ręką

Pierwsze próby nawiązania łączności z wywiadem austriackim podjął Piłsudski we wrześniu 1906 w Przemyślu, przy pośrednictwie tamtejszego biura Hauptkundschaftstelle. W czasie spotkania 29 września 1906 w sztabie X korpusu z przedstawicielami austriackiego wywiadu pod przewodnictwem płk. Franza Kanika przedstawiciele Polskiej Partii Socjalistycznej zaoferowali usługi wywiadowcze wszelkiego rodzaju przeciwko Rosji w zamian za pewne wzajemne usługi. W indeksie osobowym austriackiego Ministerstwa Spraw Wewnętrznych z 1908, przy nazwisku Piłsudskiego dokonano wpisu: służba wywiadowcza na rzecz Austrii (Kunschaftsdienst an Österreich). Jego oficerem prowadzącym był od jesieni 1908 kpt. Gustaw Iszkowski (szef HK-Stelle we Lwowie w latach 1908–1912). Od wiosny 1909 kontakt operacyjny z Piłsudskim nawiązał kpt. Sztabu Generalnego Józef Rybak, jako kierownik HK-Stelle w Krakowie (do 6 sierpnia 1914). Rybak później sprawował nadzór nad jego działaniami jako delegowany oficer Sztabu i Naczelnej Komendy Armii dla zachowania łączności z Piłsudskim i oddziałami strzeleckimi w polu.
W ostatnich dniach czerwca 1908 we Lwowie z inicjatywy Piłsudskiego powstał konspiracyjny Związek Walki Czynnej, kierowany przez Kazimierza Sosnkowskiego – wówczas instruktora Organizacji Bojowej PPS. ZWC powiązany był z PPS–Frakcją Rewolucyjną, ale starał się wychodzić poza podziały partyjne – dołączały do niego inne, przeważnie niewielkie organizacje niepodległościowe, dlatego też w jego szeregach znalazł się m.in. Władysław Sikorski. Regulamin ZWC pozbawiony był partyjnej retoryki – Związek miał być w zamyśle Piłsudskiego zalążkiem późniejszej armii polskiej. Pod koniec 1908 Piłsudski otrzymał ze strony Stefana Żeromskiego i Rafała Radziwiłowicza propozycję wstąpienia do wolnomularstwa. W sierpniu 1909 Piłsudski ponownie wszedł w skład wyłonionego na zjeździe w Wiedniu CKR, stając się osobą, której wpływ na poczynania partii był decydujący. Piłsudski w tym czasie był głównym twórcą orientacji antyrosyjskiej, planującej przy pomocy Austro-Węgier doprowadzenie do uzyskania przez Polskę niepodległości (postulaty swe zawarł w Zadaniach praktycznych rewolucji w zaborze rosyjskim z 1901), w przeciwieństwie do Narodowej Demokracji, chcącej najpierw zjednoczyć ziemie polskie wszystkich zaborów pod berłem cara, a następnie dążyć do uniezależnienia się. Z czasem ZWC wiązał swą działalność z organizacjami jawnymi takimi jak Związek Strzelecki we Lwowie, Towarzystwo „Strzelec” w Krakowie i Polskie Drużyny Strzeleckie.
W 1912 Józef Piłsudski został wybrany na Komendanta Głównego Związku Strzeleckiego i przyjął pseudonim Mieczysław. Szefem jego sztabu został Kazimierz Sosnkowski.
W okresie poprzedzającym wybuch I wojny światowej – wymarzonej wielkiej wojny między zaborcami – Piłsudski zaangażował się w organizowanie rozmaitych grup paramilitarnych w Galicji. Na zjeździe zwolenników walki czynnej 25 sierpnia 1912 w Zakopanem był inicjatorem utworzenia Polskiego Skarbu Wojskowego.
1 grudnia 1912 w obliczu wybuchu I wojny bałkańskiej Komisja Tymczasowa Skonfederowanych Stronnictw Niepodległościowych mianowała Piłsudskiego naczelnym komendantem sił wojskowych. W 1913 zorganizował w Stróży, koło Limanowej, kurs szkoły oficerskiej Związku Strzeleckiego. Był tam jednym z wykładowców, publikując także później (pod pseudonimem Z. Mieczysławski) Geografię militarną Królestwa Polskiego, w której analizował rozlokowanie wojsk rosyjskich na ziemiach polskich w perspektywie ewentualnych działań wojennych.
Na początku 1914 Piłsudski przebywał w Szwajcarii, Francji i Belgii, gdzie wizytował organizowane na obczyźnie oddziały strzeleckie. Wygłosił tam również szereg odczytów na temat powstania styczniowego (w tym samym czasie wyszła w Poznaniu jego praca pt. 22 stycznia 1863) i problemów w tworzeniu polskich sił zbrojnych. Miał również wówczas przewidzieć przebieg nadchodzącej wojny.

## I wojna światowa

### Legiony Polskie

Józef Piłsudski ze swoim sztabem w Kielcach w 1914.

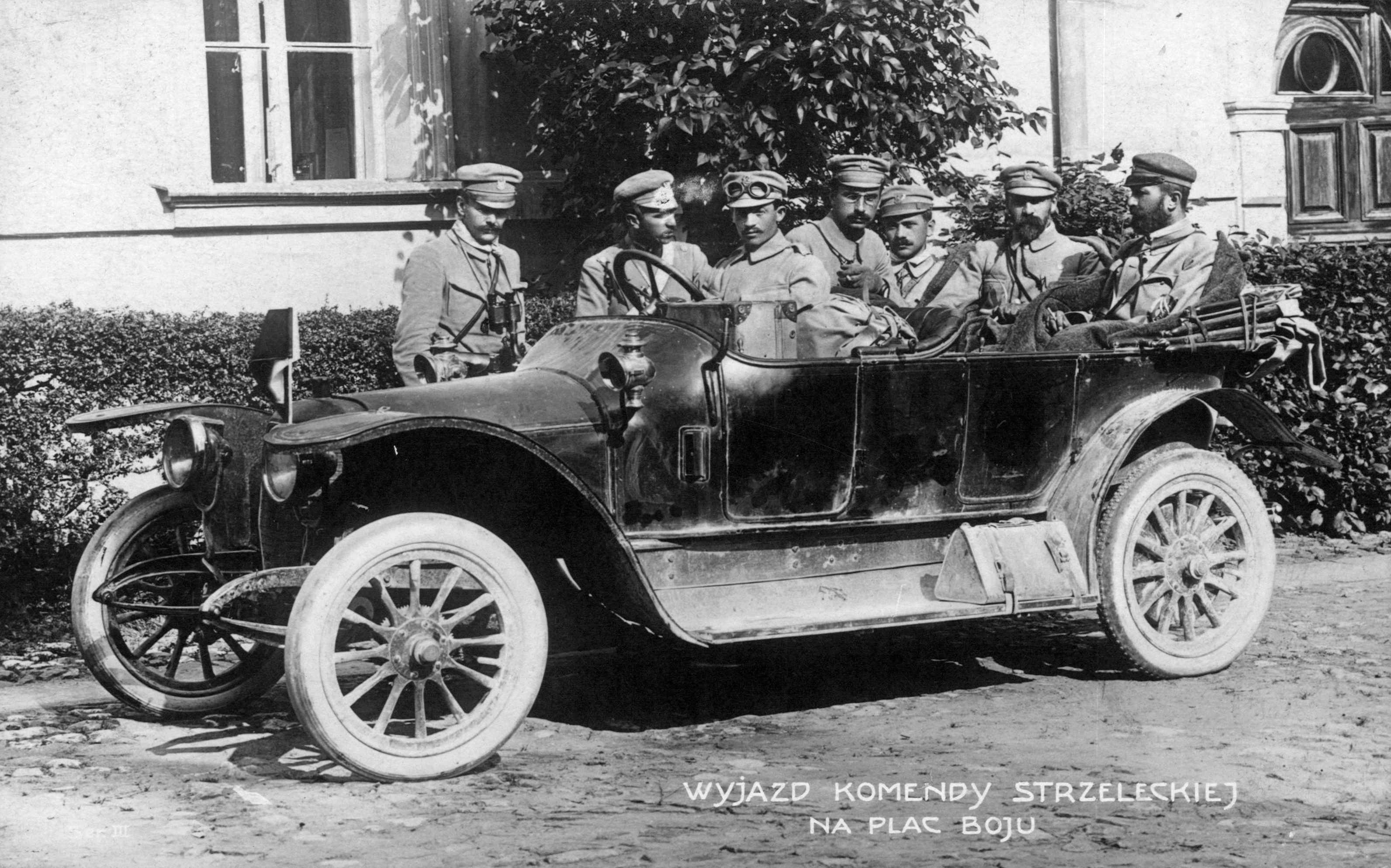
Sztab 1 pp Legionów w Kielcach.

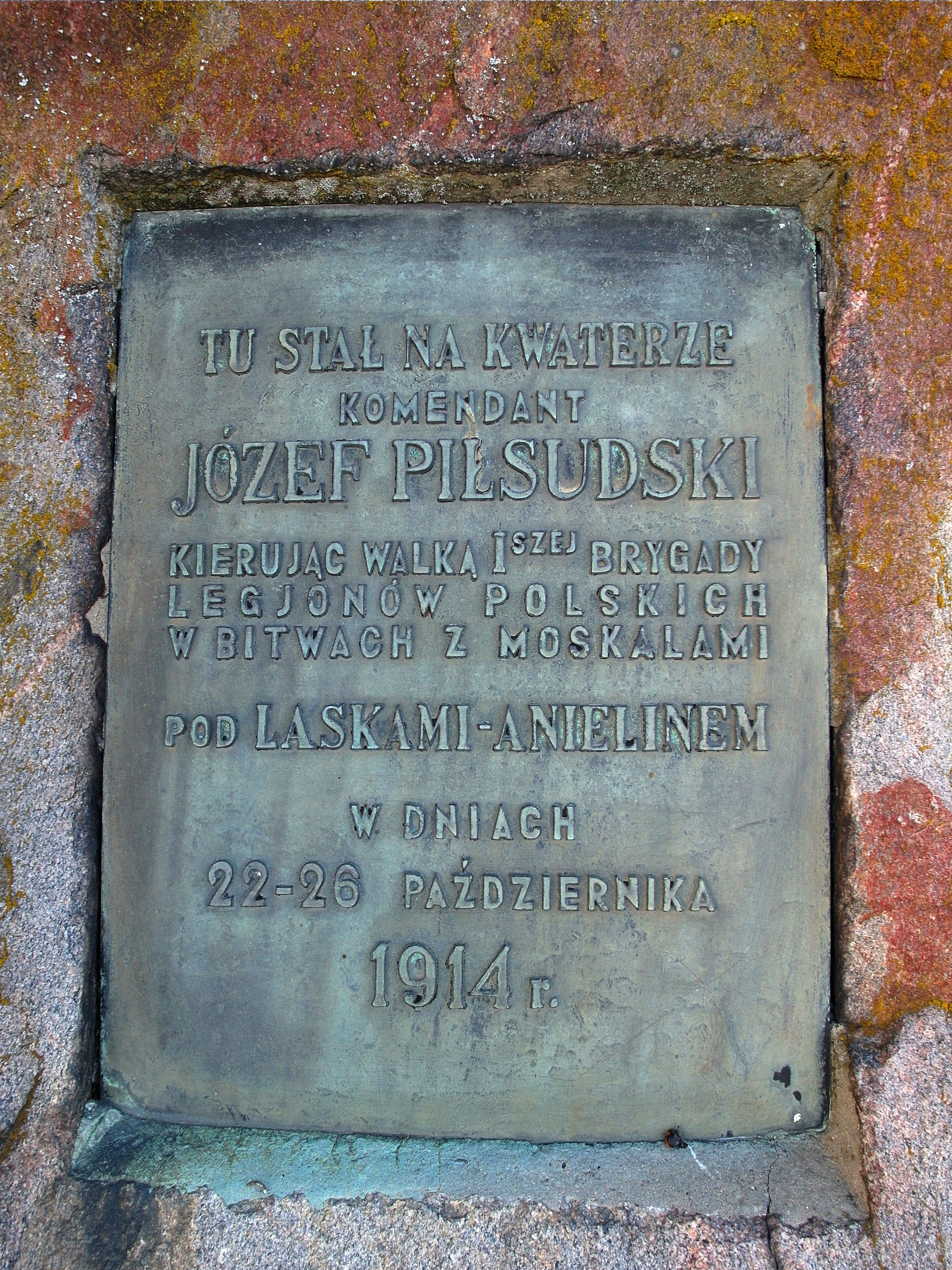
Tablica w Laskach upamiętniająca dowodzenie Piłsudskiego w bitwie pod Laskami-Anielinem w 1914 roku

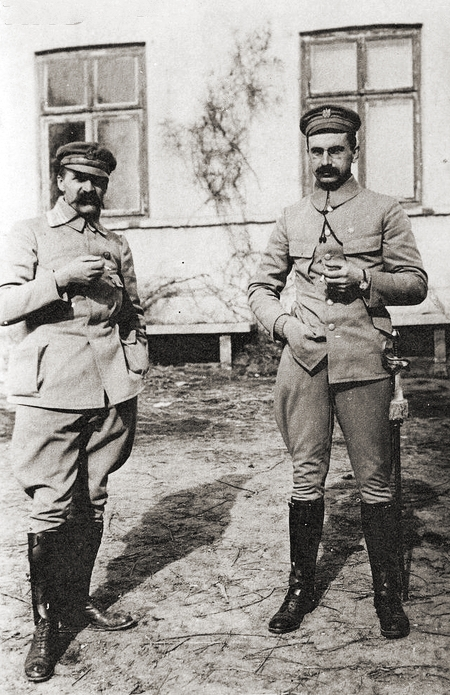
Józef Piłsudski i Kazimierz Sosnkowski 1915

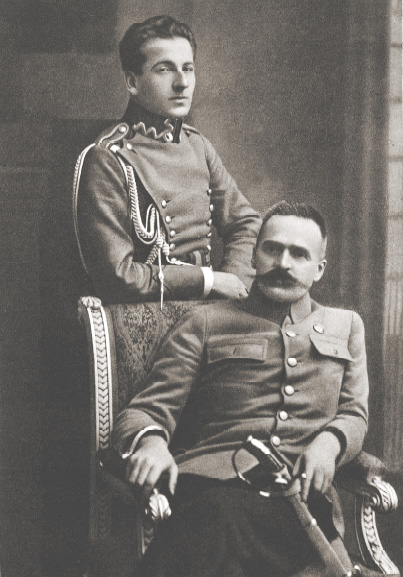
Józef Piłsudski i por. Bolesław Wieniawa-Długoszowski 1916

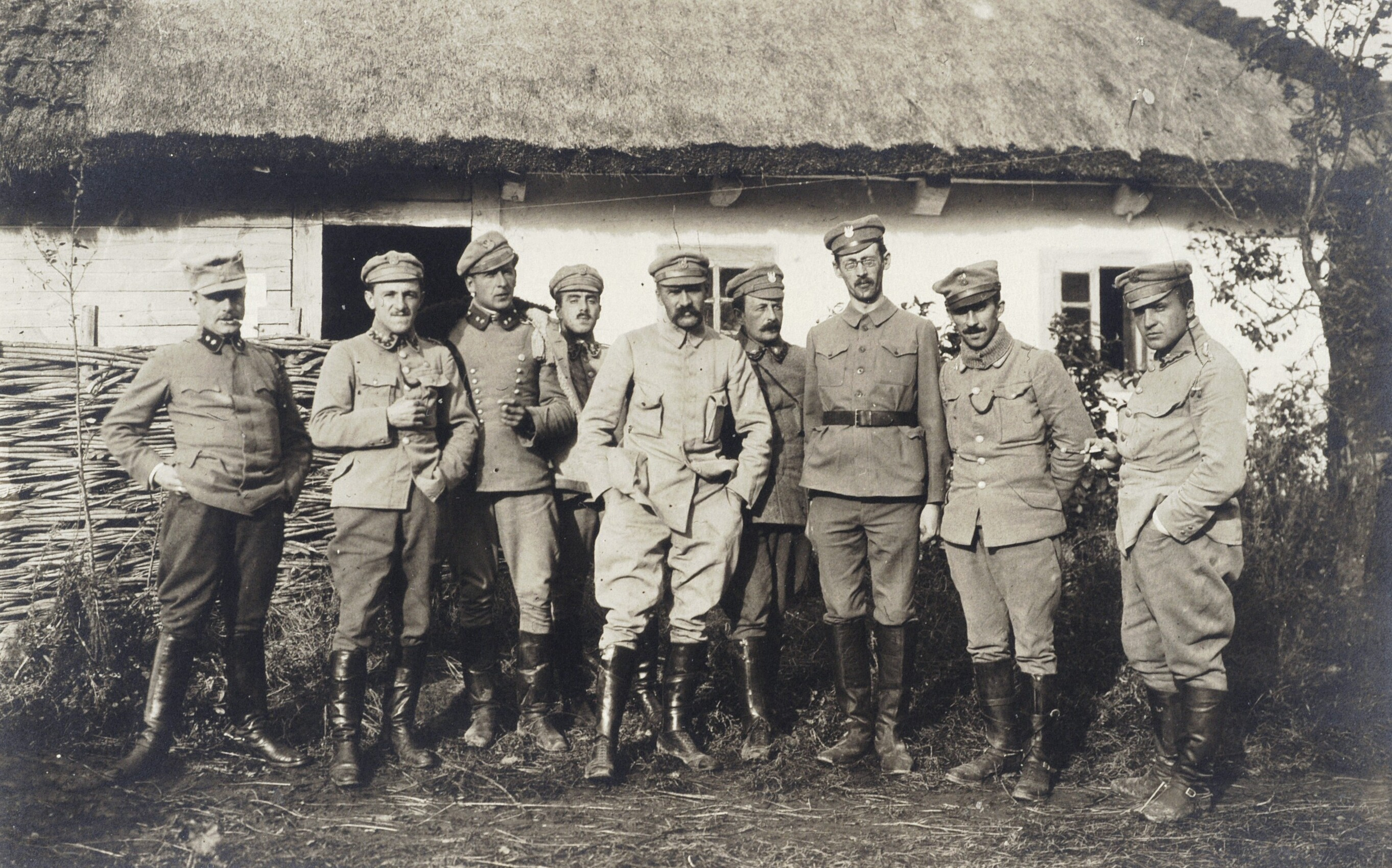
Oficerowie 1 pp Legionów. Kobcze 1916

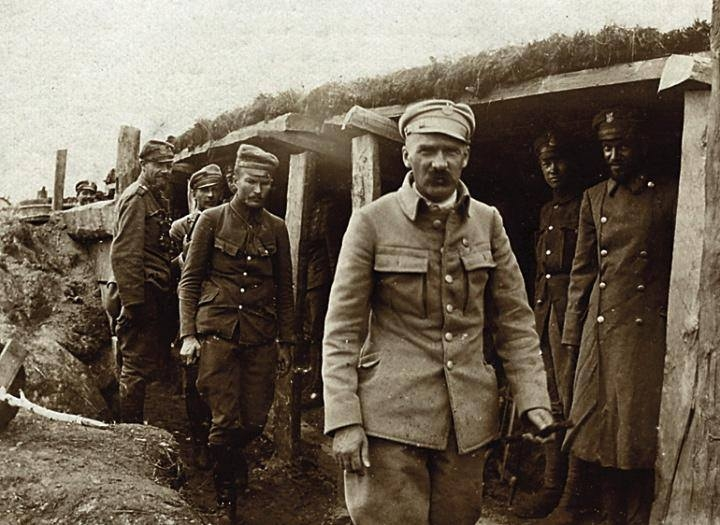
Józef Piłsudski w okopach na Wołyniu 1916

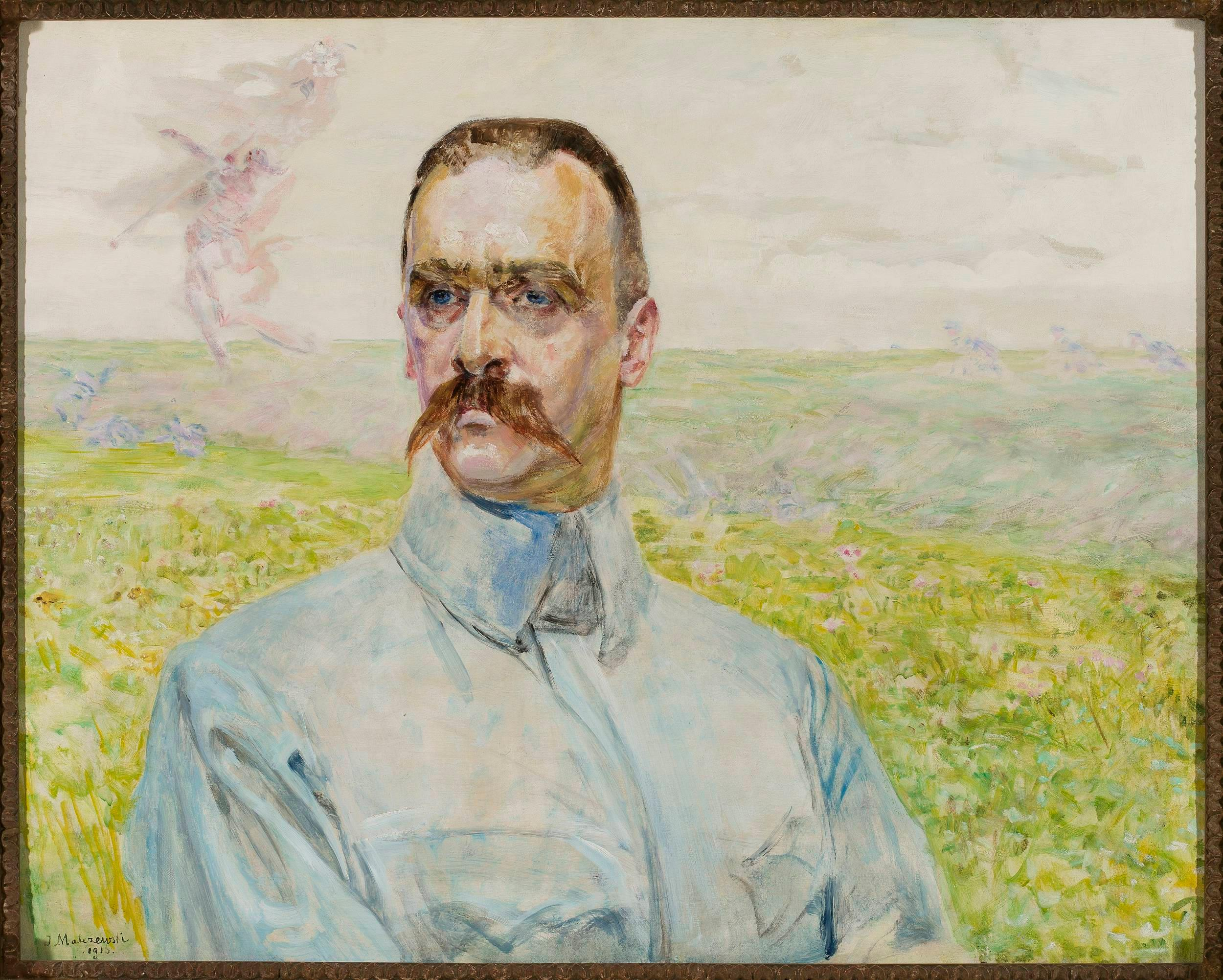
Jacek Malczewski, Portret brygadiera Józefa Piłsudskiego, 1916

28 lipca 1914 wybuchła wojna austriacko-serbska, dająca początek I wojnie światowej. Już następnego dnia Piłsudski wydał pierwsze rozkazy mobilizacyjne. 31 lipca Marian Januszajtis-Żegota ostatecznie podporządkował jego dowództwu Polskie Drużyny Strzeleckie we Lwowie. Pod auspicjami Austrii ze „Strzelca”, „Sokoła” i Drużyn Bartoszowych powstała I Kompania Kadrowa, uformowana 3 sierpnia na krakowskich Błoniach. Liczyła ona sobie 144 żołnierzy, którymi dowodził Tadeusz Kasprzycki. Piłsudski traktował ten oddział jako kuźnię kadr dla przyszłego wojska polskiego. Kompania wymaszerowała 6 sierpnia w stronę Miechowa, w Michałowicach obalając rosyjskie słupy graniczne.
Legiony Polskie podporządkowano nowej centrali wywiadu austriackiego w polu – Nachrichtenabteilung AOK z której zwierzchnikiem, gen. Oskarem Hraniloviciem von Czvetassin, Piłsudski wszedł w bezpośredni kontakt.

#### „Komendant Główny Wojsk Polskich”
6 sierpnia 1914 na nadzwyczajnym posiedzeniu Komisji Skonfederowanych Stronnictw Niepodległościowych Piłsudski ogłosił, że 3 sierpnia powstał w Warszawie tajny Rząd Narodowy, któremu się podporządkowuje i z ramienia którego został Komendantem Głównym Wojsk Polskich. Powstanie Rządu Narodowego było fikcją, która pozwoliła Piłsudskiemu uniezależnić się od politycznych ugrupowań Galicji, a zarazem wzmacniała jego pozycję wobec Austriaków, którym mógł podawać jako motywy swojego postępowania rozkazy rządu. KSSN podjęła uchwały, w których przyjęła do wiadomości sprawozdanie Komendanta.
12 sierpnia 1914, po wkroczeniu legionów do Królestwa Kongresowego Piłsudski wydał odezwę, w której ogłaszał się komendantem wojsk polskich, podległych utworzonemu w Warszawie Rządowi Narodowemu. Było to działanie czysto dywersyjne, mające wzniecić wybuch powstania w zaborze rosyjskim (w rzeczywistości rząd taki nigdy nie powstał). Oddziałów Piłsudskiego nie powitano jednak entuzjastycznie – postrzegano je jako grupę osób nieodpowiedzialnych, wichrzycieli i uzurpatorów. Tego też dnia doszło do poważnego kryzysu – rozczarowane władze austriackie zażądały od Piłsudskiego w ciągu 48 godzin rozwiązania oddziałów strzeleckich lub ich włączenia do zwykłych oddziałów. Sam komendant twierdził, że w łeb sobie strzeli jeżeli te zarządzenia wejdą w życie.
Powołanie Naczelnego Komitetu Narodowego przez Koło Sejmowe grupujące wszystkie stronnictwa polityczne Galicji przekreśliło istnienie Rządu Narodowego. Większość nieprzychylnie nastawionych do Piłsudskiego polityków galicyjskich, podająca w wątpliwość jego zdolności wojskowe zdołała usunąć jego kandydaturę na stanowisko komendanta tworzonych Legionów Polskich.
W Kielcach ludność w panice zamykała drzwi i okna przed wkraczającymi legionistami. Dodatkowo bardzo niezadowolone z poczynań Piłsudskiego było austriackie dowództwo wojskowe. Zagrożono mu odwołaniem i wcieleniem Polaków w szeregi C. K. armii. W takiej sytuacji podjął rokowania z członkami Naczelnego Komitetu Narodowego – doszło do zawarcia układu, w którym Piłsudski zrezygnował z idei powołania Rządu Narodowego w zamian za pozostawienie dowództwa nad istniejącymi już drużynami strzeleckimi w jego ręku. Ustalono, iż zwierzchność nad przyszłymi Legionami Polskimi będzie miał Komitet, będący lokalną reprezentacją parlamentarną. Przewidziano utworzenie dwóch legionów – w Zachodniej i Wschodniej Galicji, w których dowódcami będą oddelegowani z armii C.K. Polacy w stopniach pułkowników i generałów.
Wobec rozwiązania Legionu Wschodniego, Piłsudski nie podporządkował się jednak zaleceniom NKN-u niewerbowania do Legionu Zachodniego mieszkańców Królestwa Polskiego. 5 września 1914 utworzył w Kielcach Polską Organizację Narodową, popieraną przez niemieckie władze wojskowe. Jednak wobec niepowodzeń wojsk niemieckich przy próbie zdobycia Warszawy, Piłsudski zmuszony był podporządkować PON NKN-owi w listopadzie 1914. Jednocześnie w październiku 1914 Piłsudski zainicjował powstanie Polskiej Organizacji Wojskowej, tajnego zrzeszenia działającego we wszystkich zaborach, którego został komendantem głównym.
Po rozbiciu przez Rosjan armii austriackiego generała Dankla nakazano Piłsudskiemu powrót z I Kompanią Kadrową do Galicji. Wkrótce jednak wkroczył ponownie na teren Kongresówki, prowadząc zdecydowane działania zaczepne wobec wojsk rosyjskich, w przeciwieństwie do armii austriackiej, zachowującej się bardzo zachowawczo. Podczas rozwinięcia ofensywy przez wojska carskie, Piłsudski postanowił wykonać manewr wycofania się, niezależnie od rozkazów austriackiego dowództwa, pragnąc dotrzeć do Krakowa. Pod Uliną Małą, oddziały Komendanta wykonały ryzykowny manewr, wyrywając się z okrążenia przez wojska rosyjskie i docierając później do Krakowa (11 listopada). Cztery dni później Piłsudski został mianowany brygadierem, a 22 czerwca 1915 odznaczony austro-węgierskim Orderem Korony Żelaznej.
6 sierpnia 1915, w pierwszą rocznicę wybuchu wojny, w rozkazie do żołnierzy napisał:

Rok temu z garścią małą ludzi, źle uzbrojonych i źle wyposażonych, rozpocząłem wojnę. Cały świat stanął wtedy do boju. Nie chciałem pozwolić, by w czasie, gdy na żywym ciele naszej Ojczyzny miano wyrąbać mieczami nowe granice państw i narodów, samych tylko Polaków przy tym brakowało. Nie chciałem dopuścić, by na szalach losów ważących się nad naszymi głowami, na szalach, na które miecze rzucano, zabrakło szabli polskiej! Rok minął. Wyrobił się z nas ten typ żołnierza, jakiego nie znała dotąd Polska. Nie brawura, nie błyskotka żołnierska stanowi najistotniejszą naszą cechę, lecz ten przedziwny spokój i równowaga w pracy bez względu na przeciwności, jakie nas spotykają… I teraz, po roku wojny, jak w początku, jesteśmy tylko awangardą wojenną Polski, a także Jej awangardą moralną z umiejętnością zaryzykowania wszystkim, gdy ryzyko jest konieczne.

W drugiej połowie sierpnia 1915 Piłsudski zjawił się w Warszawie, zajętej już przez wojska niemieckie. Tam dokonał m.in. wizytacji oddziałów POW (pod dowództwem Tadeusza Żulińskiego), doprowadzając w końcu do wcielenia warszawskiego batalionu POW do I Brygady. Zablokował też werbunek do Legionów, prowadząc politykę „licytacji” – domagając się od władz niemieckich i austriackich zgody na uformowanie polskiego rządu i polskiej armii, nieznajdującej się pod obcym dowództwem. W liście z 2 września 1915 do prezesa Naczelnego Komitetu Narodowego Władysława Leopolda Jaworskiego, pisał: 

Politycznym celem wojny, który sobie od początku stawiałem, było i jest dotąd zlanie się Galicji i Królestwa w składzie monarchii Austro-Węgierskiej. Nie sądziłem i nie sądzę, że można było w tej wojnie uzyskać lepsze warunki życia dla Polski.

9 lipca 1916 brygadier Piłsudski złożył rezygnację z dowództwa, pragnąc wyrazić swój sprzeciw wobec lekceważenia Legionów i nieuznawania ich za wojsko polskie walczące o niepodległość. Odesłano go na urlop, dymisję przyjmując dopiero 26 września. Dymisja Piłsudskiego spowodowała masowe rezygnacje ze służby wojskowej składane przez Polaków. M.in. z tego powodu 5 listopada 1916 Cesarstwo Niemieckie i Austro-Węgry wydały proklamację (tzw. Akt 5 listopada) po raz pierwszy deklarując utworzenie niezależnego państwa polskiego na ziemiach Imperium Rosyjskiego okupowanych przez wojska państw centralnych. Motywem proklamacji była chęć uzyskania milionowej armii polskiej – sojusznika w wojnie Niemiec i Austro-Węgier z Rosją. Akt 5 listopada postawił kwestię niepodległości Polski na płaszczyźnie prawnomiędzynarodowej i zmusił Wielką Brytanię i Francję do wywarcia presji na carską Rosję (traktującą do tej pory kwestię polską jako sprawę wewnątrzrosyjską) w kierunku koncesji na rzecz Polski. W konsekwencji Aktu Piłsudski zaoferował generał-gubernatorowi Hansowi Hartwigowi von Beselerowi – pomysłodawcy proklamacji – swoją pomoc w organizowaniu polskiej armii u boku państw centralnych.

### Działalność w Tymczasowej Radzie Stanu

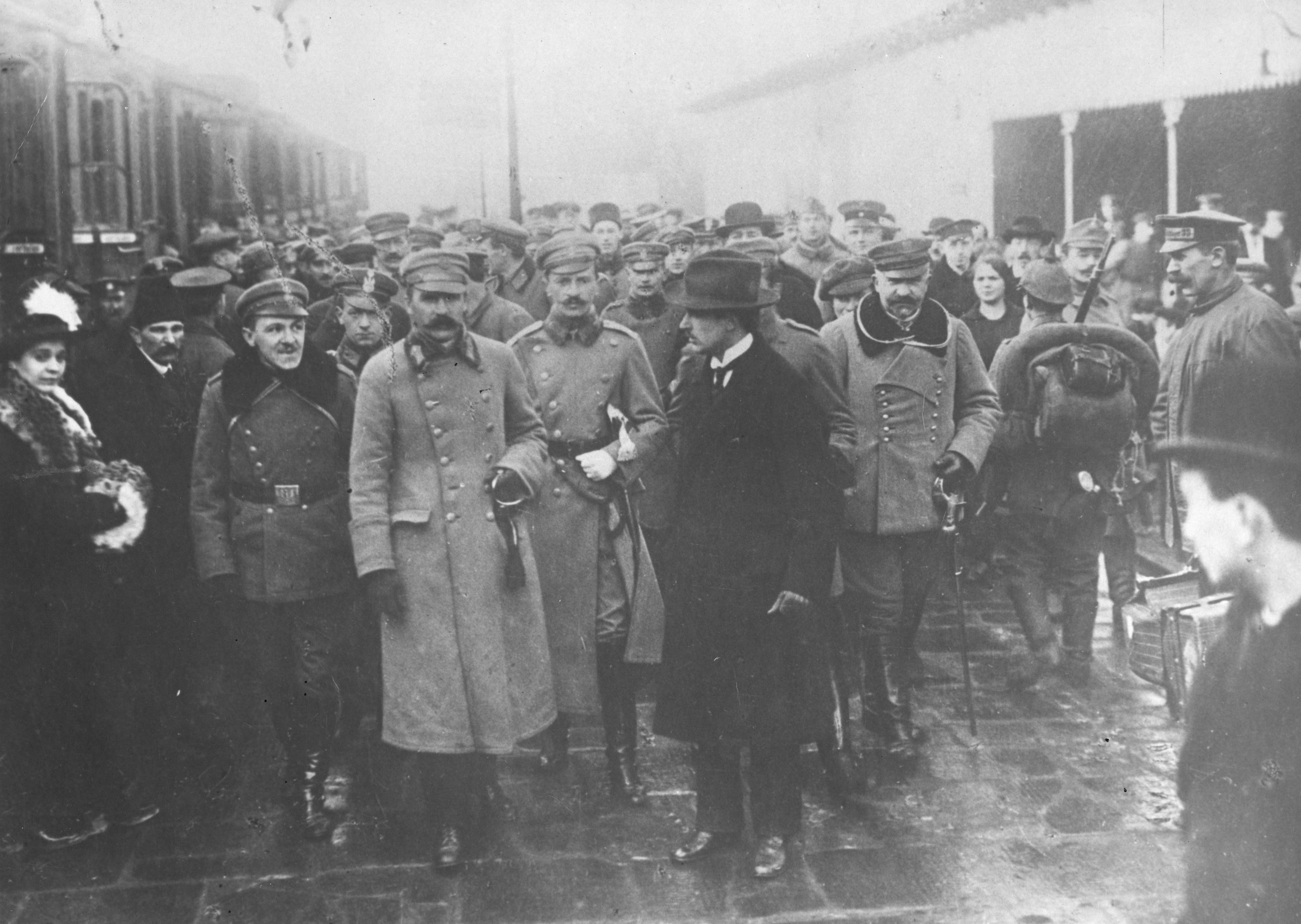
Powitanie Józefa Piłsudskiego na Dworcu Wiedeńskim w Warszawie 12.XI.1916. Z lewej Tadeusz Piskor, z prawej Janusz Głuchowski

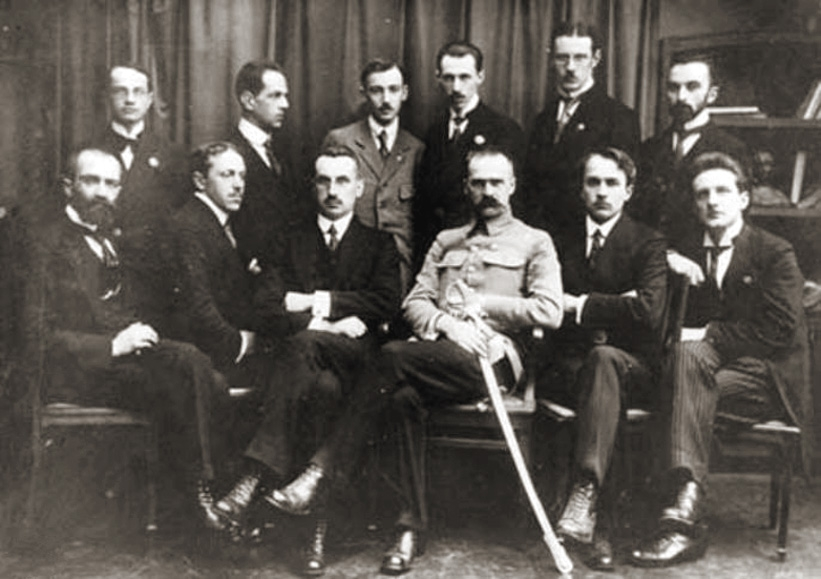
Józef Piłsudski z Komendą Naczelną POW w 1917

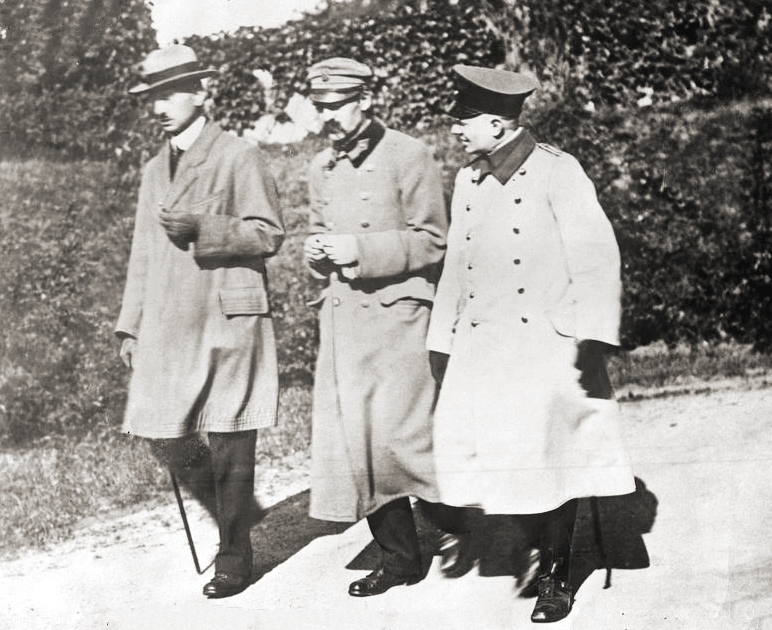
Józef Piłsudski i Kazimierz Sosnkowski podczas internowania w twierdzy magdeburskiej

12 grudnia 1916 Józef Piłsudski przyjechał do Warszawy na Dworzec Wiedeński. W kilka dni później wszedł w skład Tymczasowej Rady Stanu (TRS), w której został referentem Komisji Wojskowej. 16 stycznia 1917 podporządkował POW TRS-owi. W kwietniu 1917, po ustaleniu przez Tymczasową Radę Stanu roty przysięgi dla przyszłych oddziałów polskich, zakładającej. m.in. dotrzymanie wiernie braterstwa broni z wojskami Niemiec, Austro-Węgier i sprzymierzonych państw, wraz z Wojciechem Rostworowskim i Błażejem Stolarskim wszedł do komisji, mającej przygotować tekst odezwy werbunkowej. Odezwa argumentowała m.in., że im silniejsza będzie armia polska, tym większy posłuch zyskają nasze żądania, tym większy wpływ mieć będziemy na ukształtowanie się granic państwa naszego. Sam Piłsudski jednak wstrzymał się od głosu nad wydaniem odezwy na posiedzeniu plenarnym Tymczasowej Rady Stanu. Wobec wcześniej przewidywanego przez Piłsudskiego przechylenia się szali zwycięstwa na stronę Ententy, jak również późniejszego wybuchu w Rosji rewolucji (co praktycznie eliminowało ją na jakiś czas jako wroga), doprowadził on do tzw. kryzysu przysięgowego, zalecając żołnierzom polskim, by nie składali przysięgi na wierność Niemcom. Przedtem – 2 lipca – wystąpił z TRS. Za odmowę złożenia przysięgi ok. 3300 Polaków z Królestwa internowano, a ok. 3500 żołnierzy z Galicji przeniesiono do armii austro-węgierskiej i wysłano do Włoch. Rozpoczęły się też masowe aresztowania działaczy niepodległościowych – do więzień trafili m.in. Walery Sławek, Wacław Jędrzejewicz i Adam Skwarczyński.

### Osadzenie w Magdeburgu
Józef Piłsudski został aresztowany (razem z Kazimierzem Sosnkowskim) 22 lipca 1917. Przewieziono go do więzienia w Gdańsku, skąd przez więzienie w Spandau i twierdzę Wesel trafił do Magdeburga, gdzie przetrzymywano go w jednopiętrowym drewnianym domu, w którym wcześniej odbywali karę aresztu oficerowie tamtejszego garnizonu. W sierpniu 1918 dołączył doń Sosnkowski. W czasie osadzenia (7 lutego 1918) urodziła się pierwsza córka Piłsudskiego i Aleksandry Szczerbińskiej – Wanda. Od chwili uwięzienia jego i tak już duża popularność – jako ofiary prześladowań i symbolu walki z okupantem – jeszcze wzrosła. Coraz większe niepowodzenia na froncie zmusiły Niemców do rozważenia kwestii uwolnienia Komendanta. Wysłano do niego hrabiego Harry’ego Kesslera, który pragnął wydobyć od Piłsudskiego oświadczenie, iż nie uczyni niczego wbrew Niemcom. Ten jednak kategorycznie odrzucił ofertę podpisania „lojalki”.

### Uwolnienie przez Niemców
Kiedy jednak w Niemczech wybuchła rewolucja listopadowa, w twierdzy zjawili się dwaj oficerowie niemieccy po cywilnemu, przewieźli Komendanta i Sosnkowskiego do Berlina, skąd specjalnym pociągiem skierowano ich do Warszawy.
Najbardziej prawdopodobną przyczyną nagłego zwolnienia Piłsudskiego była obawa niemieckiego Sztabu Generalnego przed połączeniem się rewolucji niemieckiej z bolszewicką, czemu zapobiec mogło powstanie bariery w postaci państwa polskiego. Nastroje w Niemczech zmieniły się wkrótce po stłumieniu rozruchów w Berlinie, Magdeburgu, Hamburgu i innych miastach, ale państwo polskie było już faktem.

### Powrót i przejęcie władzy
10 listopada 1918 Piłsudski przybył do Warszawy, gdzie na dworcu przywitali go m.in. członek Rady Regencyjnej, Zdzisław ks. Lubomirski oraz dowódca Komendy Naczelnej POW, Adam Koc. Rada przewidywała funkcję ministra spraw wojskowych dla Piłsudskiego w gabinecie Józefa Świeżyńskiego, pomimo iż dominowali w nim endecy. Sam zainteresowany nic o tym nie wiedział, jednak gdy przybył do Warszawy, rząd Świeżyńskiego był już zdymisjonowany, a w jego miejsce powołano prowizorium rządowe Władysława Wróblewskiego, zarazem jednak powstawał republikański lewicowy rząd ludowy Daszyńskiego w Lublinie (popierany przez POW), a także lokalne ośrodki władzy polskiej na terenach zaborów poza Królestwem Polskim: Polska Komisja Likwidacyjna w Krakowie (Wincenty Witos), Rada Narodowa na Śląsku Cieszyńskim i poznańska Naczelna Rada Ludowa (m.in. Wojciech Korfanty). Dzięki temu tworzyły się struktury polskiej państwowości. Piłsudski zagwarantował niemieckim żołnierzom bezpieczny powrót do objętej rewolucją ojczyzny. W ten sposób udało się zażegnać pierwsze niebezpieczeństwo dla przyszłej niepodległości. Wezwał żołnierzy niemieckich do posłuszeństwa wobec Soldatenratu i zagwarantował im bezpieczeństwo ze strony oddziałów polskich. Tego samego dnia manifestanci z PPS próbowali wręczyć Piłsudskiemu sztandar Pogotowia Bojowego PPS. Piłsudski sztandaru nie przyjął, co skomentował: nie mogę przyjąć znaku jednej partii, mam obowiązek działać w imieniu całego narodu.
11 listopada Rada Regencyjna przekazała Piłsudskiemu zwierzchnictwo i naczelne dowództwo nad podległym jej Wojskiem Polskim, a 12 listopada powierzyła misję utworzenia rządu narodowego. Piłsudski postanowił w związku z tym sprowadzić do Warszawy lubelski rząd Daszyńskiego, choć stwierdził, iż nie ma stronnictwa, czy partii, która by mogła powiedzieć, że własnymi siłami da radę wszystkim trudnościom. Z tego powodu uznał za konieczne włączenie w skład rządu przedstawicieli także innych stronnictw. Nie było to jednak łatwe, ponieważ Piłsudski kojarzony był przede wszystkim jako działacz lewicowy.
14 listopada Rada Regencyjna rozwiązała się, przekazując Józefowi Piłsudskiemu, jako Naczelnemu Dowódcy WP, całość posiadanej przez siebie władzy zwierzchniej w Królestwie Polskim i zobowiązując go jednocześnie do przekazania jej przyszłemu rządowi narodowemu. W ustanowionym tego dnia dekrecie własnym Naczelny Dowódca wyznaczył jako faktyczna głowa państwa na stanowisko Prezydenta Ministrów Ignacego Daszyńskiego, używając nazwy państwa Republika Polska, jednak nadal działało prowizorium rządowe Królestwa Polskiego pod kierownictwem Władysława Wróblewskiego. Dwa dni później Piłsudski notyfikował mocarstwom powstanie niepodległego państwa polskiego, w depeszy nazywając je również Republiką Polską.
Daszyński sformował rząd, który 17 listopada podał się do dymisji wobec sprzeciwu stronnictw politycznych co do osoby premiera, zarazem uczyniło to również prowizorium rządowe Wróblewskiego, zaś na ich miejsce został desygnowany Jędrzej Moraczewski jako osoba akceptowalna dla endecji (niechętnej Daszyńskiemu), który sformował Radę Ministrów o składzie zbliżonym do rządu lubelskiego, kończąc w ten sposób okres dwuwładzy i rozstrzygając kwestię ustroju państwa na rzecz republiki. Gabinet ten rozpoczął urzędowanie 18 listopada, a Piłsudski zajął w nim stanowisko ministra spraw wojskowych.
Po przyjęciu, na podstawie własnego dekretu, 22 listopada, obowiązków Tymczasowego Naczelnika Państwa, Józef Piłsudski złożył dymisję ze stanowiska ministra. Dekret głosił, że Piłsudski jako tymczasowy Naczelnik Państwa obejmie najwyższą władzę Republiki Polskiej i będzie ją sprawował aż do czasu zwołania Sejmu Ustawodawczego, co ostatecznie zakończyło proces przechodzenia do ustroju republikańskiego.

## Naczelnik Państwa

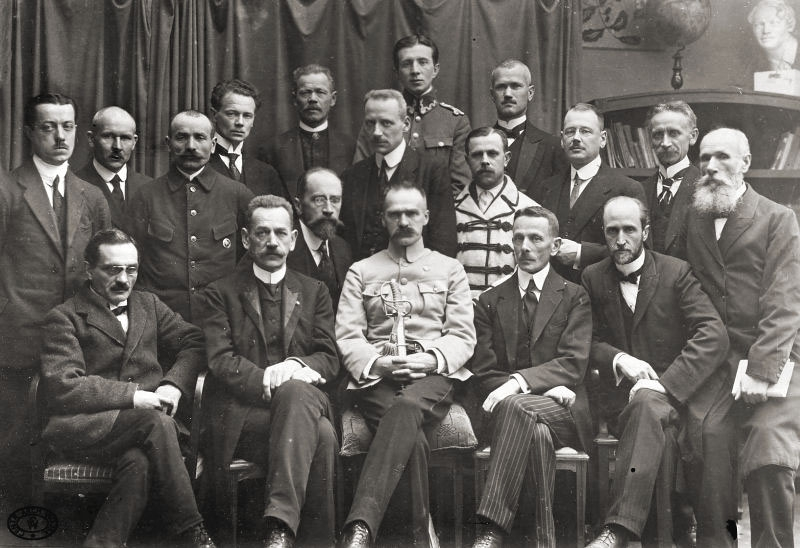
Rząd Jędrzeja Moraczewskiego 18 listopada 1918. W pierwszym rzędzie siedzą (od lewej): Stanisław Thugutt, Jędrzej Moraczewski, Józef Piłsudski, Leon Supiński, Leon Wasilewski

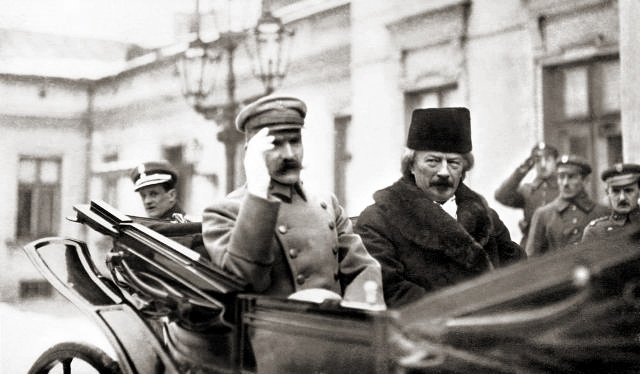
Józef Piłsudski i Ignacy Jan Paderewski (styczeń 1919)

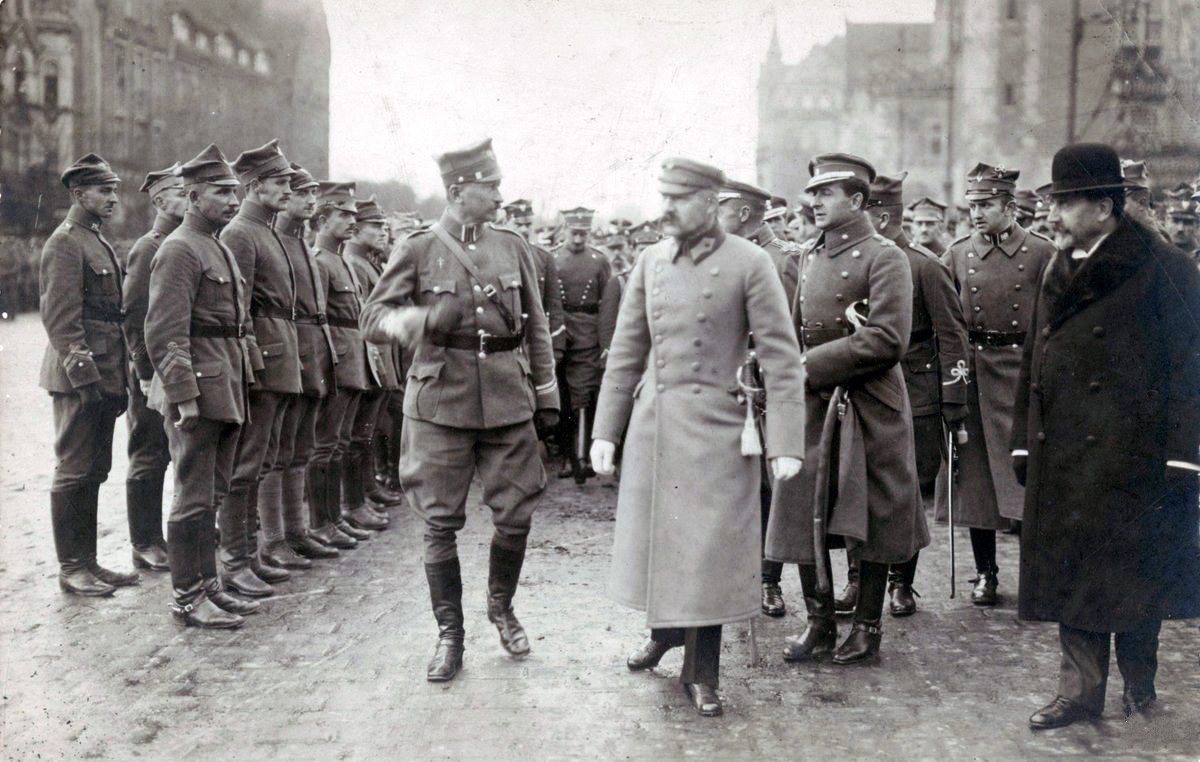
Józef Piłsudski podczas wizyty w Poznaniu 27.X.1919. Z lewej: gen. Józef Dowbor-Muśnicki, z prawej mjr Bolesław Wieniawa-Długoszowski, Władysław Seyda (w ubraniu cywilnym)

26 listopada Piłsudski wydał dekret nakazujący przeprowadzenie wyborów do Sejmu Ustawodawczego (konstytuanty). Wcześniej wydał również dekret wprowadzający 8-godzinny dzień i 46-godzinny tydzień pracy. Zajął się też sprawą paryskiego Komitetu Narodowego Polskiego (KNP) mającego w swoim składzie m.in. Romana Dmowskiego i Ignacego Paderewskiego, uznanego przez rządy Francji, Wielkiej Brytanii i Włoch za namiastkę rządu polskiego na emigracji. Piłsudski, po pertraktacjach z przedstawicielem KNP Stanisławem Grabskim, udzielił Komitetowi pełnomocnictwa do reprezentowania Polski na konferencji pokojowej kończącej I wojnę światową. W skład przedstawicielstwa na rokowania pokojowe weszli także politycy z kraju (m.in. Daszyński), jak również działacze polonijni (Władysław Mickiewicz, syn Adama). W połowie grudnia Naczelnik wysłał do Francji Bolesława Wieniawę-Długoszowskiego, aby ten pozyskał generała Józefa Hallera do planu sprowadzenia jego Błękitnej Armii do kraju i użycia jej na kresach wschodnich. Wystosował także 21 grudnia list do Dmowskiego (w którym podkreślał konieczność jednolitej reprezentacji Polski wobec Ententy i życzył mu powodzenia w rokowaniach) i francuskiego marszałka Ferdinanda Focha (zapewniał w nim o pragnieniu nawiązania polsko-francuskiej współpracy wojskowej).
Sam Piłsudski udał się do Lwowa, gdzie wciąż trwały walki polsko-ukraińskie. Jednocześnie do Naczelnika docierały informacje o wybuchu 27 grudnia powstania wielkopolskiego. Piłsudski nie mógł pomóc mu militarnie, ograniczył się jedynie do wysłania na zachód generała Józefa Dowbora-Muśnickiego. 13 stycznia 1919 jako Naczelnik Państwa przyjął delegację z Poznańskiego. W jego opinii Poznańskie nie było dzielnicą tak wolną jak Królestwo i Galicja, gdyż nad tą dzielnicą istniała ciągle władza Niemiec, co usankcjonowały warunki rozejmu między Koalicją a Niemcami. Zapewniał, że może tylko przedstawiać Koalicji konieczność zmiany punktu, zawieszającego do kongresu decyzję w sprawie bytu Poznańskiego.
Rząd Moraczewskiego był w zamyśle tymczasowy, Piłsudski planował, że jego następcą zostanie Ignacy Paderewski. Zanim jednak tak się stało, miała miejsce nieudana próba zamachu stanu autorstwa przeciwników Naczelnika – Mariana Januszajtisa, Eustachego Sapiehy i Jerzego Zdziechowskiego. Wkrótce po tym 18 stycznia 1919 naczelnik powołał na premiera Ignacego Paderewskiego. Jednym z kolejnych dekretów Józefa Piłsudskiego był wydany 4 lutego 1919 dekret o samorządzie miejskim.
26 stycznia 1919 odbyły się wybory do Sejmu Ustawodawczego. Zwyciężył w nich endecki Związek Ludowo-Narodowy, ale nie uzyskał on wystarczającej liczby głosów do obalenia rządu Paderewskiego, a tym bardziej usunięcia Piłsudskiego. 20 lutego 1919, na trzecim posiedzeniu zakończył się okres tymczasowości w obsadzie urzędu Naczelnika – Sejm przyznał Piłsudskiemu uprawnienia Naczelnika Państwa wydając Uchwałę Sejmu Ustawodawczego z dnia 20 lutego 1919 w sprawie powierzenia Józefowi Piłsudskiemu dalszego sprawowania urzędu Naczelnika Państwa. Uchwała ta otrzymała nazwę Małej Konstytucji.

## Wojna polsko-bolszewicka

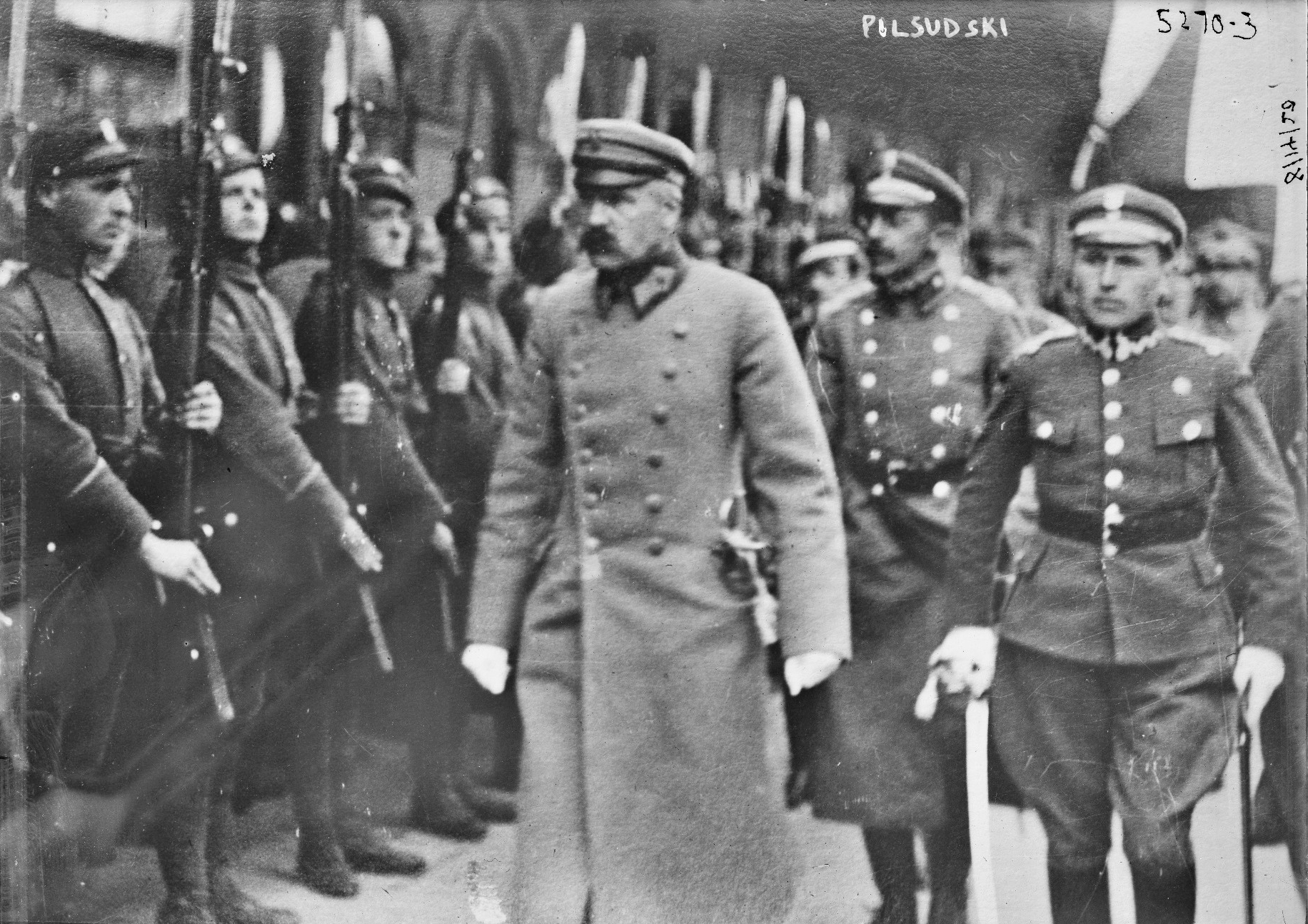
Piłsudski przed frontem oddziału Wojska Polskiego, Mińsk 1919

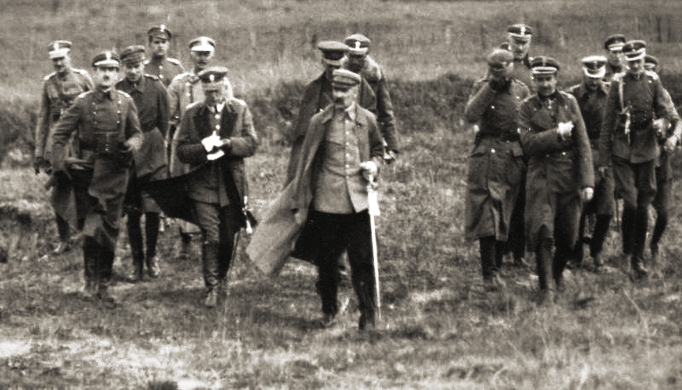
Piłsudski ze sztabem, wiosna 1920

W stosunku do Rosji Piłsudski był zdania, że o ile przeciw Niemcom zawsze mogliśmy znaleźć sojuszników, w swym własnym interesie działających – i w ewentualnym starciu z nimi nie bylibyśmy odosobnieni, to odwrotnie wygląda sprawa w stosunku do Rosji. Z tego też powodu dążył do wyeliminowania zagrożenia dla Polski od wschodu. Planował utworzenie na tej rubieży kilku państw narodowych, które następnie miałyby wejść w skład federacji pod przewodnictwem Polski. Stanowiłyby one swoistą zaporę przed Rosją. Realizacja takich planów wymagała posiadania wystarczającego potencjału militarnego, ale w tym czasie armia polska liczyła około 200 tys. żołnierzy i wciąż oczekiwano na przybycie armii Hallera.
Świadom, że ani biali ani czerwoni nie zechcą dopuścić do odrodzenia Polski, Piłsudski podjął ryzykowną wyprawę wileńską. Było to równoznaczne z rozpoczęciem wojny z Rosją bolszewicką. W pierwszą styczność bojową oddziały obu państw weszły 17 lutego 1919. Wilno po trzydniowych walkach zostało zajęte 21 kwietnia. Nie powiodła się jednak próba utworzenia rządu odrodzonego Wielkiego Księstwa Litewskiego przez wysłannika Piłsudskiego, Michała Römera. Kwestia, czy Piłsudski był rzeczywiście zwolennikiem koncepcji federacyjnych, do dzisiaj jednak dzieli badaczy. W sierpniu 1923 roku w wykładzie wygłoszonym w Wilnie Piłsudski mówił: ja twierdziłem że iść tą drogą wydaje mi się niemożliwe. Zasad federacji nie da się zastosować na tych ziemiach. Przychodzimy wszak z bronią, co jest sprzeczne z zasadami federacji. Zresztą nie widziałem tutaj tych, który by do tej federacji chcieli przystąpić.
Po opanowaniu Wilna działania zostały podjęte w Galicji Wschodniej. Polska ofensywa na południowym wschodzie rozpoczęła się 14 maja. Zajęto Halicz i Stanisławów. W Paryżu zawarto układ pomiędzy Paderewskim i wysłannikiem atamana ukraińskiego Semena Petlury, mówiący o wspólnej walce z bolszewikami. Nie wszedł on jednak w życie z powodu nacisków Francji obawiającej się pogorszenia stosunków z białym generałem Denikinem. Tymczasem Piłsudski przybył na front i pokierował nowym atakiem, który rozpoczął się 28 czerwca. W jego wyniku wojska polskie opanowały Tarnopol i dotarły do rzeki Zbrucz. Siły polskie parły jednak dalej. Jednocześnie próbowano porozumieć się z bolszewikami – Józef Piłsudski wysłał listy m.in. do Juliana Marchlewskiego, w którym obiecywał zatrzymanie wojsk w zamian za utworzenie przez Armię Czerwoną neutralnego pasa o szerokości 10 km. Lenin grał jednak na zwłokę, odnosząc sukcesy w walce z siłami białych. Na przełomie sierpnia i września 1919 Biuro Szyfrów pod kierunkiem Jana Kowalewskiego złamało pierwsze klucze szyfrowe Armii Czerwonej, które umożliwiły odczytanie korespondencji bolszewickiej z frontów wojny domowej na Ukrainie, w południowej Rosji i na Kaukazie. Złamano też szyfry Armii Ochotniczej i „białej” Floty Czarnomorskiej, a także szyfry Armii URL. Dzięki temu Piłsudski miał w oparciu o dane wywiadowcze dużą wiedzę na temat sytuacji w tym regionie. Dane dostarczone przez Biuro informowały także o koncentracji wojsk bolszewickich przy wschodniej granicy Polski . W obawie przed spodziewanym atakiem Sowietów Piłsudski postanowił zintensyfikować współpracę z ukraińskimi siłami Petlury i wesprzeć jego działania w utworzeniu państwa ukraińskiego.

Od 6 listopada do 22 grudnia 1919 miały miejsce tajne negocjacje polsko-bolszewickie w Mikaszewiczach na Polesiu wołyńskim, związane z tamtejszą misją rosyjskiego Czerwonego Krzyża. Stronę polską reprezentował Ignacy Boerner, posiadający pełnomocnictwa negocjacyjne Piłsudskiego, stronę bolszewicką pełnomocnik Lenina, Julian Marchlewski. Piłsudski poinstruował Boernera i Michała Stanisława Kossakowskiego w następujący sposób: 

Zarówno bolszewikom, jak i Denikinowi jedno jest do powiedzenia – jesteśmy potęgą, a wyście trupy. Mówiąc inaczej, językiem żołnierskim: dławcie się, bijcie się, nic mnie to nie obchodzi, o ile interesy Polski nie są zahaczone. A jeśli gdzie zahaczycie je, będę bił. Jeśli gdziekolwiek i kiedykolwiek was nie biję, to nie dlatego, że wy nie chcecie, ale dlatego, że ja nie chcę. Lekceważę, pogardzam wami. Jesteście pogrążeni w rękach Żydów i junkrów niemieckich, nie wierzę wam, waszemu gatunkowi ludzkiemu. O jakichkolwiek tedy stosunkach… dyplomatycznych mowy być nie może, bo ich warunkiem podstawowym są wiara i dyskrecja a wy nie zasługujecie na jedno, nie znacie drugiego, zdradzacie cywilizację, własny kraj i jeden drugiego…

 Podczas rozmów Boerner zakomunikował stronie bolszewickiej warunki wstępne rozpoczęcia negocjacji pokojowych: Armia Czerwona miała się cofnąć 10 km od linii frontu, rząd bolszewicki miał się powstrzymać od agitacji na terytorium Polski, Armia Czerwona przestanie napierać na oddziały ukraińskie Semena Petlury i odda Dyneburg oddziałom łotewskim. Jak zakomunikował Marchlewskiemu Boerner: 

Naczelnik Państwa raz jeszcze oświadcza, że wojować z Sowietami nie chce. Jeżeli zaś rząd sowiecki chce z Polską wojować, to rękawicę tę podejmie

Po jesiennych atakach na rząd w grudniu 1919 ustąpił ze stanowiska premier Paderewski, co skomplikowało sytuację Piłsudskiego, gdyż uważał on Paderewskiego za łącznika Polski z Zachodem, a jego odejście mogło oznaczać utratę polskich wpływów w Waszyngtonie. Piłsudski w związku z atakami pisał do Paderewskiego tuż przed jego ustąpieniem: 

musi to być robione z nakazu z góry. Tak jak przedtem atakowano przede wszystkim mnie, szczędząc Pana, tak teraz, gdy się tamten atak nie udał, idzie atak na Pana z oszczędzaniem mojej osoby. Wywrócenie obu wydaje się tym panom prawdopodobnie zbyt trudnym zadaniem, starają się więc obalić choćby jednego, by w jego miejsce wystawić któregokolwiek ze swoich autorytetów.

Kolejnym premierem został zbliżony do endecji Leopold Skulski, z tym że resorty „siłowe” nadal pozostawały pod kierownictwem ludzi Piłsudskiego.
28 lutego 1920 Piłsudskiemu urodziła się druga córka – Jadwiga.
19 marca 1920 do Józefa Piłsudskiego zgłosili się przedstawiciele, powołanej do życia Dekretem Wodza Naczelnego z 18 lutego 1920 – Ogólnej Komisji Weryfikacyjnej, która na mocy Ustawy Sejmowej z 2 sierpnia 1919, przeprowadzała weryfikację całego korpusu oficerskiego armii polskiej. Ich wizyta w Belwederze, dotyczyła przedstawienia decyzji, którą Komisja ta 26 lutego 1920 „jednogłośnie przez powstanie, w dowód czci i hołdu dla Wodza Naczelnego” uchwaliła, a zawierającej prośbę, aby Józef Piłsudski przyjął „Najwyższą Godność Wojskową” – stopień Pierwszego Marszałka Polski. W dniu swoich imienin, Dekretem L. 2093 z 19 marca 1920, przyjął ten stopień i zatwierdził. Buławę marszałkowską wręczono mu uroczyście po zakończeniu wojny polsko-bolszewickiej 14 listopada 1920.

### Wyprawa kijowska

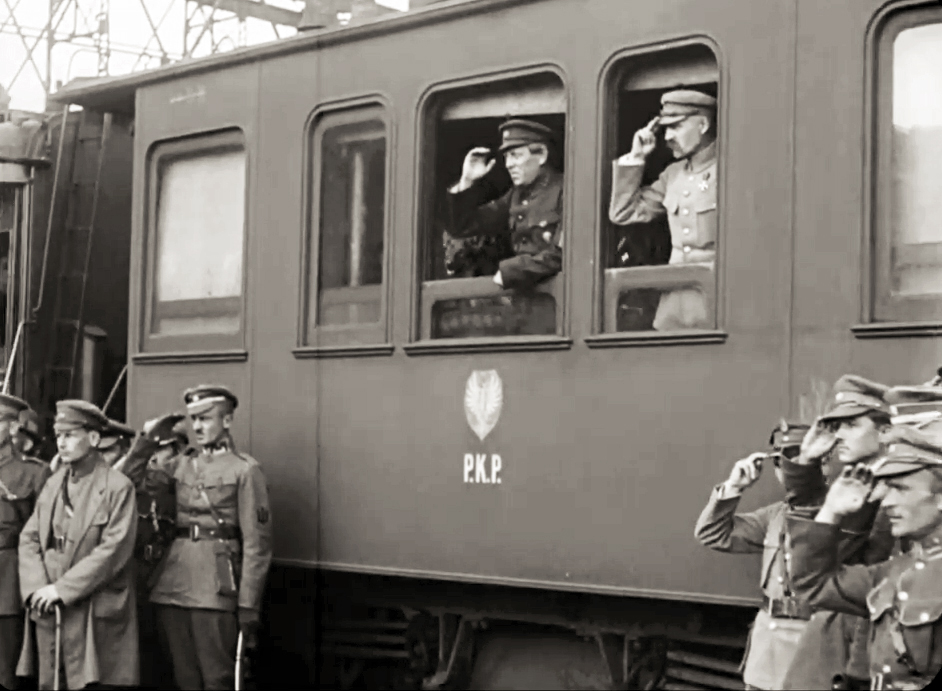
Józef Piłsudski i Symon Petlura w Winnicy, 16 maja 1920

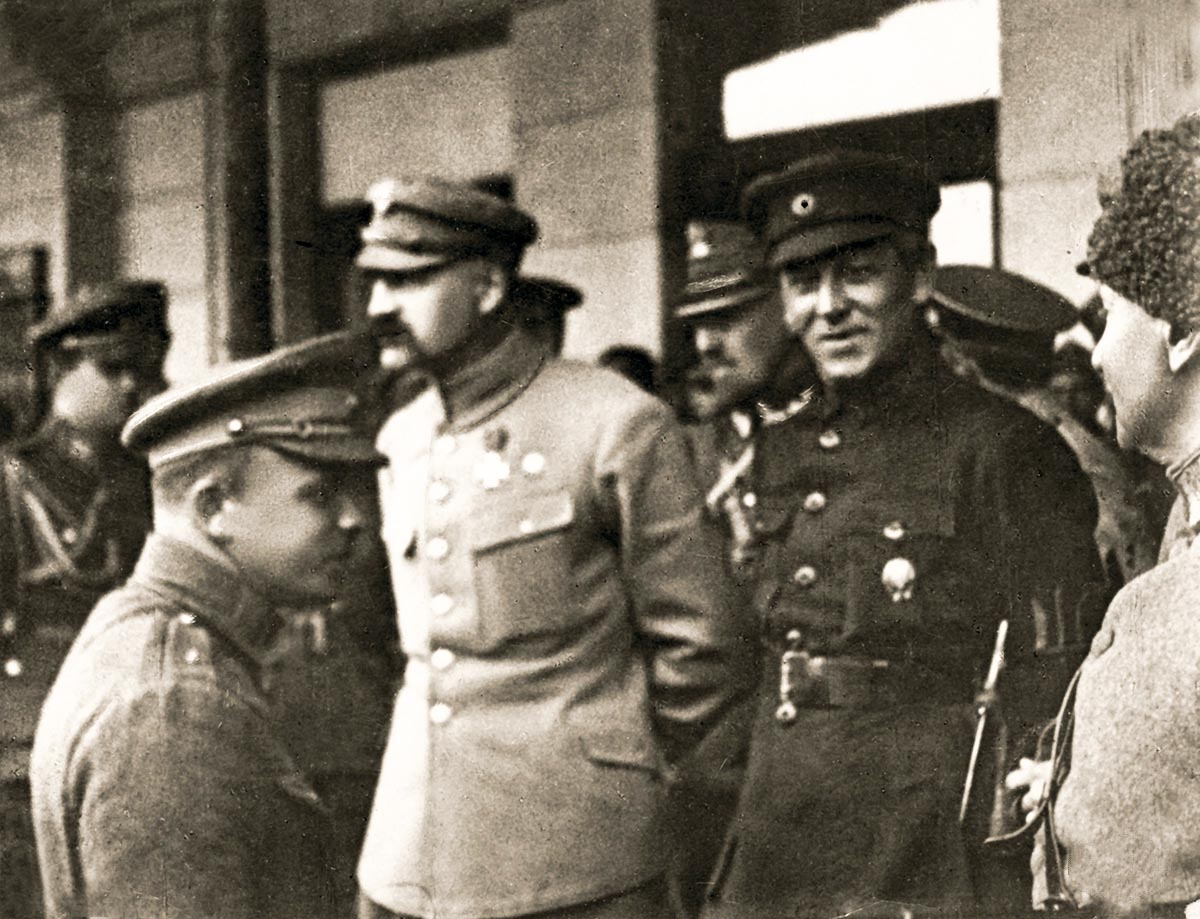
Piłsudski i Petlura Winnica 1920

Piłsudski uważał, że polski marsz na Moskwę nie jest przedsięwzięciem realnym, natomiast należy bolszewikom 

nadepnąć na tak bolesne miejsce, żeby nie mogli się uchylać i uciekać. Moskwa takim miejscem nie jest. Kijów, Ukraina, to jest ich czuły punkt.

 Osobiście nie przygotowywał jednak planu wyprawy, a robili to jego współpracownicy: Julian Stachiewicz, Bolesław Wieniawa-Długoszowski i adiutant Piłsudskiego – Stanisław Radziwiłł. Jednocześnie wsparto na początku 1920 utworzenie w Warszawie, pod auspicjami rządu polskiego, rosyjskiego Komitetu Narodowego, reprezentującego tzw. „trzecią” demokratyczną Rosję, która zgadzała się na istnienie zarówno niepodległej Polski, jak i Ukrainy.
Wyprawa była poprzedzona pertraktacjami z atamanem Petlurą, przedstawicielem strony ukraińskiej – w ich wyniku podpisano dwie umowy: polityczną (21 kwietnia) i wojskową (24 kwietnia), gwarantujące pomoc w utworzeniu państwa ukraińskiego ze strony Polski i pomoc militarną w walce z bolszewikami ze strony Ukrainy. Rozpoczęcie polskiego ataku Piłsudski zarządził na 25 kwietnia. Jego celem było zdobycie Kijowa i restytucja Ukrainy naddnieprzańskiej. Początkowo wojska polskie odnosiły sukcesy, biorąc tysiące jeńców i szybko zajmując kolejne tereny. 7 maja oddziały polskie i ukraińskie wkroczyły do niebronionego Kijowa. Piłsudski udał się do zajętej stolicy Ukrainy z kilkugodzinną wizytą. Po powrocie do Warszawy 18 maja witający go marszałek Sejmu Wojciech Trąmpczyński (wysunięty przez Narodową Demokrację) przyrównał czyny Piłsudskiego do dokonań Bolesława Chrobrego.
Odpowiedzią bolszewików na sukcesy armii polskiej były kontrofensywy: na północy – kierowana przez Michaiła Tuchaczewskiego, i na południu – przez Siemiona Budionnego, dowodzącego Konarmią. Uderzenie na południu doprowadziło do przerwania frontu. Piłsudski jednak nie zamierzał bronić Kijowa – oddziały polskie pod dowództwem Edwarda Rydza-Śmigłego opuściły miasto 10 czerwca 1920. Marszałek planował przemieścić jego armię w celu zaatakowania Budionnego, ale Rydz-Śmigły bądź nie zrozumiał rozkazu Piłsudskiego, bądź w ogóle rozkaz nie dotarł do niego. Konarmia ponownie przerwała front, a oddziały polskie zostały zmuszone do wycofania się. Wówczas już siły bolszewickie dysponowały znaczną przewagą liczebną.
Na północy Piłsudski zakładał utrzymanie Wilna i oparcie się na starej, poniemieckiej linii umocnień. Jednak znaczna przewaga wojsk sowieckich zniweczyła ten plan. Armia Czerwona parła w kierunku Warszawy, pokonując średnio ok. 20 km dziennie.

### Bitwa Warszawska

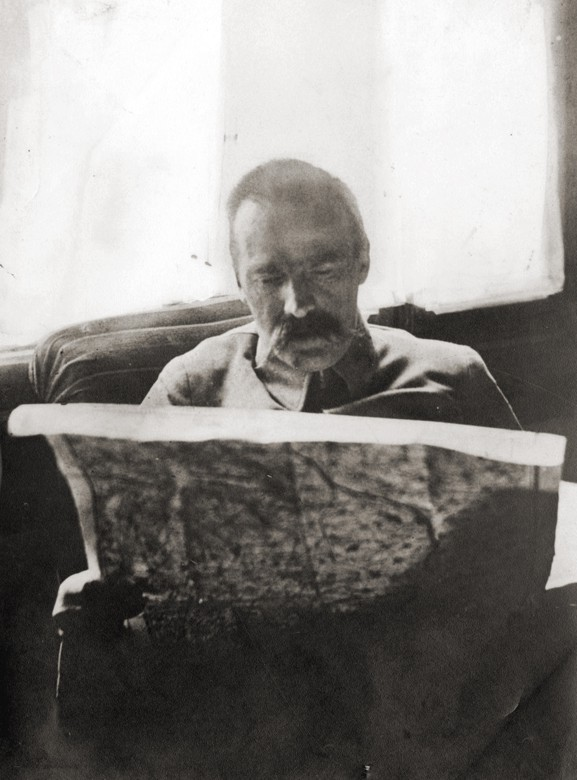
Józef Piłsudski nad mapą w okresie bitwy warszawskiej

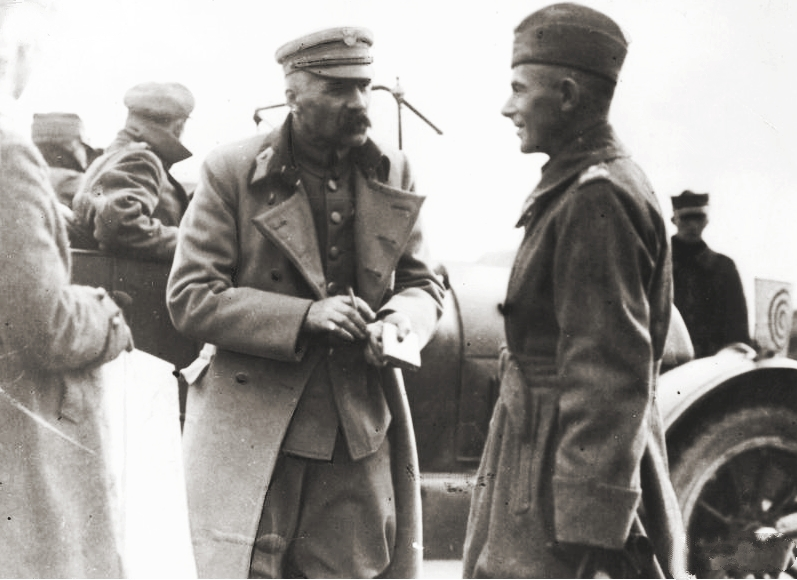
Józef Piłsudski i Edward Śmigły-Rydz w czasie wojny polsko-bolszewickiej w 1920

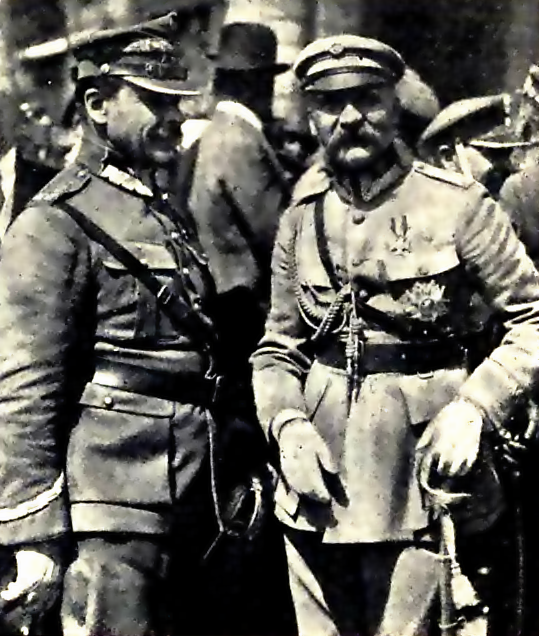
Józef Piłsudski i Józef Haller w czasie przeglądu wojsk powracających ze zwycięskiej bitwy warszawskiej

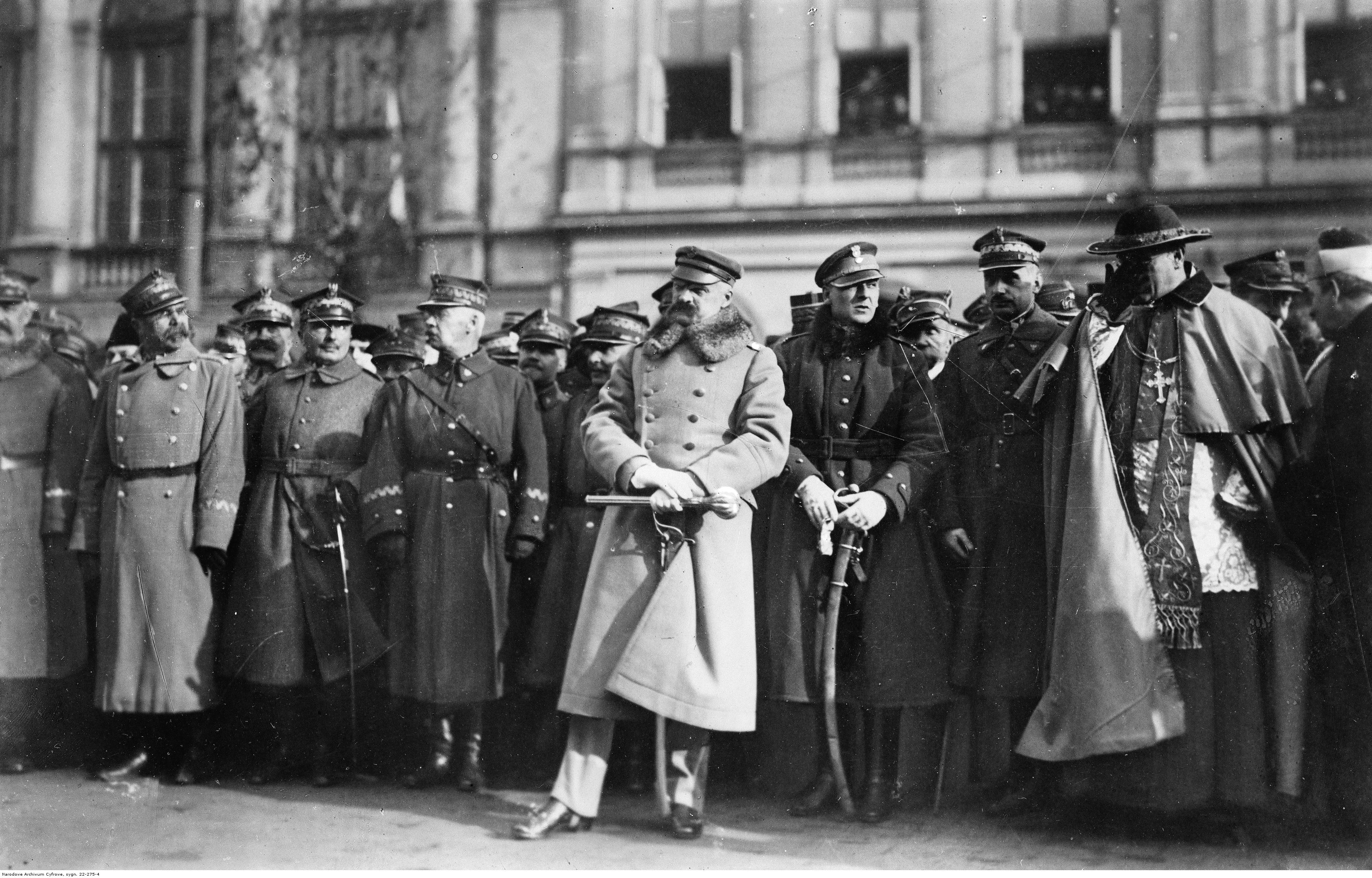
Uroczystość wręczenia Piłsudskiemu buławy marszałkowskiej, listopad 1920

Kontrofensywa Armii Czerwonej wywołała krytykę opozycji skierowaną przeciwko Piłsudskiemu. 

Rozpoczęta przeciwko niemu ofensywa, z udziałem piór tej miary, co Stanisława Strońskiego czy Adolfa Nowaczyńskiego, zajmowała bodaj tyle samo miejsca na łamach prasy narodowo-demokratycznej, co wiadomości z placu boju. (…) Wyprawa kijowska jawiła się już jako fantastyczny kaprys człowieka, którego pomysły miały wszelkie znamiona awanturnictwa, czy nawet politycznej głupoty.

 9 czerwca ustąpił rząd Skulskiego, którego miejsce zajął gabinet utworzony przez Władysława Grabskiego.
1 lipca Sejm Ustawodawczy powołał Radę Obrony Państwa (ROP), która choć działała pod przewodnictwem Piłsudskiego, to jednak ograniczała w pewnym stopniu jego władzę. Wbrew stanowisku marszałka Rada zwróciła się do alianckiej Rady Najwyższej z prośbą o pośrednictwo w rozmowach pokojowych. Ustalenia Rady były dla Polski niekorzystne, a zdaniem Piłsudskiego – kapitulanckie (m.in. ze względu na uznanie linii Curzona za wschodnią granicę Polski). Podjęto jednak negocjacje pokojowe w Baranowiczach, na które udała się delegacja nowego rządu, utworzonego przez Wincentego Witosa 24 lipca.

Ataki na Piłsudskiego związane z porażkami na froncie były kontynuowane. 19 lipca na posiedzeniu ROP Roman Dmowski zarzucił mu zdezorganizowanie armii i postulował dokonanie gruntownych zmian przy pomocy oficerów przysłanych z zachodu. Nieco później ksiądz Stanisław Adamski, delegat wielkopolski, oskarżył Piłsudskiego wprost o zdradę. W odpowiedzi marszałek postawił wniosek o udzielenie mu przez ROP wotum zaufania: 

Od członków rady i od narodu powinien iść głos wiary i otuchy… Zamiast tego dajecie demoralizujący obraz waśni, kłótni i rozdarcia… Nie wiem, jakimi słowy mam was przekonywać… Jeżeli potrzebna wam do tego moja śmierć, to gotów jestem sobie w łeb wypalić… Ja wiem co mam robić, ja mam plan, lecz nie narzucam się… Oddaję się wam do dyspozycji.

 Ostatecznie Rada wyraziła wotum zaufania Piłsudskiemu. Pozostały do przewidywanego bolszewickiego szturmu na Warszawę czas ROP przeznaczyła na opracowanie strategii obrony. Tymczasem Piłsudski opracował plan kontrofensywy spod Brześcia, który jednak został przez bolszewików zdobyty zanim udało się przeprowadzić dyslokację oddziałów.
W nocy z 5 na 6 sierpnia Piłsudski rozważał w Belwederze możliwości ofensywy, a nad ranem przeprowadził rozmowę z generałem Rozwadowskim. Doprowadziło to do opracowania rozkazu operacyjnego nr 8358/III – wspólnego dzieła Piłsudskiego, Kazimierza Sosnkowskiego, generała Tadeusza Rozwadowskiego i Maxime Weyganda. Zdefiniował on plan skoncentrowania i kontrofensywy polskiej armii znad rzeki Wieprz. Duże znaczenie dla przebiegu bitwy nad Wisłą miał kolejny rozkaz nr 10 000 z 10 sierpnia 1920, opracowany z inicjatywy szefa sztabu, generała Rozwadowskiego. W związku z nim Naczelny Wódz zrezygnował z dalszego wzmacniania Grupy Uderzeniowej, która miała atakować znad Wieprza, i kilka dodatkowych dywizji mogło wziąć udział w walkach w najbardziej dramatycznym momencie, gdy 14 sierpnia 1920 bolszewicy przerwali polskie linie obronne pod Radzyminem i 5 Armia generała Władysława Sikorskiego podczas walk nad Wkrą musiała stawić opór liczniejszym siłom radzieckim.
12 sierpnia Józef Piłsudski udał się do Kwatery Głównej w Puławach, gdzie złożył na ręce premiera Witosa dymisję z funkcji Naczelnika Państwa i Naczelnego Wodza. W liście do premiera zaznaczał, że jego zdaniem, skoro rozmowy pokojowe z bolszewikami nic nie dały, Polska musi liczyć na pomoc krajów Ententy, a te uzależniają ją od odejścia marszałka. Witos jednak dymisji nie przyjął.
Marian Kukiel twierdził, że od 12 sierpnia Piłsudski był chory (cierpiał na uremię), był półprzytomny i trudno było mu zdobyć się na decyzje.
Było to w przededniu Bitwy Warszawskiej, trwającej od 13 do 25 sierpnia 1920. W ciągu czterech początkowych dni bitwy rozwijające się uderzenie Armii Czerwonej spowodowało znaczne wysforowanie się i odsłonięcie jednego ze skrzydeł sił bolszewickich.

#### Kontruderzenie znad Wieprza
Józef Piłsudski wyprowadził kontruderzenie znad Wieprza 16 sierpnia 1920 roku siłami 5 dywizji. 4 Armia, którą osobiście dowodził składała się z 14. Dywizji Poznańskiej, 16. Dywizji Pomorskiej i 21. Dywizji Podhalańskiej. Siły jej liczyły 27 500 żołnierzy piechoty, 950 kawalerzystów, 461 karabinów maszynowych i 90 dział polowych.
Dowodzona osobiście przez Piłsudskiego Grupa Uderzeniowa 16 sierpnia wyszła na tyły Armii Czerwonej i zaatakowała odsłonięte skrzydło, co zadało siłom bolszewickim decydujący cios. Oznaczało to pełne powodzenie polskiego planu.

### Sukces strategiczny i porażka polityczna
Sukces militarny został przypieczętowany ostatecznie w bitwie nad Niemnem, która rozpoczęła się 20 września 1920. 25 września polskie oddziały zajęły Grodno, a wzięte w kleszcze resztki armii Tuchaczewskiego zostały zmuszone do wycofania się w głąb Rosji. Wkrótce po tym miał miejsce tzw. Bunt Żeligowskiego, który na polecenie Piłsudskiego upozorował niesubordynację i zajął 9 października okręg wileński, co doprowadziło do utworzenia na tym obszarze kadłubowej tzw. Litwy Środkowej. Działania wojenne oficjalnie przerwano w wyniku podpisanej 12 października 1920 w Rydze umowy o rozejmie w wojnie z bolszewikami. Stan wojny zakończył rok później traktat ryski.
Sukces Polski i jej armii był pełny, jednakże zarówno traktat ryski, jak i siłowe rozwiązanie na Litwie były jednocześnie klęską koncepcji politycznej Piłsudskiego, zakładającej utworzenie z krajów dawnej Rzeczypospolitej tzw. konfederacji Międzymorza. Paradoksalnie działania Piłsudskiego doprowadziły do realizacji wizji jego największego adwersarza – Romana Dmowskiego – który opowiadał się za państwem narodowym.

### Stosunek do wolnomularstwa
Powstanie wolnomularstwa polskiego dokonało się pod auspicjami Piłsudskiego. W czasie dwu konferencji w Belwederze z Władysławem Baranowskim, w lipcu 1919 i w październiku 1920, Józef Piłsudski z własnej inicjatywy, zaproponował mu wskazanie ludzi z najbliższego swojego otoczenia i wojska, których uważał za najodpowiedniejszych kandydatów do masonerii.

## Lata 1921–1925

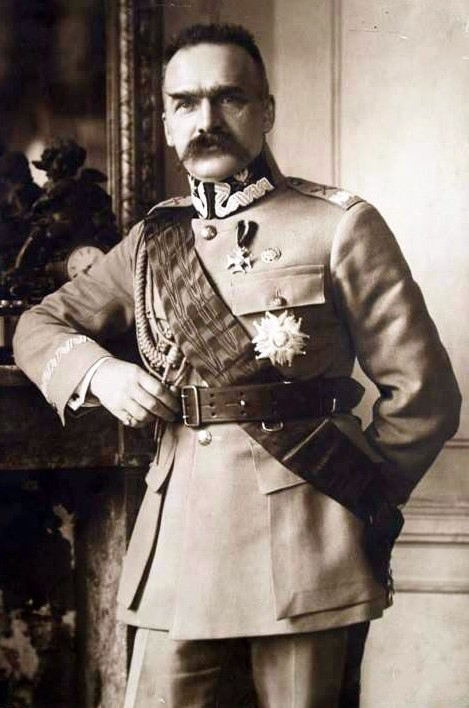
Józef Piłsudski 1921

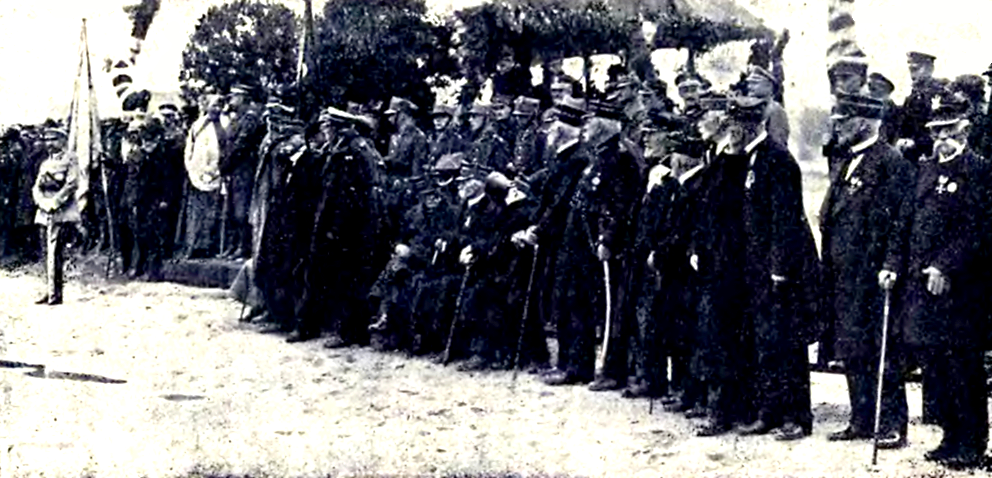
Nadanie Orderów Virtuti Militari żyjącym weteranom powstania styczniowego przez Naczelnika Państwa Józefa Piłsudskiego na stokach Cytadeli Warszawskiej 5 sierpnia 1921

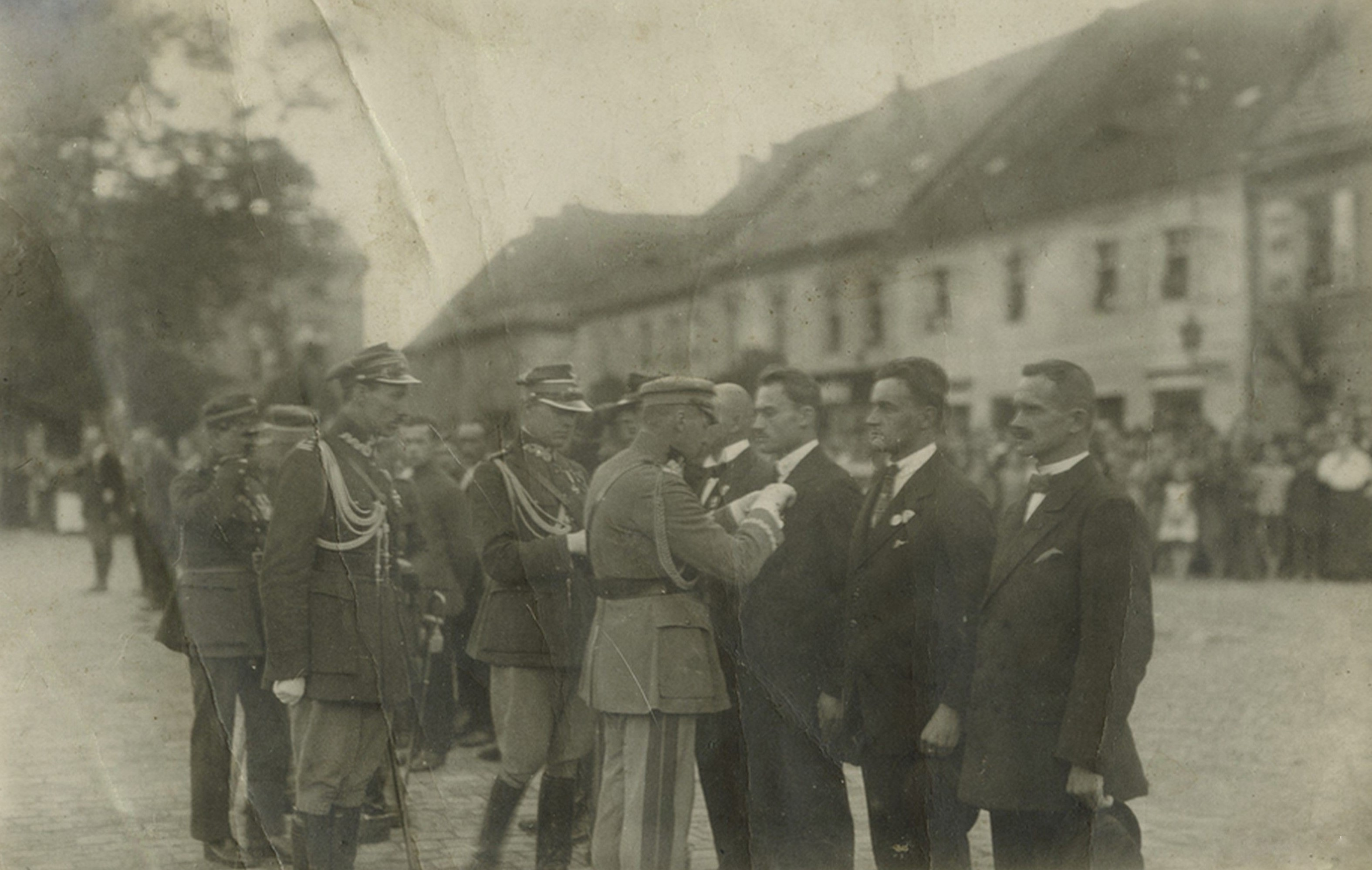
Z wizyty marszałka Józefa Piłsudskiego na Górnym Śląsku – Pszczyna, Rynek, 28 sierpnia 1922. Marszałek przypina ppor. Stanisławowi Krzyżowskiemu, b. komendantowi POW G.Śl. na pow. pszczyński, Krzyż Srebrny Orderu Virtuti Militari

18 marca 1921 podpisano traktat ryski z Rosyjską Federacyjną Socjalistyczną Republiką Radziecką i Ukraińską Socjalistyczną Republiką Radziecką, który oznaczał zakończenie działań wojennych na wschodzie. Rozpoczął się okres stabilizacji i rozwoju. 17 marca przyjęto konstytucję, w której opracowaniu Piłsudski nie brał udziału. Obawiając się dążenia do dyktatury przyszłego prezydenta, którym miał według oczekiwań zostać Piłsudski, autorzy tekstu ustawy zasadniczej ograniczyli uprawnienia głowy państwa. Pomimo uchwalenia ustawy zasadniczej, Sejm Ustawodawczy przedłużył własną kadencję, a tym samym obowiązywanie „małej konstytucji”.
W nocy z 16 na 17 sierpnia 1921 w Krakowie zmarła pierwsza żona Józefa Piłsudskiego, Maria. Do końca życia nie zgodziła się na rozwód, pomimo że jej mąż od dawna żył w nieformalnym związku z Aleksandrą Szczerbińską. 25 października wziął z nią ślub, a następnie razem wprowadzili się do Belwederu.
Tymczasem rząd Witosa chylił się ku upadkowi w związku z kryzysem gabinetowym spowodowanym przez niezadowolenie społeczne ze stosunku władz do powstańców śląskich. Piłsudski długo nie przyjmował dymisji Witosa, ale we wrześniu zastąpił go Antoni Ponikowski, stojący na czele tzw. gabinetu fachowców. Marszałek wprowadził do niego swoich zwolenników, m.in. Kazimierza Sosnkowskiego na czele ministerstwa spraw wojskowych.
25 września 1921 Piłsudski uniknął śmierci w zamachu przeprowadzonym przez młodego Stepana Fedaka, członka Ukraińskiej Organizacji Wojskowej. Próba zamachu miała miejsce we Lwowie – Fedak oddał trzy strzały, ale ranił tylko wojewodę Kazimierza Grabowskiego.

### Kryzys gabinetowy w 1922

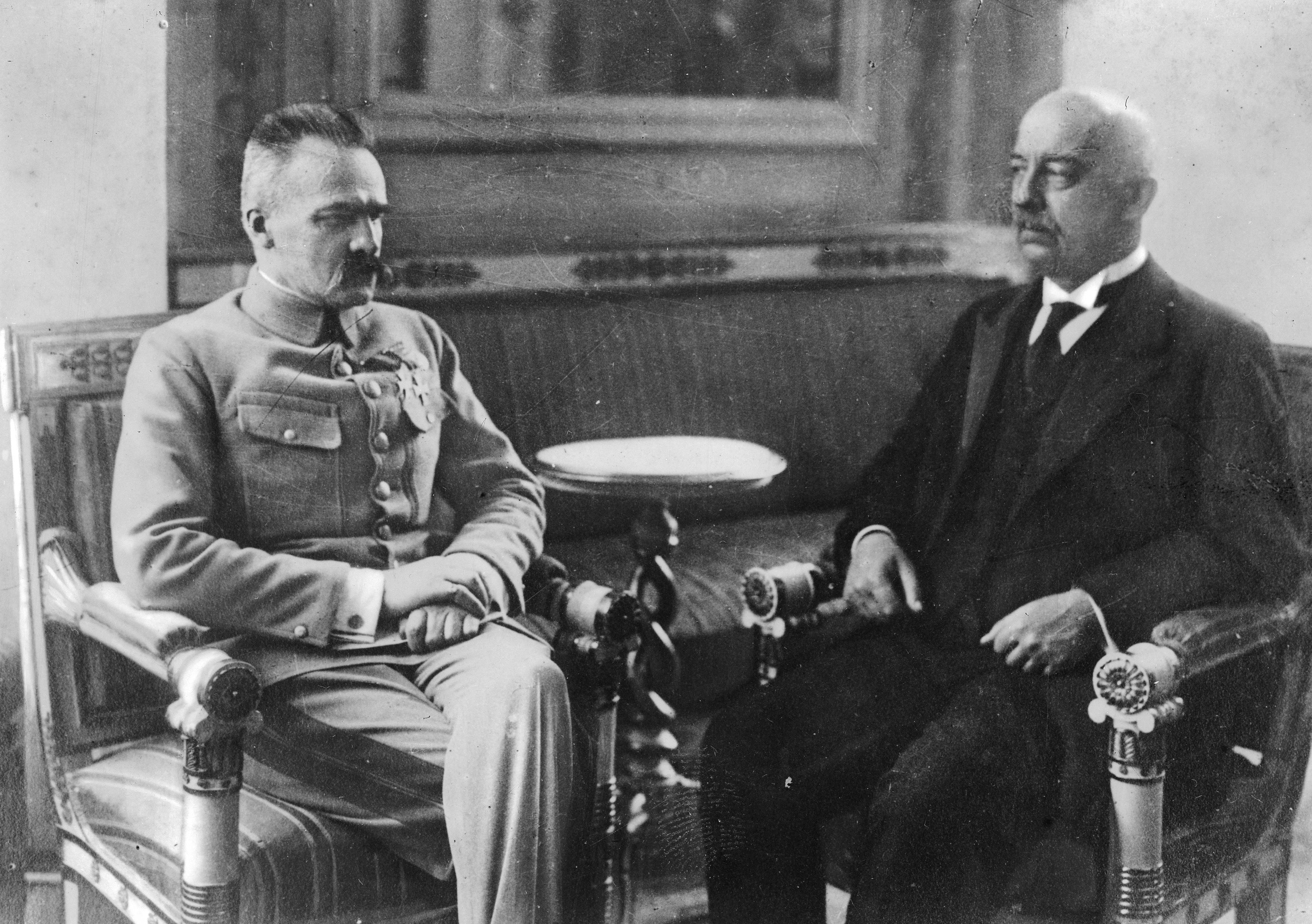
Józef Piłsudski i Gabriel Narutowicz

Sowiety panując nad milionami umierających z głodu ludzi, rzucają ostatnie zapasy złota na zbrojenia i propagandę. Bo Niemcy i Rosjanie prowadzą politykę śmiałą, świadomą celu, a Polska – żadnej, Józef Piłsudski po zawarciu porozumienia w Rapallo w kwietniu 1922 roku

Traktat w Rapallo powinien był zerwać resztę łusek z oczu – porozumienie rosyjsko-niemieckie zaszło tak daleko, że jest nie tylko faktem dokonanym, wspartym na doskonałą znajomość interesów stron obu, ale co więcej faktem nie do odrobienia. Istnieje sprzysiężenie rosyjsko-niemiecko-litewskie (…), skierowane przeciwko Polsce, Józef Piłsudski na posiedzeniu Rady Gabinetowej 5 czerwca 1922 roku

Rząd Ponikowskiego nie współpracował już z Piłsudskim tak sprawnie jak gabinet Witosa. M.in. zawarł układ z Rosją bolszewicką, na mocy którego Polska zobowiązała się wydalić Petlurę w zamian za spłatę długu względem RP. Takie postępowanie wobec atamana spotkało się z dużym niezadowoleniem Naczelnika Państwa. Piłsudski nie zgadzał się z kierunkiem prowadzenia polityki zagranicznej szefa MSZ, Konstantego Skirmunta – po zawarciu przez republikę weimarską i Rosję bolszewicką traktatu w Rapallo, marszałek zaczął wywierać nacisk na rząd, aby podał się do dymisji. Tak też się stało 6 czerwca 1922. Piłsudski twierdził, że w czasie wyborów rządzić powinien gabinet posiadający szerokie zaplecze polityczne – ekipa Ponikowskiego go nie miała, dlatego musiała odejść. Wrogowie marszałka zarzucili mu jednak, że w ten sposób dąży do uzyskania władzy dyktatorskiej.
Dymisja rządu Ponikowskiego rozpoczęła najdłuższy kryzys gabinetowy II Rzeczypospolitej. 12 czerwca Piłsudski poinformował Konwent Seniorów Sejmu, że zastanawia się nad tym, w jaki sposób interpretować zapis w „Małej Konstytucji”, mówiący o tym, iż: Naczelnik Państwa powołuje rząd w pełnym składzie na podstawie porozumienia z Sejmem. Wobec tego Sejm powołał tzw. Komisję Główną, która miała wyręczyć marszałka w procedurze powoływania gabinetu. Ten jednak nie wyraził zgody na kandydata Komisji. Następnie sam na premiera desygnował Artura Śliwińskiego, którego rząd przetrwał jednak tylko do 7 lipca (wówczas to poparcie dla niego wycofali krakowscy konserwatyści).
Wobec tego Sejm na kandydata na szefa rządu wybrał Wojciecha Korfantego. Jego osoby nie zaakceptował jednak Piłsudski, mimo deklarowania przez Korfantego chęci współpracy z marszałkiem. Ten ostatni zresztą zapowiedział swoje rychłe ustąpienie. Odmowa podpisu pod listą osób mających tworzyć gabinet Korfantego spowodowała, że 25 lipca zgłoszono wniosek o uchwalenie Naczelnikowi wotum nieufności, wspierany przez posłów prawicowych. Wniosek nie przeszedł – „za” było 186 posłów, „przeciw” 206.
Ostatecznie pod koniec lipca rząd utworzył konserwatysta Julian Nowak. W jego gabinecie szefem MSZ został zwolennik Piłsudskiego, Gabriel Narutowicz, co było sukcesem marszałka.
5 i 12 listopada 1922 odbyły się wybory parlamentarne. Nowy Sejm i Senat były rozdrobnione, gdyż zarówno prawica, lewica, centrum, jak i ugrupowania mniejszości narodowych uzyskały zbliżoną liczbę głosów. Obie izby zgodnie z konstytucją miały następnie utworzyć Zgromadzenie Narodowe, które miało dokonać wyboru prezydenta.
Już 20 listopada z Piłsudskim spotkał się Stanisław Thugutt, który namawiał go do kandydowania na najwyższe stanowisko w państwie. 4 grudnia marszałek zakomunikował jednak, że nie będzie kandydował na prezydenta RP. Jako powód podał zbyt mały zakres realnej władzy należącej do prezydenta w myśl nowej konstytucji. Piłsudski wskazywał na fakt, iż skoro głowa państwa miała funkcje przede wszystkim reprezentacyjne, to prezydentem powinna zostać osoba spoza partyjnego układu, którą zaakceptowaliby członkowie różnych partii. Jednocześnie zaproponował na to stanowisko Witosa, ale jego osobie sprzeciwiło się PSL „Wyzwolenie”, wobec czego marszałek wysunął kandydaturę swojego dawnego towarzysza konspiracyjnego – Stanisława Wojciechowskiego. W piątym głosowaniu zwyciężył jednak Gabriel Narutowicz, któremu 14 grudnia Piłsudski przekazał władzę.

### Wycofanie się z polityki

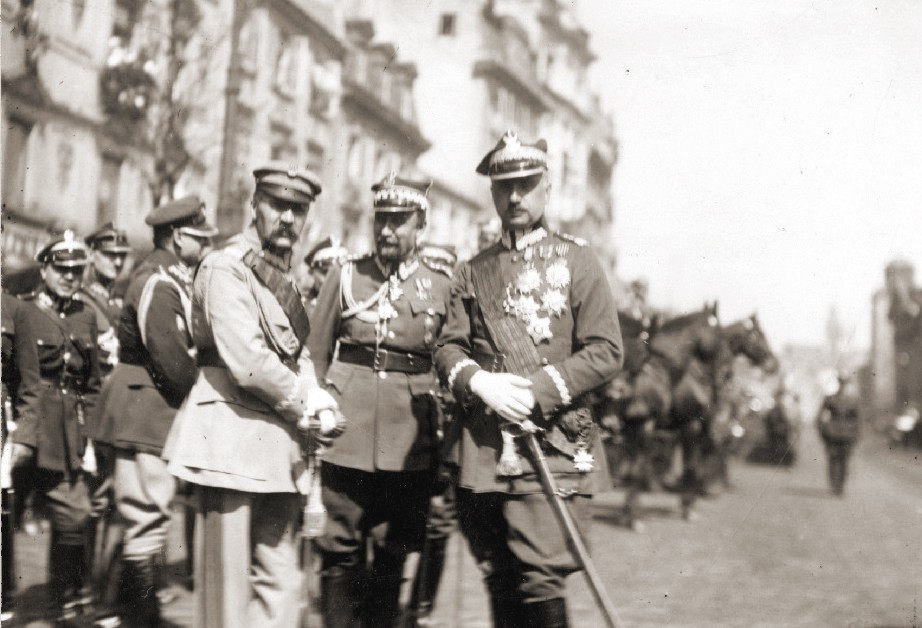
Józef Piłsudski, Tadeusz Rozwadowski, Kazimierz Sosnkowski 1923

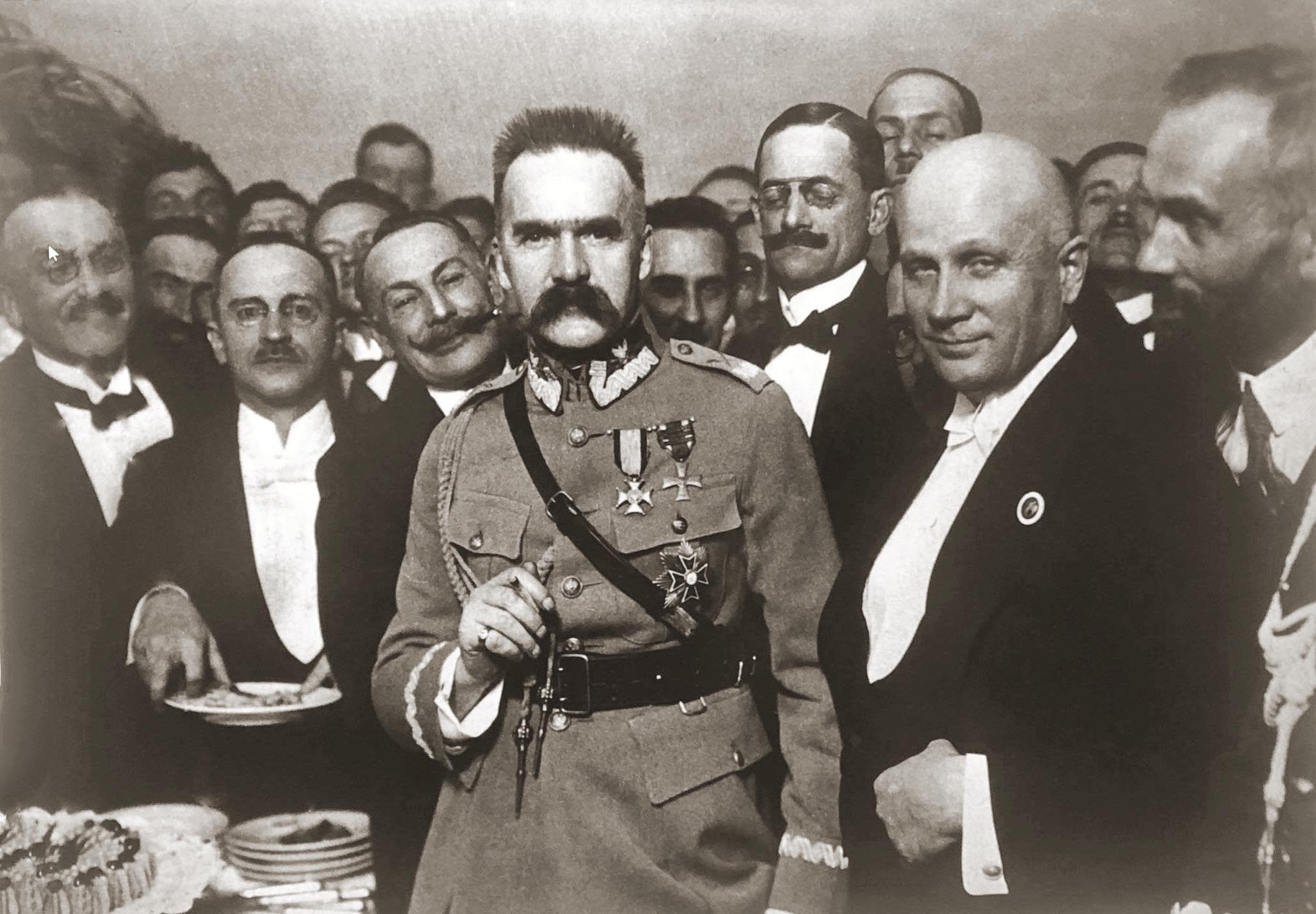
W Sali Malinowej Hotelu Bristol, 3 lipca 1923

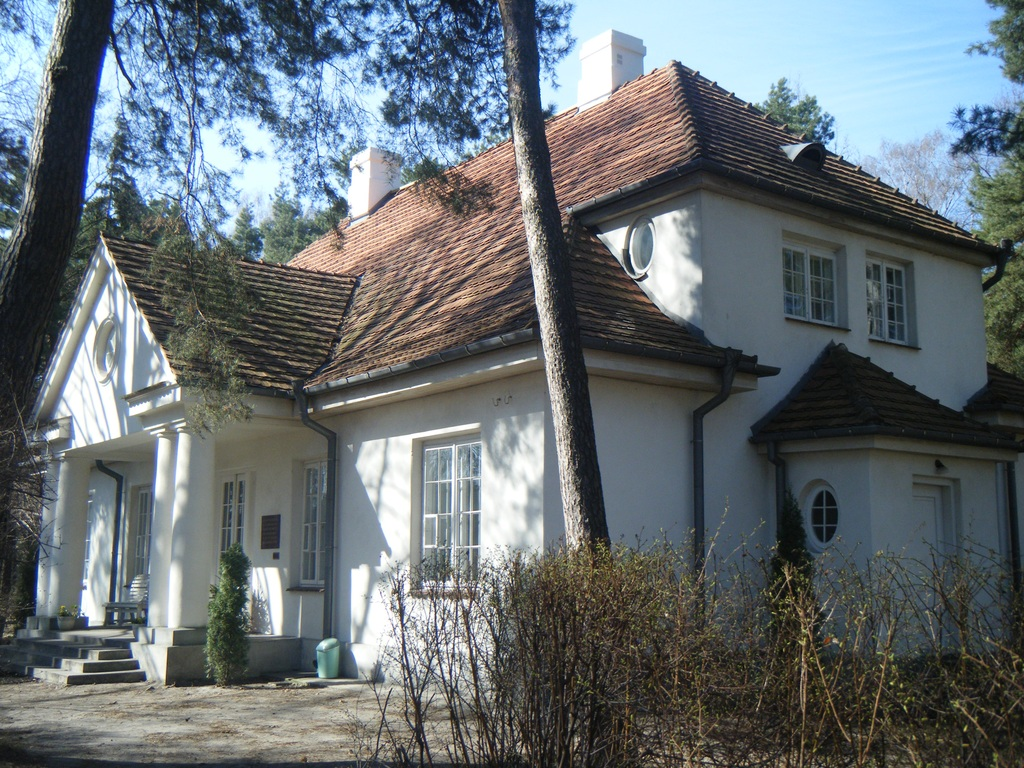
„Milusin”, dwór Piłsudskiego w Sulejówku

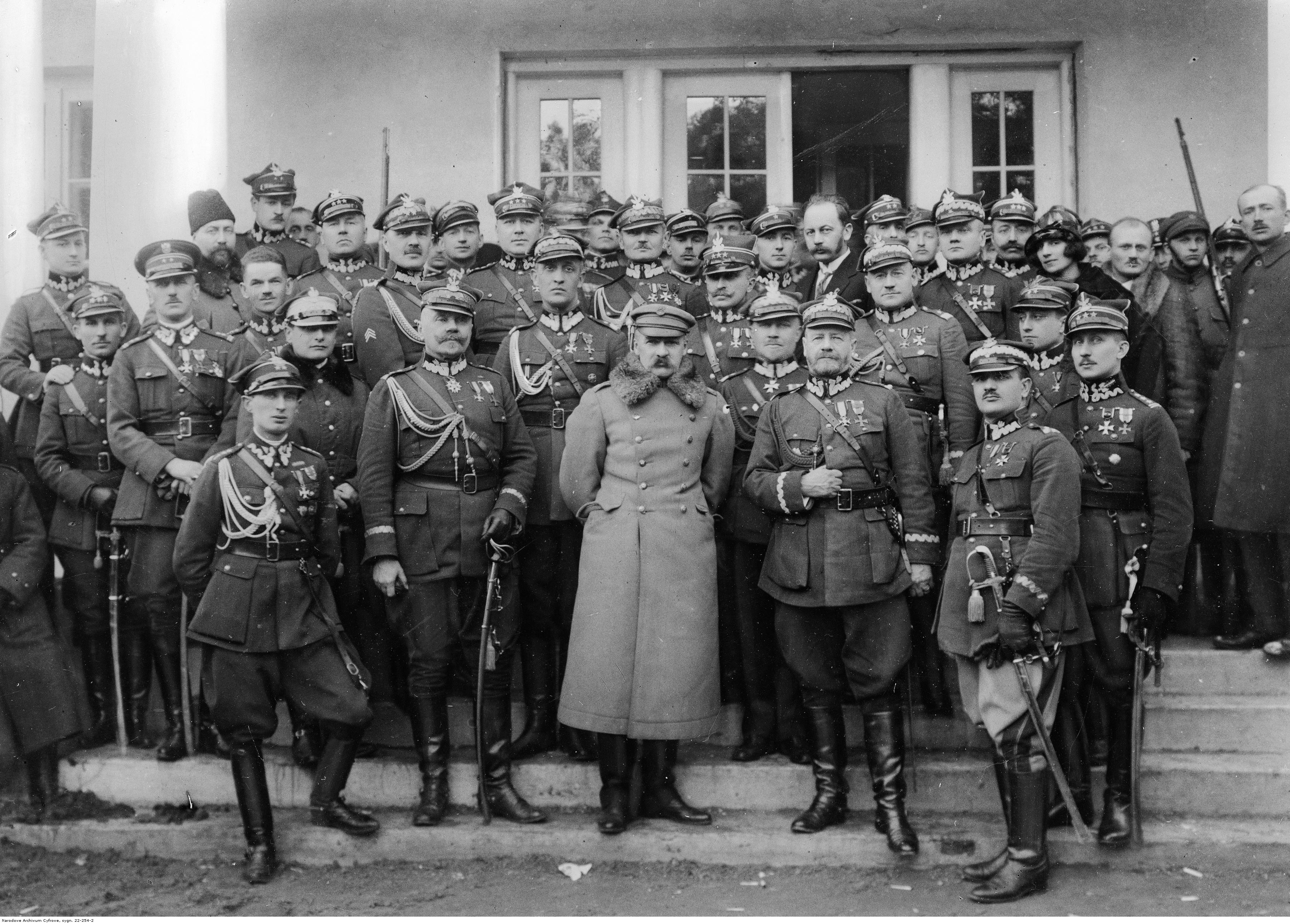
Oficerowie przybyli do Sulejówka 15 listopada 1925. Obok Józefa Piłsudskiego Gustaw Orlicz-Dreszer i Lucjan Żeligowski

Po wyborze prezydenta Józef Piłsudski usunął się z polityki. Zamierzał poświęcić się tylko wojsku, zachowując przewodniczenie Ścisłej Radzie Wojennej. 16 grudnia 1922, zainspirowany prawicowymi atakami na nowego prezydenta, zamachowiec Eligiusz Niewiadomski zamordował Narutowicza. Według wielu biografów marszałka, dla Piłsudskiego był to szok, który: 

polegał przede wszystkim na ostatecznej utracie wiary w odrodzenie polskiej duszy, tej wiary, z którą Piłsudski powracał z Magdeburga. Wiary, że polskie społeczeństwo dojrzało do suwerennego, niepodległego bytu. Dlatego też, w rozumieniu marszałka, demoralizującym je wciąż, a płynącym od politycznych partii prądom należało przeciwstawić i silny a niepodważalny autorytet, i w razie potrzeby nawet brutalność.

Funkcje prezydenta przejął zgodnie z konstytucją marszałek Sejmu Maciej Rataj, który powierzył misję tworzenia rządu Władysławowi Sikorskiemu – ten przyjął ją, porozumiawszy się uprzednio z Piłsudskim, z którym ustalił, że zostanie on szefem Sztabu Generalnego. 20 grudnia nowym prezydentem został Stanisław Wojciechowski.
28 maja 1923 został powołany rząd Wincentego Witosa.
9 czerwca 1923 Prezydent Wojciechowski „przychylając się do przedstawionej mu prośby” zwolnił Piłsudskiego ze stanowiska szefa Sztabu Generalnego.
13 czerwca generał broni Stanisław Szeptycki objął urząd ministra spraw wojskowych w rządzie Witosa, a pięć dni później na posiedzeniu Rady Ministrów przedstawił projekt ustawy o organizacji naczelnych władz wojskowych. 27 czerwca projekt tej ustawy został skierowany do marszałka Sejmu. Projekt zakładał, że minister spraw wojskowych miał mieć zwierzchność nad szefem Sztabu Generalnego i Generalnym Inspektorem Sił Zbrojnych, który miał być jego zastępcą w Radzie Wojennej.
28 czerwca Sejm przyjął uchwałę stanowiącą, że „Marszałek Józef Piłsudski jako Naczelnik Państwa i Naczelny Wódz zasłużył się narodowi”.
Projekt ustawy autorstwa generała Szeptyckiego był przedmiotem krytyki na posiedzeniach Ścisłej Rady Wojennej w dniach 28 i 30 czerwca oraz 2 lipca. W czasie posiedzenia rady w dniu 30 czerwca doszło do incydentu pomiędzy marszałkiem, a ministrem.

2 lipca marszałek ustąpił z funkcji przewodniczącego Biura Ścisłej Rady Wojennej, a następnego dnia wygłosił swoje słynne przemówienie w sali Malinowej warszawskiego hotelu Bristol, w którym m.in. wyraził swe obrzydzenie wobec partyjniactwa i koniunkturalizmu. Powiedział m.in. 

Zapluty, potworny karzeł na krzywych nóżkach, wypluwający swoją brudną duszę, opluwający mnie zewsząd, nie szczędzący niczego, co szczędzić trzeba – rodziny, stosunków, bliskich mi ludzi, śledzący moje kroki, robiący małpie grymasy, przekształcający każdą myśl odwrotnie – ten potworny karzeł pełzał za mną, jak nieodłączny druh, ubrany w chorągiewki różnych typów i kolorów – to obcego, to swego państwa, krzyczący frazesy, wykrzywiający potworną gębę, wymyślający jakieś niesłychane historie, ten karzeł był moim nieodstępnym druhem, nieodstępnym towarzyszem doli i niedoli, szczęścia i nieszczęścia, zwycięstwa i klęski.

Po wygłoszeniu tego przemówienia marszałek udał się na „emigrację” do dworku w Sulejówku pod Warszawą. Tam zajął się przede wszystkim twórczością pisarską.
Kiedy jednak 15 grudnia 1923 upadł gabinet „Chjeno-Piasta”, podejmujący się misji tworzenia rządu Stanisław Thugutt zaproponował Piłsudskiemu objęcie stanowiska ministra spraw wojskowych. Podobnie postąpił Władysław Grabski, gdy starania Thugutta spełzły na niczym. Piłsudski zgodził się na te propozycje, ale w zamian za zagwarantowanie apolityczności wojska – poprzez likwidację układu zaproponowanego przez Szeptyckiego. Grabski sądził jednak, iż oddanie w ręce marszałka zbyt dużej władzy mogłoby się spotkać z niezadowoleniem endeków. W efekcie Piłsudski do rządu nie wszedł. Później, gdy ministrem spraw wojskowych został Sikorski, próbował on określić nową strukturę najwyższych władz wojskowych w Polsce, wzorując się na rozwiązaniach francuskich. To również spotkało się z bardzo krytyczną reakcją marszałka, którego zdaniem pomysły Sikorskiego nie przystawały do polskiej rzeczywistości.
W lutym 1924, po objęciu przez Sikorskiego ministerstwa spraw wojskowych, por. Stanisław Błoński, referent Oddziału II Sztabu Generalnego Wojska Polskiego, ujawnił w pisemnym raporcie skierowanym do przełożonych, że w październiku 1923 otrzymał od mjr. Eugeniusza Pieczonki polecenie inwigilacji marszałka Piłsudskiego. Piłsudski „ze swoim obozem legionistów i lewicą” miał w ocenie Pieczonki stanowić większe zagrożenie dla ustroju Polski niż agitacja komunistyczna w wojsku. W marcu 1924 szef Sztabu Generalnego gen. Stanisław Haller wytoczył Błońskiemu proces o fałszywy meldunek, który zakończył się wycofaniem oskarżenia w listopadzie 1924 i przeniesieniem Pieczonki na inne stanowisko. Przesłuchiwany w związku ze sprawą Piłsudski powiązał zlecenie inwigilacji z przygotowaniami niechętnego mu ministra spraw wojskowych gen. Szeptyckiego do zamachu stanu w okresie osłabienia rządu Witosa w początkach października 1923, na krótko przed wejściem do rządu Romana Dmowskiego i Wojciecha Korfantego.

## Przewrót majowy

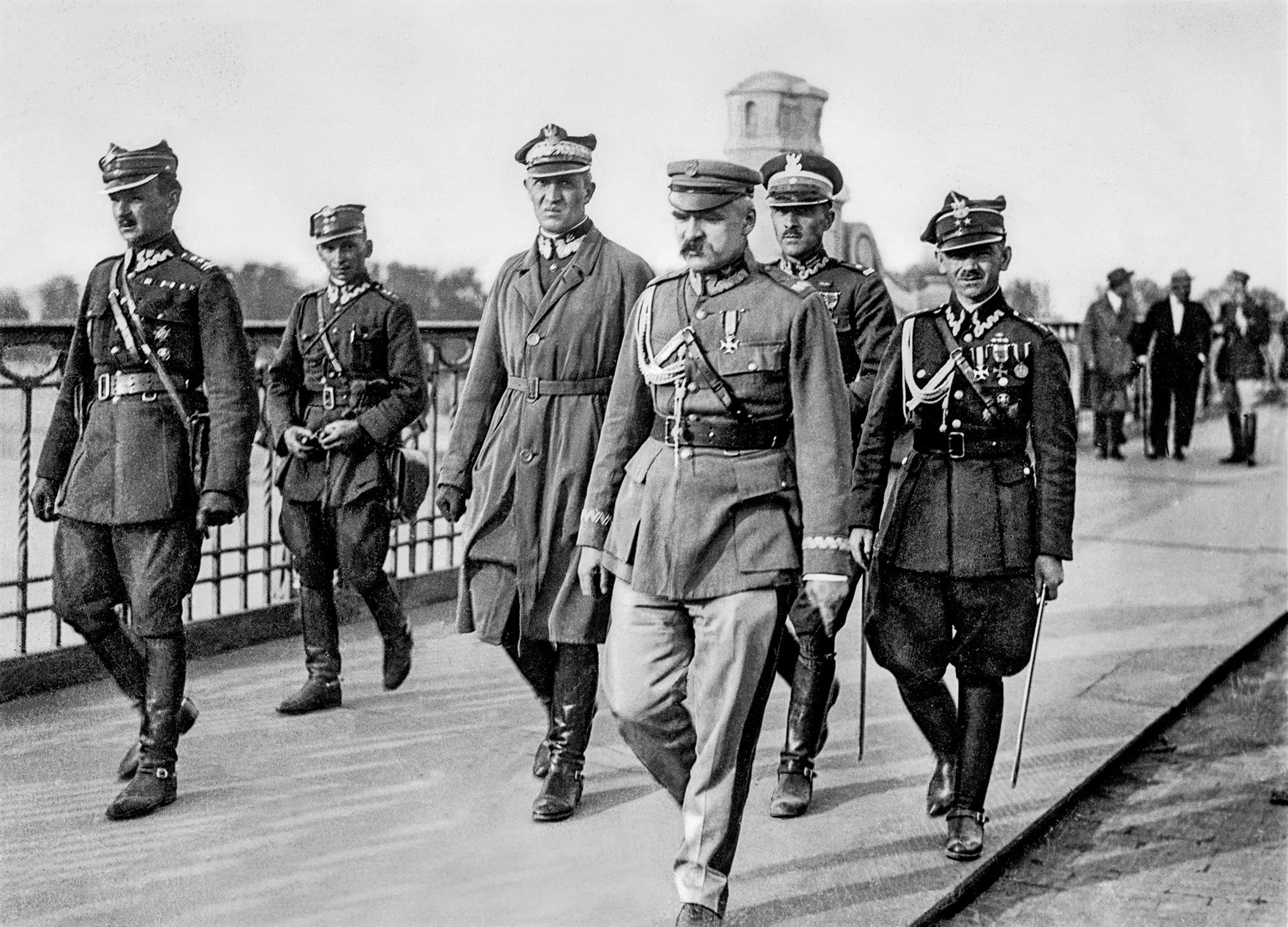
12 maja 1926, Józef Piłsudski przed spotkaniem z prezydentem RP Stanisławem Wojciechowskim na moście Poniatowskiego. Od lewej: Kazimierz Stamirowski, Marian Żebrowski, Gustaw Orlicz-Dreszer, Józef Piłsudski, Władysław Jaroszewicz i Michał Galiński. Na oryginalnej fotografii sprzed kadrowania z prawej widoczny także st. wachm. Walenty Wójcik.

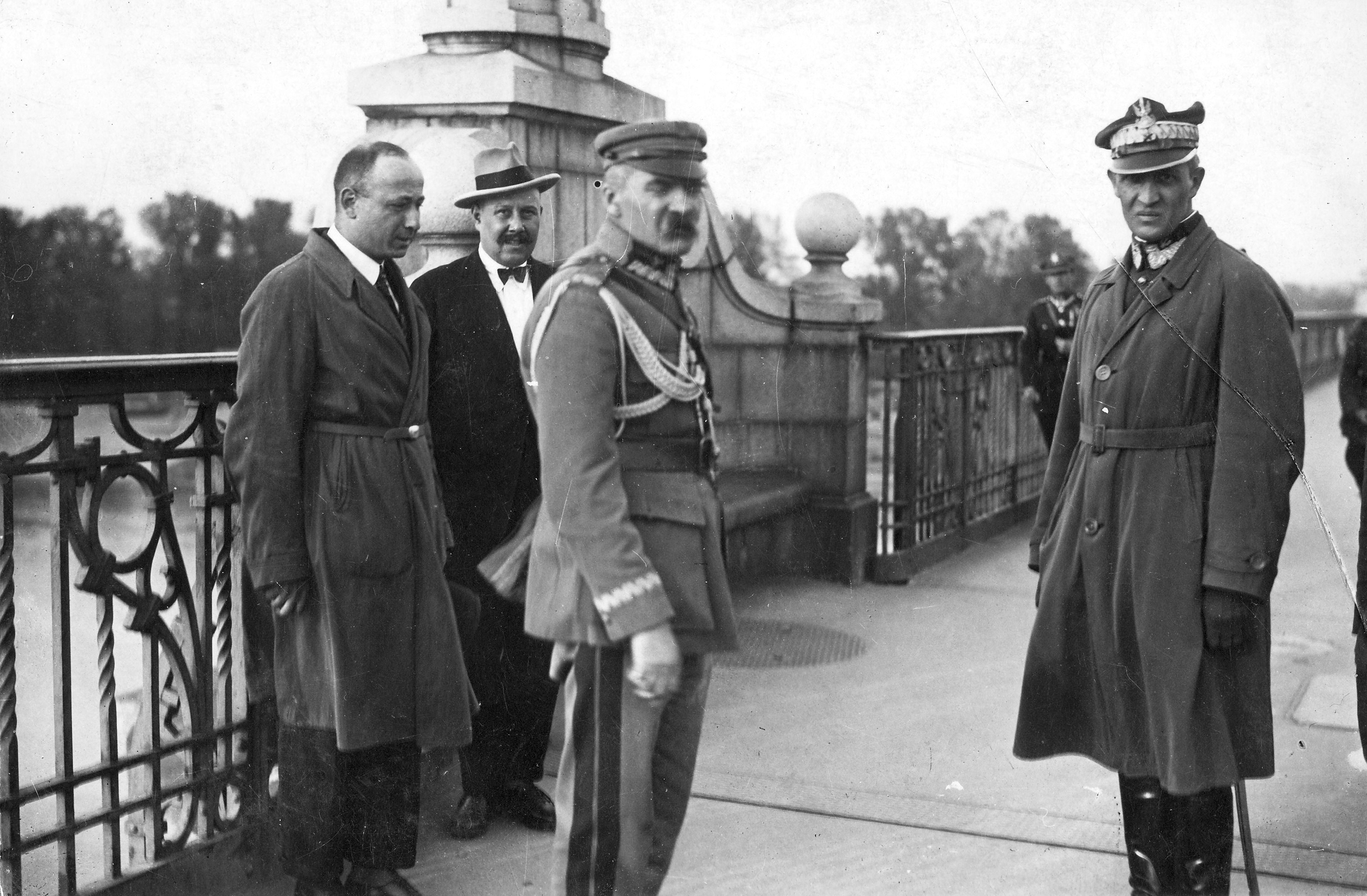
Piłsudski na moście Poniatowskiego po spotkaniu z prezydentem Wojciechowskim. Z prawej gen. Gustaw Orlicz-Dreszer

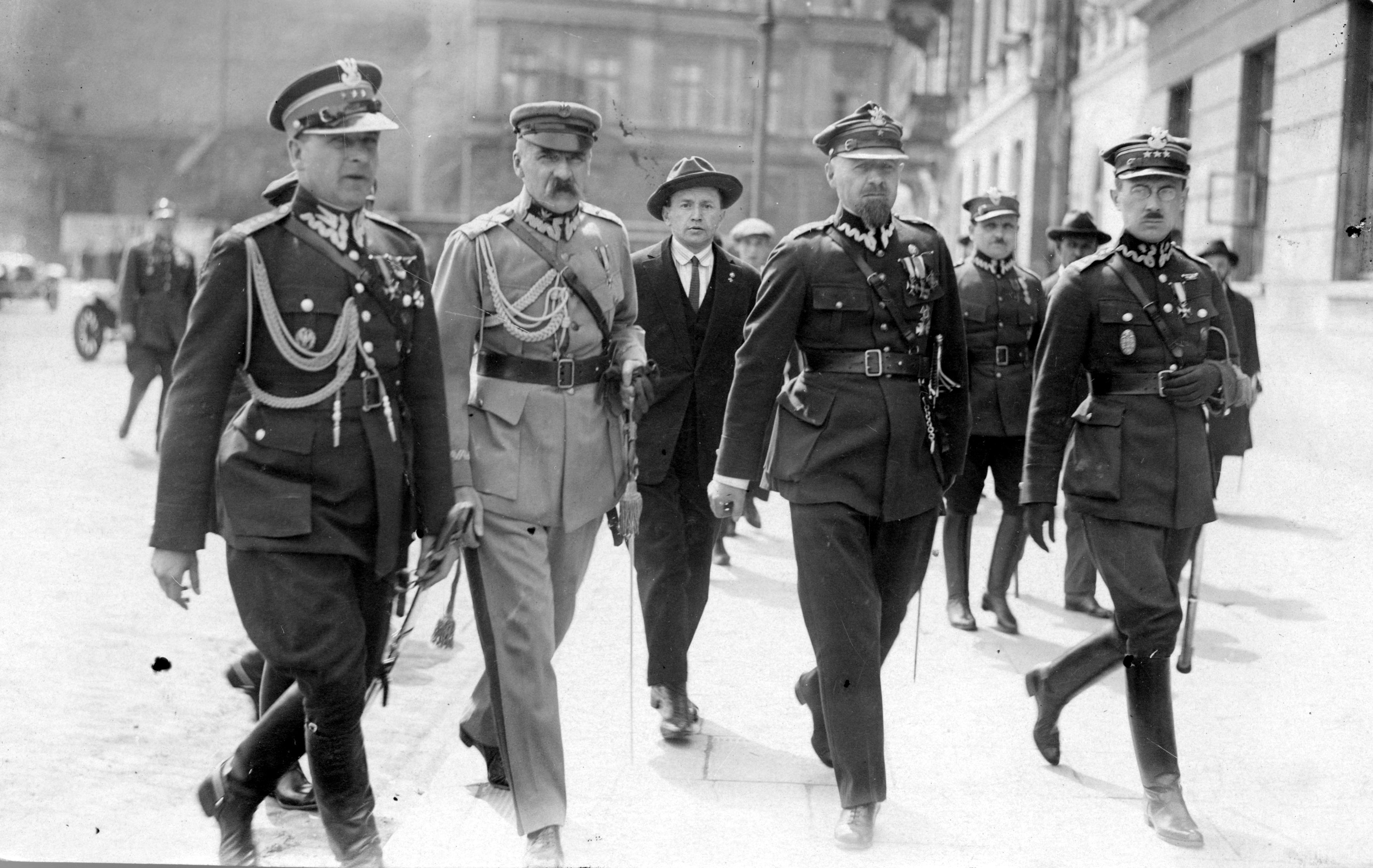
Bolesław Wieniawa-Długoszowski, Józef Piłsudski, Aleksander Prystor, w głębi st. wachm. Walenty Wójcik i Wacław Stachiewicz. Plac Saski, 31 maja 1926

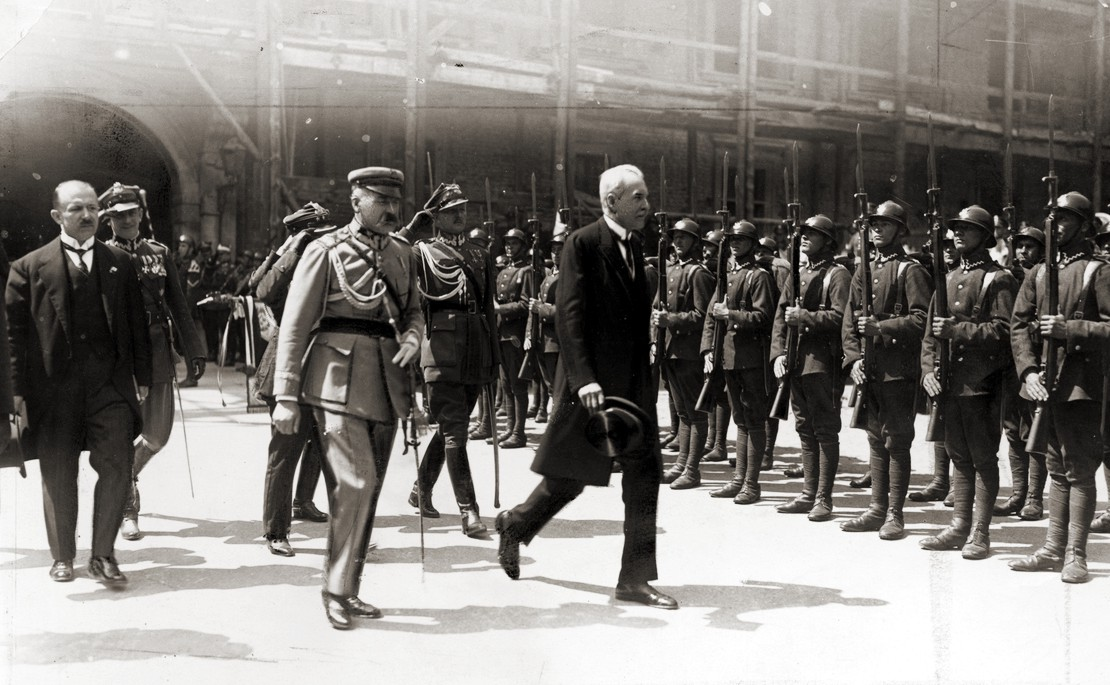
Ignacy Mościcki przybywa na uroczystość zaprzysiężenia na Zamek. Obok: Józef Piłsudski i Kazimierz Bartel. Warszawa, 4 czerwca 1926

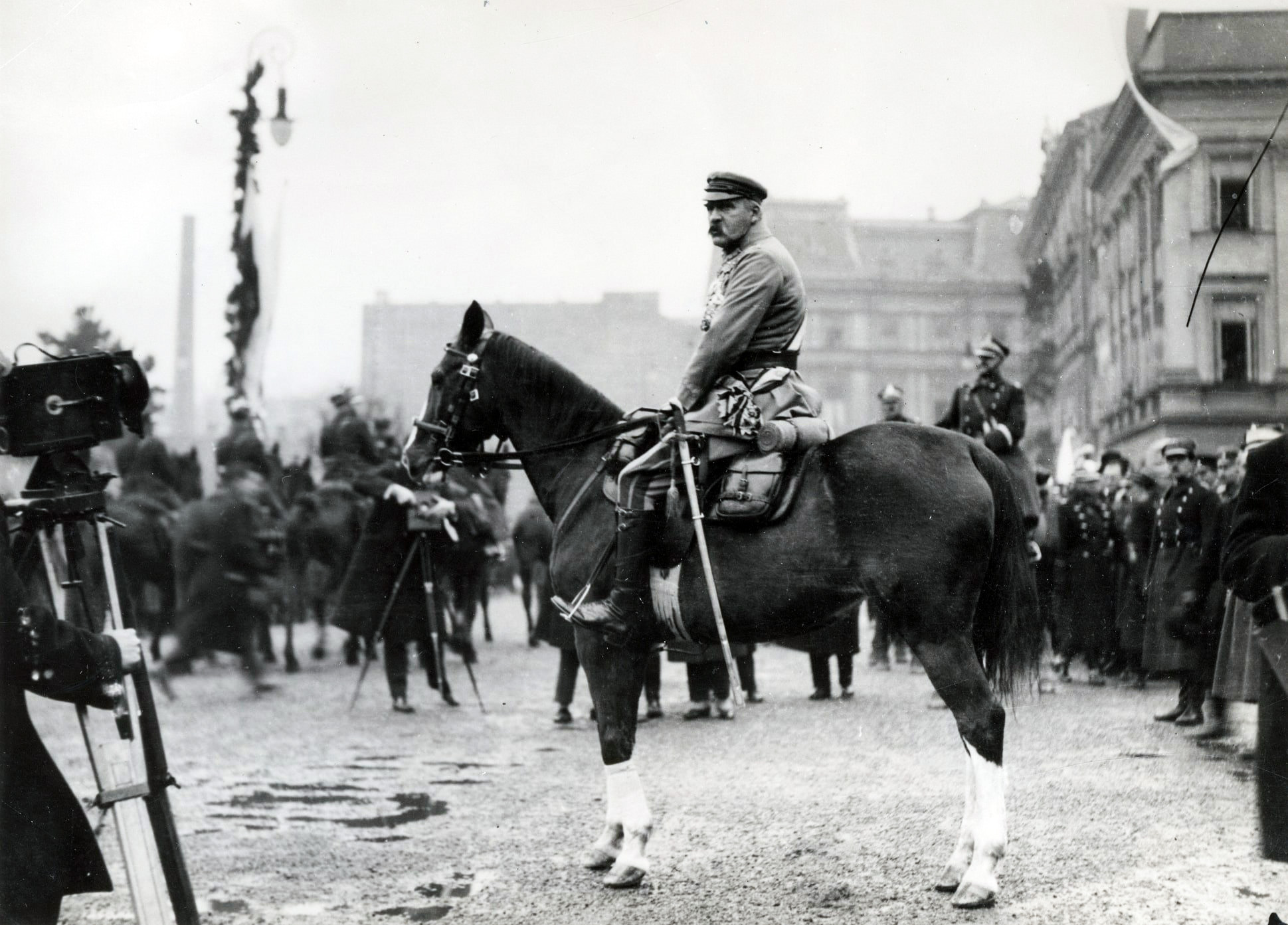
Józef Piłsudski na Kasztance przyjmuje defiladę Wojska Polskiego na placu Saskim 11.XI.1926

Pogarszająca się sytuacja polityczna kraju, kolejne upadające rządy, lęk przed ponownym sprawowaniem władzy skompromitowanego rządu „Chjeno-Piasta” sprawiły, że pod koniec 1925 Piłsudski zdecydował się wrócić do czynnego uprawiania polityki. Według historyka Andrzeja Garlickiego, już od 1922 myślał o przejęciu władzy w drodze zamachu stanu .
Przed 1926 rokiem Piłsudski intensywnie poszukiwał możliwości zbliżenia z konserwatystami, czyniąc im daleko idące koncesje, m.in. twierdził, że należy wstrzymać wykonanie reformy rolnej i ograniczyć ustawodawstwo socjalne.
15 listopada 1925 dworek w Sulejówku zamieszkiwany przez marszałka, odwiedziła grupa oficerów. Oficjalnym powodem wizyty były obchody rocznicy powrotu Piłsudskiego z Magdeburga. Podczas tego spotkania przemówienie wygłosił m.in. generał Gustaw Orlicz-Dreszer, w którym zadeklarował bezwarunkowe poparcie dla przyszłych działań marszałka.
Kolejny kryzys gabinetowy zakończył się tymczasem 20 listopada, kiedy to Aleksander Skrzyński utworzył rząd koalicyjny, w skład którego weszli również członkowie lewicy, m.in. Jędrzej Moraczewski. Gabinet ten przetrwał jednak w kompletnym składzie tylko do kwietnia 1926, po wyjściu z niego członków PPS-u, nie zgadzających się z polityką gospodarczą ministra Jerzego Zdziechowskiego. Piłsudski był coraz bardziej poirytowany kolejnymi zmianami rządów. Postanowił wykorzystać wojsko w celu wywierania nacisku na prezydenta i Sejm. W tym celu, piłsudczyk generał Lucjan Żeligowski, pełniący funkcję ministra spraw wojskowych, powierzył marszałkowi bezpośrednie dowództwo nad kilkoma jednostkami zlokalizowanymi w okolicach Rembertowa, oficjalnie w celu odbycia ćwiczeń.
10 maja 1926 ukonstytuował się nowy rząd, pod przewodnictwem Wincentego Witosa. Wkrótce potem premier w artykule prasowym wezwał Piłsudskiego do wzięcia odpowiedzialności za państwo i powrotu. Marszałek ostro odpowiedział mu na łamach Kuriera Porannego, bardzo nisko oceniając Witosa i jego rząd. Wywiad ten został skonfiskowany, jednocześnie 11 maja w Warszawie pojawiły się doniesienia o jadących w kierunku stolicy oddziałach wojskowych z Pomorza i Wielkopolski. W odpowiedzi Piłsudski zaplanował, iż pojawi się w Warszawie na czele żołnierzy oddanych mu pod dowództwo przez Żeligowskiego. Taka demonstracja miała spowodować ugięcie się rządu.

Rankiem 12 maja 1926 Piłsudski udał się w towarzystwie jedynie swego adiutanta do Warszawy w celu spotkania się z prezydentem Wojciechowskim i nakłonienia go do zmiany rządu. Do spotkania nie doszło, gdyż prezydent wyjechał do Spały. Po powrocie do Rembertowa marszałek zarządził marsz podległych mu jednostek na Warszawę. Dyslokacja rozpoczęła się tego samego dnia o godzinie 13.30. Około godziny 16. siły Piłsudskiego zajęły pozycje przy warszawskich mostach Poniatowskiego i Kierbedzia. Na moście Poniatowskiego na marszałka oczekiwał już prezydent Wojciechowski, który powiadomiony o wydarzeniach powrócił ze Spały. W trakcie rozmowy prezydent zażądał od Piłsudskiego powrotu do działań zgodnych z prawem i podjęcie negocjacji. Jak twierdzi Włodzimierz Suleja: 

W świetle dostępnych źródłowych świadectw za niemal pewną uznać należy hipotezę, iż do momentu rozmowy z Wojciechowskim Marszałek z perspektywą zbrojnego starcia się nie liczył. Toteż decyzja – mogąca wszak oznaczać początek wojny domowej – nie mogła mu przyjść, i nie przyszła, łatwo. Plany tryumfalnego wkroczenia do stolicy, na czele wojska, ramię przy ramieniu z prezydentem, legły w gruzach. Drogę należało otwierać siłą (…).

 Po niepowodzeniu rozmowy z prezydentem Piłsudski rozkazał zajęcie mostu Kierbedzia, a także wysłał Kazimierza Świtalskiego, aby ten przekonał Związek Zawodowy Kolejarzy o konieczności uniemożliwienia dotarcia do Warszawy posiłków wojskowych wiernych rządowi.

Generał Rozwadowski, będący dowódcą obrony stolicy, wystosował ultimatum, w którym zażądał, aby oddziały Piłsudskiego wycofały się do godziny 18.30. Siły rządowe rozpoczęły działania zaczepne jednak wcześniej. Około godziny 19.30 marszałek mógł już pojawić się na placu Zamkowym, gdzie został owacyjnie przywitany przez tłum warszawiaków. Wieczorem z Piłsudskim spotkał się marszałek Sejmu Maciej Rataj, w celu podjęcia negocjacji. Te jednak nie powiodły się, podobnie jak rozmowy w dniu następnym. 14 maja rozegrały się decydujące walki – oddziały Piłsudskiego zagrażały już Belwederowi. Po krótkich, ale krwawych walkach (379 osób zabitych), przy znacznym poparciu społecznym, lecz wbrew prawu, Piłsudski dokonał zamachu stanu znanego jako przewrót majowy. O godzinie 17.30 rząd podał się do dymisji, a prezydent Wojciechowski złożył swój urząd. Stało się tak pomimo wiadomości o podążających w kierunku stolicy oddziałach wiernych rządowi. Uprawnienia prezydenta trafiły w ręce marszałka Sejmu, Rataja. Ten 15 maja powołał rząd Kazimierza Bartla, w którym Piłsudski objął urząd Ministra Spraw Wojskowych. Faktycznie stał się ośrodkiem decyzyjnym władzy w państwie. 22 maja wydał odezwę do żołnierzy, w której nawoływał do pojednania walczących po obu stronach: 

Żołnierze! Nie po raz pierwszy słyszycie mój głos. Ongiś na polach bitew, gdy młode państwo jeszcze ząbkowało, jak chorobliwe dziecko, prowadziłem was w boje, które w zwycięstwach, pod moim dowództwem wywalczonych, na długie wieki okryły sławą i blaskiem bohaterskie Wasze sztandary. Po innych bojach przemawiam do was dzisiaj. Gdy bracia żywią miłość ku sobie, wiąże się węzeł między nimi, mocniejszy nad inne węzły ludzkie. Gdy bracia się waśnią i węzeł pęka, waśń ich również silniejszą jest nad inne. To prawo życia ludzkiego. Daliśmy mu wyraz przed paru dniami, gdy w stolicy stoczyliśmy między sobą kilkudniowe walki. W jedną ziemię wsiąkła krew nasza, ziemię jednym i drugim jednakowo drogą, przez obie strony jednakowo umiłowaną. Niechaj krew ta gorąca, najcenniejsza w Polsce krew żołnierza, pod stopami naszymi będzie nowym posiewem braterstwa, niech wspólną dla braci prawdę głosi. (…) Niech Bóg nad grzechami litościwy nam odpuści i rękę karzącą odwróci, a my stańmy do naszej pracy, która ziemię naszą wzmacnia i odradza.

31 maja Piłsudski został wybrany na prezydenta Rzeczypospolitej przez Zgromadzenie Narodowe, jednak godności tej nie przyjął, argumentując to zbyt małymi prerogatywami prezydenta w konstytucji marcowej. W drugim głosowaniu Zgromadzenie Narodowe wybrało na prezydenta protegowanego przez niego Ignacego Mościckiego. Był to kolejny triumf Piłsudskiego, bowiem ukonstytuowanie się nowej władzy zalegalizowało przewrót majowy.

## Lata 1926–1935

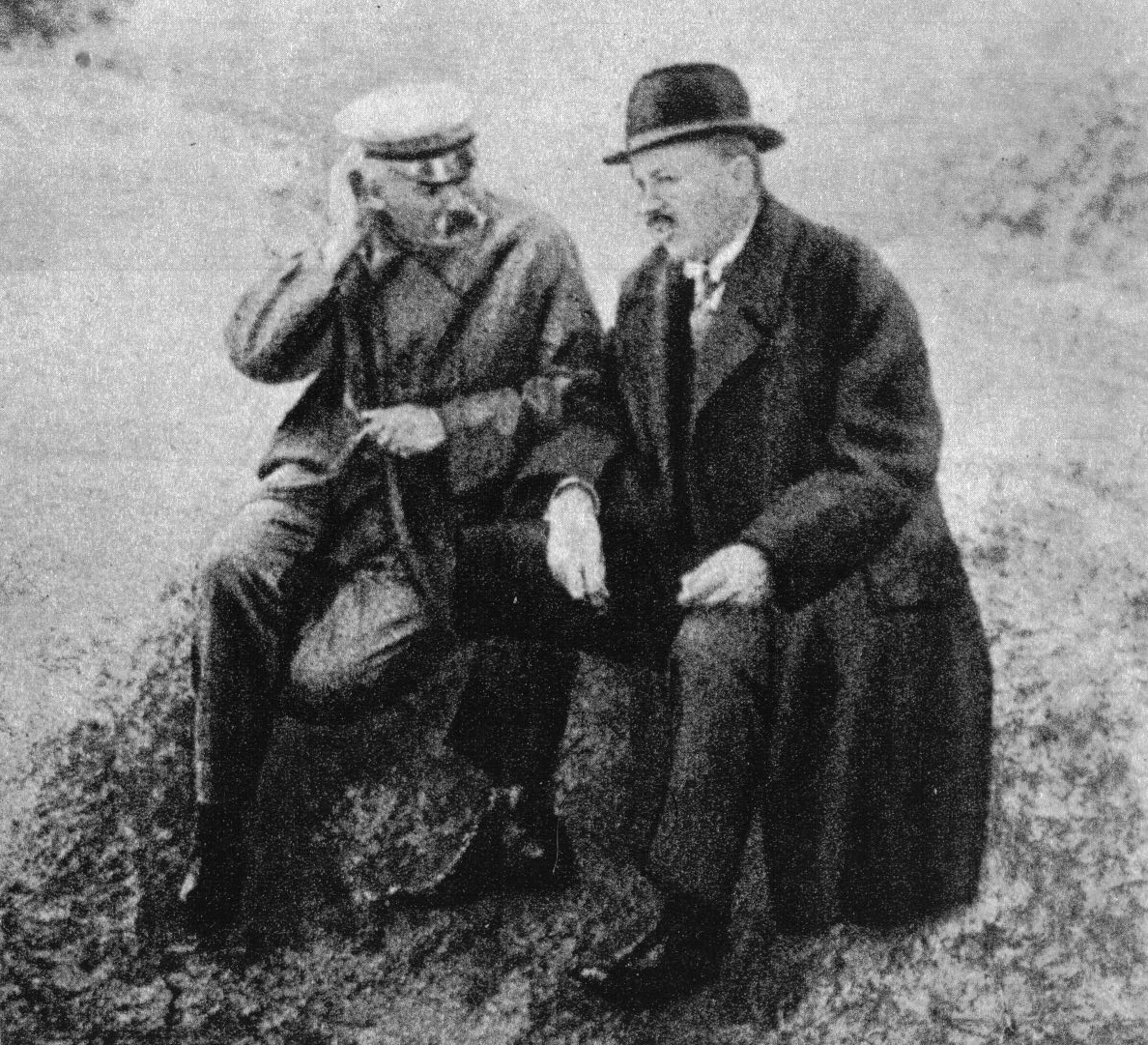
Józef Piłsudski i premier Kazimierz Bartel w 1926

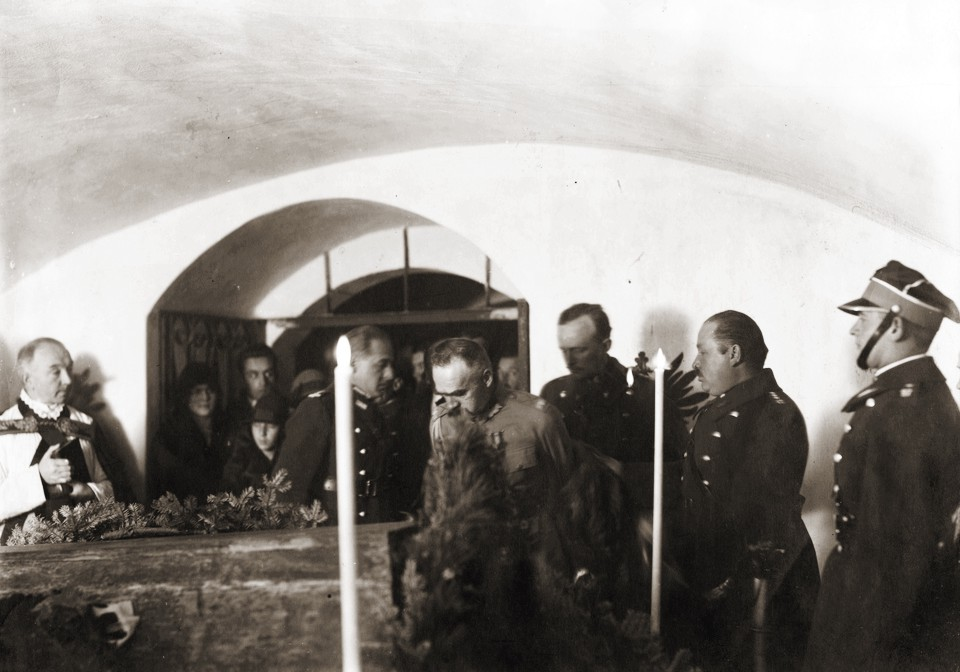
Piłsudski w krypcie grobowej Radziwiłłów w kościele farnym w Nieświeżu dekoruje 25.X.1926 orderem Virtuti Militari IV kl. sarkofag Stanisława Radziwiłła, swego adiutanta poległego w czasie wyprawy kijowskiej 1920

Po przewrocie majowym Piłsudski wprowadził system autorytarny oparty na armii i swych zwolennikach – zwany sanacją (łac. uzdrowienie). Wprawdzie nie zmienił początkowo konstytucji, ale ograniczył znacznie rolę parlamentu. 2 sierpnia Sejm przyjął nowelizację konstytucji (nowela sierpniowa), wzmacniającą wydatnie rolę prezydenta – mógł wydawać rozporządzenia z mocą ustawy i rozwiązywać obie izby parlamentu na wniosek rządu.
27 sierpnia 1926, na własny wniosek jako Ministra Spraw Wojskowych, Prezydent RP Ignacy Mościcki mianował go Generalnym Inspektorem Sił Zbrojnych, czyli generałem przewidzianym na Naczelnego Wodza.
20 września 1926 Klub Chrześcijańskiej Demokracji zgłosił wniosek o wotum nieufności względem dwóch ministrów w rządzie Bartla – Antoniego Sujkowskiego i Kazimierza Młodzianowskiego. Wniosek został przyjęty, Bartel podał gabinet do dymisji, ale marszałek polecił prezydentowi ażeby ten powołał rząd w takim samym składzie. Nie naruszało to przepisów konstytucji, ale antyparlamentarna wymowa tego posunięcia była jasna. Kolejny rząd Bartla przetrwał jednak tylko 4 dni.

### Pierwszy rząd Piłsudskiego
2 października 1926 Józef Piłsudski został premierem. Ku zaskoczeniu wielu środowisk, w tym m.in. sejmowej lewicy w składzie jego gabinetu pojawili się przedstawiciele obozu konserwatywnego: Aleksander Meysztowicz (resort sprawiedliwości) i Karol Niezabytowski (ministerstwo rolnictwa). Była to demonstracja marszałka, który chciał pokazać ugrupowaniom lewicy, iż nie będzie zakładnikiem żadnej z partii, nawet tych, które udzieliły mu poparcia podczas zamachu.
W czasie swoich rządów dążył do podniesienia autorytetu Głowy Państwa. Wprowadził na znak szacunku – obowiązek wysłuchiwania orędzia Prezydenta na Zamku Królewskim – nie siedząc, ale stojąc. Początkowo – w obawie przed skutkami demonstracji – z sali usuwano wszystkie krzesła.

26 października 1926 na zamku w Nieświeżu Piłsudski spotkał się z przedstawicielami polskiej arystokracji. Działania te były elementem walki marszałka z partiami politycznymi i starymi podziałami. Sam Piłsudski nie chciał być już w tym czasie, jak pisał: 

członkiem ani polskiej prawicy, ani polskiej lewicy. Nie chciałem nigdy należeć do żadnego stronnictwa, ani też aprobować panowania stronnictw nad Polską.

W czasie sprawowania funkcji szefa rządu, Piłsudski skupiał się jednak przede wszystkim na sprawach wojskowych, uważając armię za jedyną siłę zdolną do ochrony suwerenności państwa. M.in. w celu uniknięcia w siłach zbrojnych kumoterstwa i nepotyzmu, na szefa Biura Personalnego Ministerstwa Spraw Wojskowych mianował pułkownika Bohdana Hulewicza, wywodzącego się z armii pruskiej.
W grudniu 1926 na Litwie miał miejsce zamach stanu, w wyniku którego dyktatorem został Antanas Smetona. Rozpoczął on represyjne działania wobec mniejszości polskiej, w odpowiedzi zamknięto litewskie seminarium nauczycielskie na Wileńszczyźnie. 9 grudnia Józef Piłsudski pojawił się w Genewie, na posiedzeniu Ligi Narodów. Tam spotkał się z premierem litewskim Augustinasem Voldemarasem, na którym wymusił deklarację stwierdzającą stan pokoju pomiędzy Polską a Litwą.
4 listopada 1926 prezydent Mościcki wydał dekret, w którym za niedookreślone przestępstwa prasowe groziła kara wysokiej grzywny lub do trzech miesięcy więzienia. Akt ten, nazywany dekretem prasowym został jednak uchylony przez Sejm, a jego nowa wersja, wydana przez prezydenta w maju 1927 była o wiele łagodniejsza.

### Wybory w 1928 i BBWR

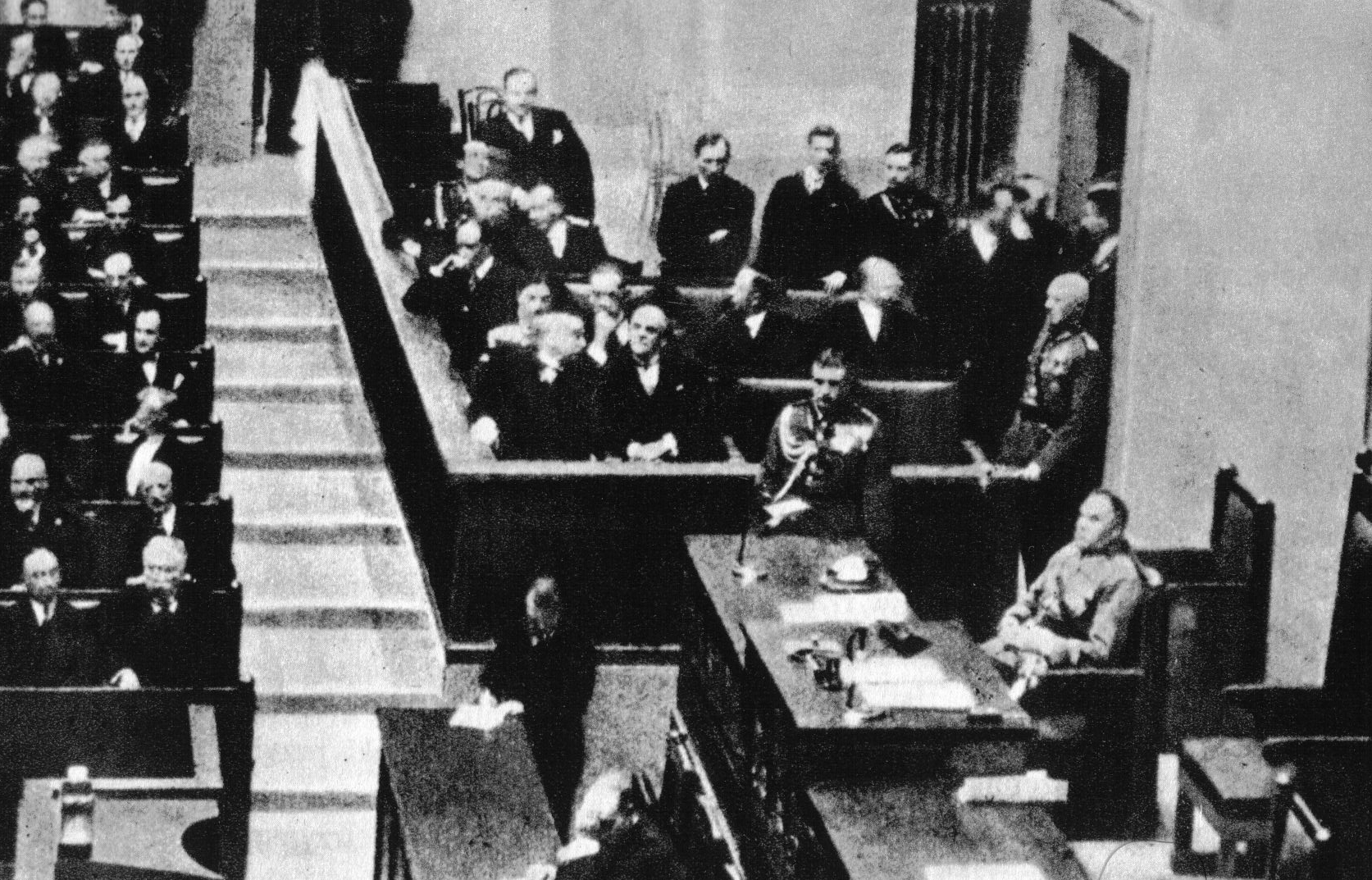
Piłsudski podczas otwarcia sesji Sejmu w 1928

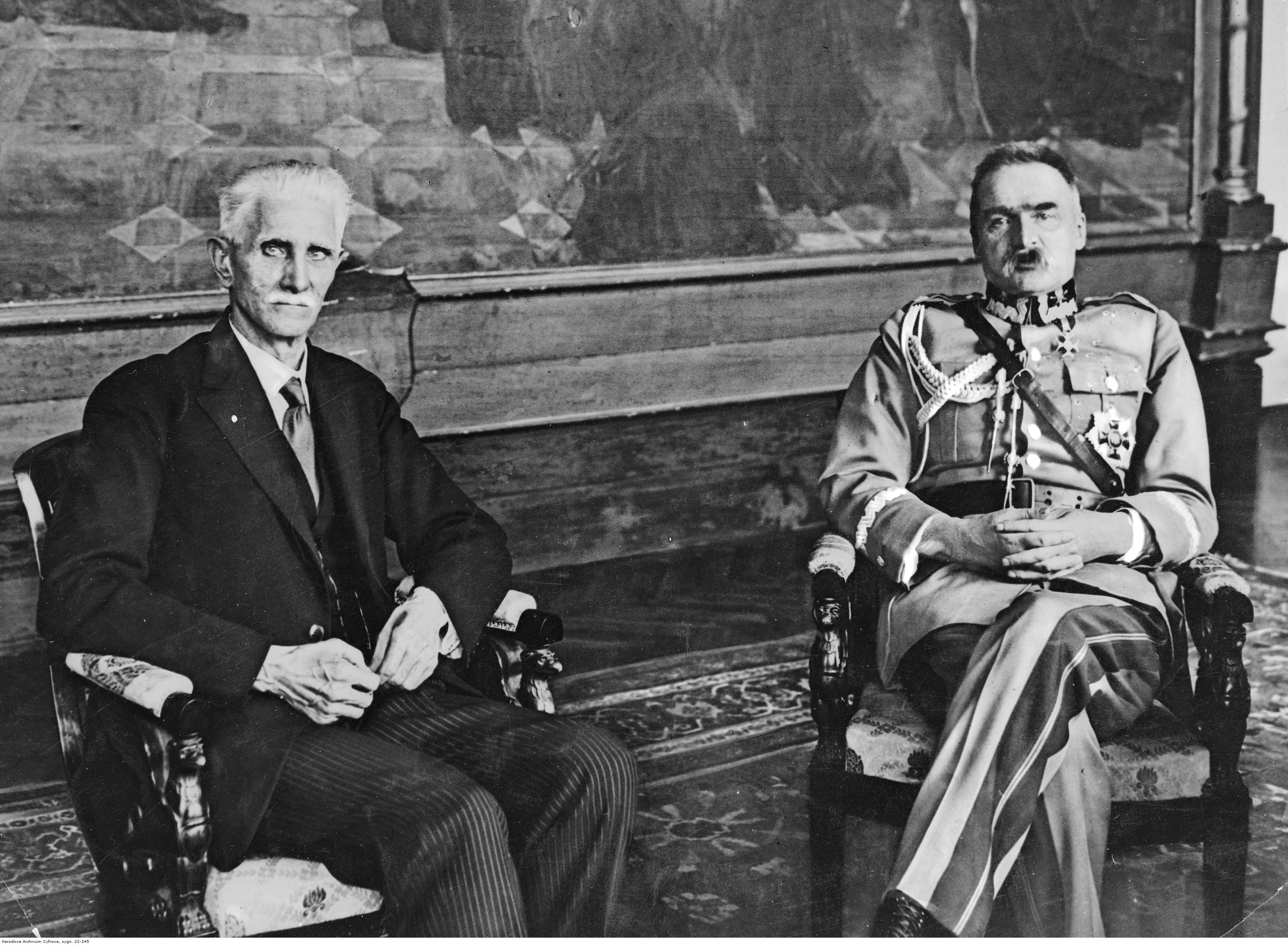
Ignacy Daszyński i Józef Piłsudski w gabinecie marszałka Sejmu, kwiecień 1928

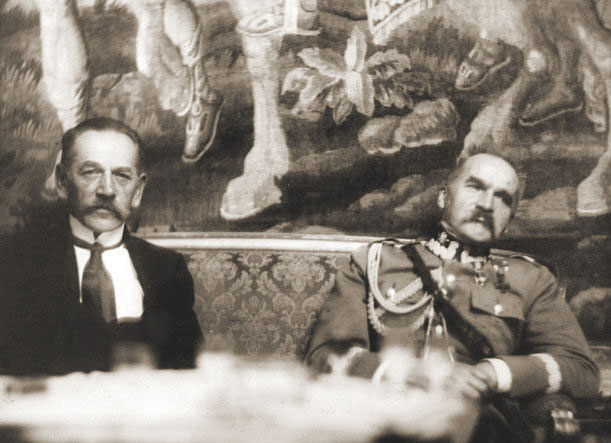
Jędrzej Moraczewski i Józef Piłsudski 1928

19 stycznia 1928 ukazała się odezwa programowa nowego, prosanacyjnego ugrupowania Bezpartyjnego Bloku Współpracy z Rządem Marszałka Józefa Piłsudskiego (BBWR). Osoby, które weszły w skład BBWR, pomimo różnych orientacji politycznych, łączyło pragnienie wzmocnienia państwa i chęć udzielenia poparcia Piłsudskiemu w tworzeniu gabinetu i rządzeniu. Ugrupowanie to miało także doprowadzić do wsparcia parlamentarnego dla zmiany konstytucji.
W wyborach parlamentarnych z 4 marca 1928 BBWR zwyciężył, uzyskując ok. 25% głosów, otrzymując 130 mandatów w Sejmie i 46 w Senacie (na 111). 13 marca, podczas spotkania z grupą posłów Bloku, Piłsudski opisał swoją wizję dalszych rządów, podczas których gabinet miał zajmować pozycję uprzywilejowaną względem parlamentu. Marszałek odrzucał koncepcję monopartyjności, a nową konstytucję uważał za wciąż odległą perspektywę.

Podczas pierwszego posiedzenia Sejmu, w czasie odczytywania prezydenckiego wystąpienia przez marszałka, posłowie komunistyczni wznosili antyrządowe okrzyki, za co zostali siłą usunięci z sali przez policję. Felicjan Sławoj Składkowski opisywał ten incydent w następujący sposób: 

Pan Marszałek bierze z rąk porucznika Zaćwilichowskiego zwinięty w trąbkę akt otwarcia Sejmu i wychodzi do sali sejmowej. Kieruje się w stronę fotela przewodniczącego i, wśród grobowej ciszy, zaczyna rozwijać Orędzie Prezydenta Rzeczypospolitej (…) Nagle, na lewej stronie Sejmu, między pierwszymi a drugimi drzwiami, wiodącymi na korytarz, w tylnych rzędach niewielka grupa posłów zaczyna krzyczeć. „Precz z faszystowskim rządem Piłsudskiego !!”, później, za chwilę znów cisza. Pan Marszałek przerywa rozwijanie papieru i mówi w kierunku krzyczących komunistów: „Panowie, będziecie wyrzuceni z sali!” Nie wiem, czy mogli usłyszeć te słowa, powiedziane „pod wąsem”, ale krzyki ich wzmogły się z tym większą siłą. „Wyrzucić ich!” – powiedział Pan Marszałek, odwracając się do mnie i wskazując ręką komunistów. Wybiegłem do hallu głównego i krzyknąłem w kierunku stojącego przy szatni komisarza Jaroszewicza: „Pierwszy rzut! Już”. (…) Za chwilę, która wydała mi się dość długą, wpadł do hallu biegiem dziesiątek policjantów bez karabinów, prowadzony przez Jaroszewicza i komisarza policji. (…) Moi policjanci chwytają krzyczących komunistów, by ich wyprowadzić z sali, ale posłowie socjalistyczni i chłopscy dopadli już do ostatnich rzędów foteli i uczepili się komunistów, nie dając ich wyprowadzić. (…) Na szczęście Jaroszewicz wprowadza w tej chwili drugi dziesiątek policjantów. (…) Komunistów każę odprowadzić do komisariatu policjantom z karabinami, a pierwszy rzut z pistoletami każę mieć, na wszelki wypadek, jeszcze w pogotowiu.

Ponadto marszałkiem Sejmu został nie Bartel (popierany przez Piłsudskiego), ale Daszyński z PPS. Oznaczało to rozpoczęcie otwartej wojny pomiędzy parlamentem a marszałkiem i jego zwolennikami.

Okres ten to czas, w którym gwałtownie pogorszył się stan zdrowia Józefa Piłsudskiego. W kwietniu 1928 przebył udar mózgu i od tego czasu miał kłopoty z operowaniem prawą ręką. Fakt ten został objęty ścisłą tajemnicą państwową. Najprawdopodobniej wówczas marszałek był już chory na raka wątrobowokomórkowego. Z powodu złego stanu zdrowia 27 czerwca 1928 Piłsudski podał swój rząd do dymisji. Jego miejsce jako szefa gabinetu zajął po raz czwarty Kazimierz Bartel. 1 lipca, tuż po złożeniu rezygnacji, Józef Piłsudski udzielił wywiadu „Głosowi Prawdy”, w którym otwarcie wypowiedział wojnę Sejmowi, używając określeń drastycznych, a nawet wulgarnych, nazywając parlament m.in. „sejmem ladacznic” czy „sejmem korupcji”. Jego zdaniem posłowie zachowywali się 

jakby ta sala była szynkiem. Gdy jeden mówi, piętnastu panów chodzi po sali, załatwiając jakieś prywatne interesiki – czterdziestu panów głośno między sobą rozmawia, pokazując mówcy plecy – stu panów opowiada sobie anegdotki mniej lub więcej nieprzyzwoite i tylko panowie ministrowie muszą jakoby zachowywać się w takim miejscu przyzwoicie.

Kolejna rozgrywka marszałka z Sejmem miała swój początek w tzw. sprawie Czechowicza. Minister skarbu państwa Gabriel Czechowicz został obwiniony przez opozycję parlamentarną o przekroczenie budżetu państwa za rok 1928. Kwota, o którą chodziło, pochodziła z dyspozycyjnego funduszu premiera. Została ona wykorzystana jednak przez BBWR podczas kampanii wyborczej. Sejm przegłosował wniosek o postawienie przed Trybunałem Stanu Czechowicza, nie ośmielając się jednak pociągnąć do odpowiedzialności samego Piłsudskiego.
Marszałek potraktował całą sprawę jako prowokację ze strony parlamentu. Odpowiedział artykułem na łamach gazety „Głos Prawdy”, pt. Dno oka, czyli wrażenia człowieka chorego z sesji budżetowej w Sejmie. Był to jeden z najostrzejszych tekstów Piłsudskiego – personalnie, używając obelżywych wyrazów, atakował w nim przede wszystkim dwóch posłów: Hermana Liebermana (główny tenor w tej smrodliwej operetce) i Jana Woźnickiego (ciężki na umyśle, ludożerca). Pomimo to marszałek wystąpił na posiedzeniu Trybunału Stanu, biorąc na siebie wszelkie uchybienia, a także dyskredytując zupełnie konstytucję marcową. W efekcie Trybunał odesłał sprawę na powrót do Sejmu.
14 kwietnia utworzony został nowy rząd, na czele którego stanął Kazimierz Świtalski. Nazywany był on rządem pułkowników – byłych wojskowych oddanych marszałkowi, opowiadających się za siłowym rozwiązaniem problemów z opozycją. Do tego namawiali Piłsudskiego zwłaszcza Świtalski, Sławek i Prystor. W końcu czerwca z marszałkiem spotkał się Daszyński, który zaproponował utworzenie koalicji BBWR, PPS i PSL „Wyzwolenie”. Piłsudski jednak ofertę tę odrzucił. W wyniku tego, w połowie września 1929 powstał Centrolew – blok sześciu ugrupowań parlamentarnych przeciwnych sanacji.

30 października 1929 miało mieć miejsce inauguracyjne posiedzenie Sejmu. Powinien otwierać je premier Świtalski, ale był on niedysponowany, wobec czego zastąpić go miał Piłsudski. W sejmowym przedsionku pojawiła się jednak grupa oficerów oczekujących na przybycie marszałka. Posłowie potraktowali żołnierzy jako przysłanych przez niego w celu zaaresztowania członków parlamentu. Z tego powodu marszałek Sejmu Daszyński odmówił rozpoczęcia posiedzenia. Ostra rozmowa pomiędzy Piłsudskim a Daszyńskim: 

Pan marszałek Piłsudski: – Więc proszę pana o trzymanie języka (uderzenie w stół ręką) i pytam pana, czy zamierza pan otworzyć sesję?
Pan marszałek Daszyński: – Pod bagnetami, rewolwerami i szablami nie otworzę.
Pan marszałek Piłsudski: – To pańskie ostatnie słowo?
Pan marszałek Daszyński: – Tak jest.
Pan marszałek Piłsudski: – To pańskie ostatnie słowo?
Pan marszałek Daszyński: – Tak jest.
Pan marszałek Piłsudski kłania się lekko i, nie podając ręki, opuszcza gabinet pana marszałka Daszyńskiego. Przechodząc przez salonik pana marszałka sejmu, mówi głośno: To dureń.

Sesja nie została otwarta, w odpowiedzi na co prezydent Mościcki odroczył ją o miesiąc. Ostatecznie Sejm zebrał się dopiero 5 grudnia, a konsolidacja antysanacyjnej opozycji doprowadziła do tego, iż przegłosowano wotum nieufności dla rządu Świtalskiego. Objęcie stanowiska po raz piąty przez Bartla oznaczało chwilowe złagodzenie kursu sanacji wobec parlamentu. Była to jednak zmiana tylko pozorna – kiedy parlament uchwalił wotum nieufności wobec ministra pracy i opieki społecznej Aleksandra Prystora, Piłsudski powrócił do otwartej walki z Sejmem. Nowym premierem został Walery Sławek, który nie ukrywał opinii, że z Sejmem należy się rozprawić siłą.

### Drugi rząd Piłsudskiego

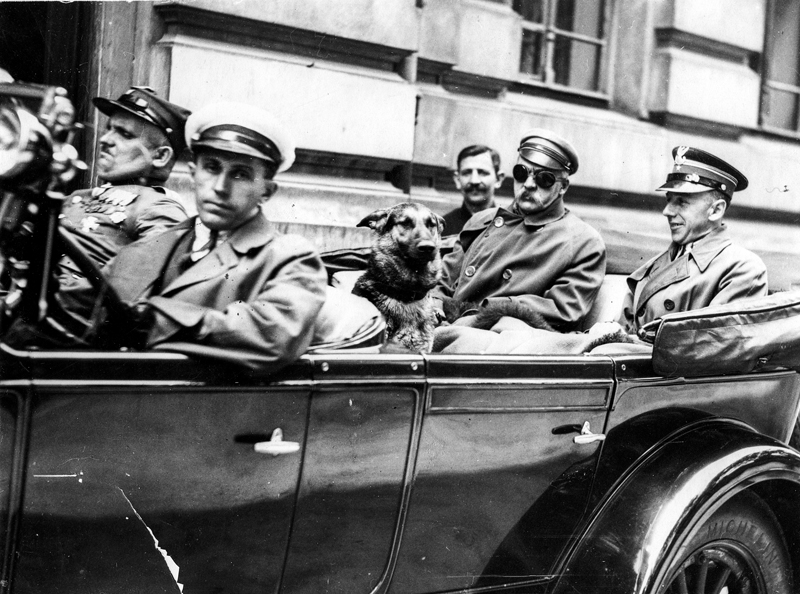
Józef Piłsudski w towarzystwie mjr. Konrada Zembrzuskiego, przybocznego st. wachm. Walentego Wójcika i szofera Zygmunta Malinowskiego, 1929.

30 czerwca 1930 w Krakowie odbył się zorganizowany przez Centrolew „Kongres Obrony Prawa i Wolności Ludu”. Rezolucja uczestników Kongresu mówiła o konieczności zakończenia dyktatury Józefa Piłsudskiego i usunięcia ze stanowiska Ignacego Mościckiego, uważanego za figuranta marszałka. Postulowano także utworzenie demokratycznego rządu, cieszącego się szerokim poparciem społecznym. 14 września Centrolew planował przeprowadzić ponad 20 antysanacyjnych demonstracji. Reakcją na te zamierzenia było ustąpienie 23 sierpnia gabinetu Sławka, którego miejsce zajął sam Józef Piłsudski.

Marszałek kontynuował wyjątkowo ostrą i momentami wulgarną krytykę parlamentu na łamach „Gazety Polskiej”: 

Pan poseł to nikczemne zjawisko w Polsce, pozwala sobie bowiem na czynności tak upokarzające – zarówno sejm, jako instytucję, jak i samych siebie, jako posłów – że powtarzam, cała praca w sejmie śmierdzi i zaraża powietrze wszędzie.

 Tym razem jednak nie ukrywał, iż nie cofnie się przed naruszeniem nietykalności cielesnej posłów: 

Konstytucja mówi tylko o nietykalności sądowej; wszystko inne, panie pośle, jest tykalne!.

 29 sierpnia 1930 prezydent Mościcki, na wniosek Piłsudskiego, wydał zarządzenie o rozwiązaniu parlamentu. Oznaczało to, że od wejścia tego aktu w życie, posłów nie chronił już immunitet.

### „Sprawa brzeska” i wybory 1930

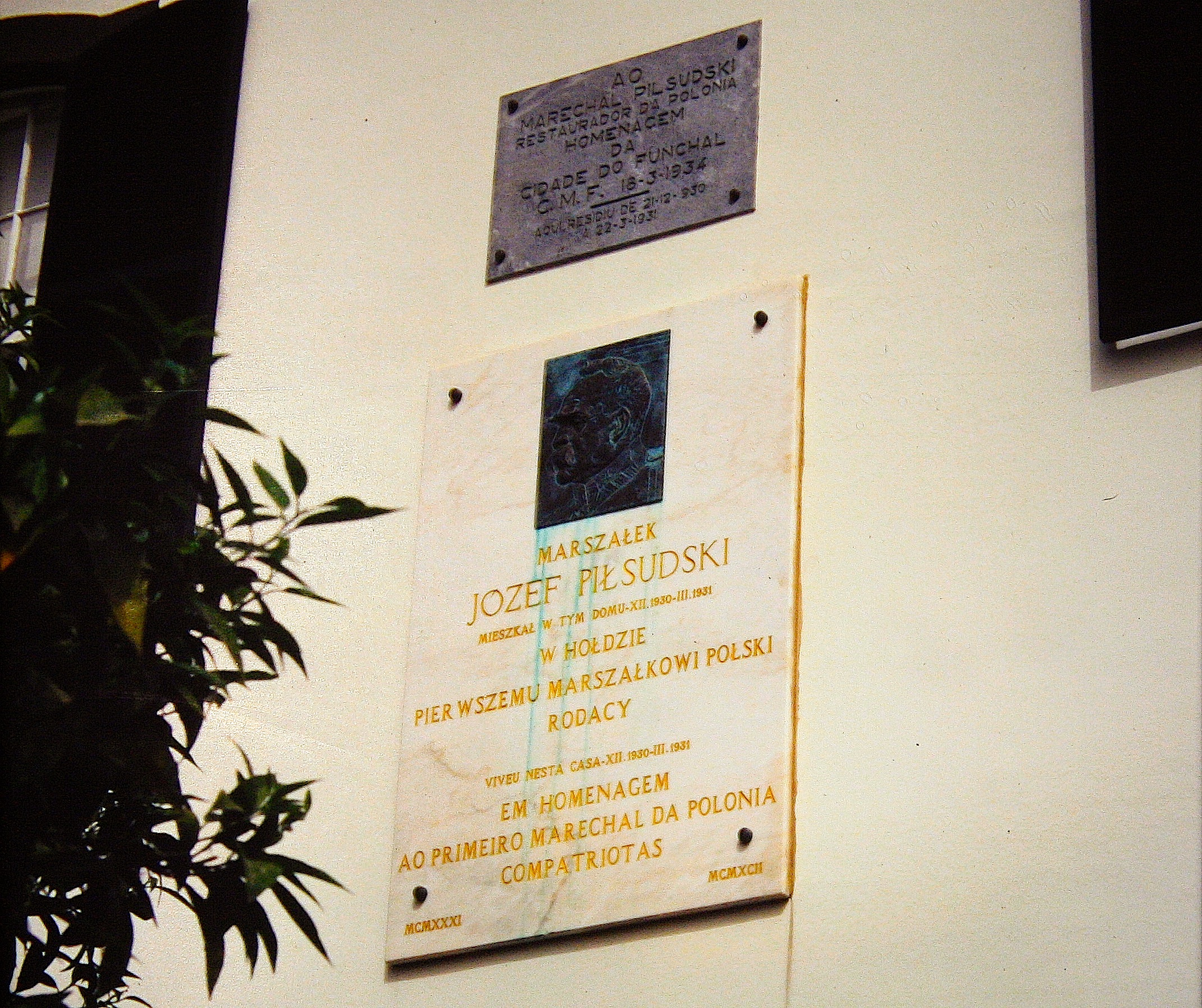
Tablice pamiątkowe na ścianie Quinta Bettencourt na Maderze, stan z 2000

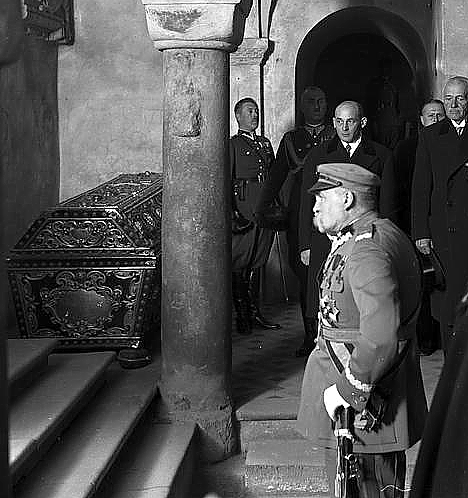
Józef Piłsudski składa hołd prochom króla Jana III Sobieskiego w 250. rocznicę wiktorii wiedeńskiej w 1933

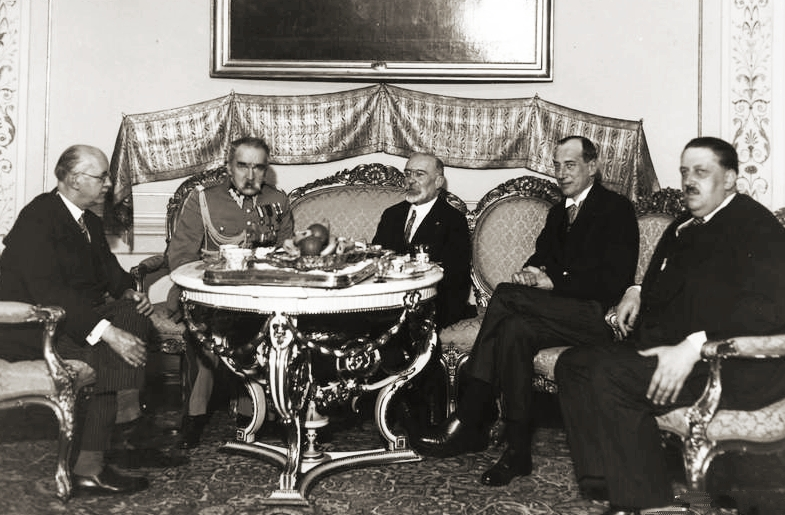
Jules Laroche, Józef Piłsudski, Louis Barthou, Józef Beck, Jan Szembek podczas wizyty ministra francuskiego w Polsce, kwiecień 1934

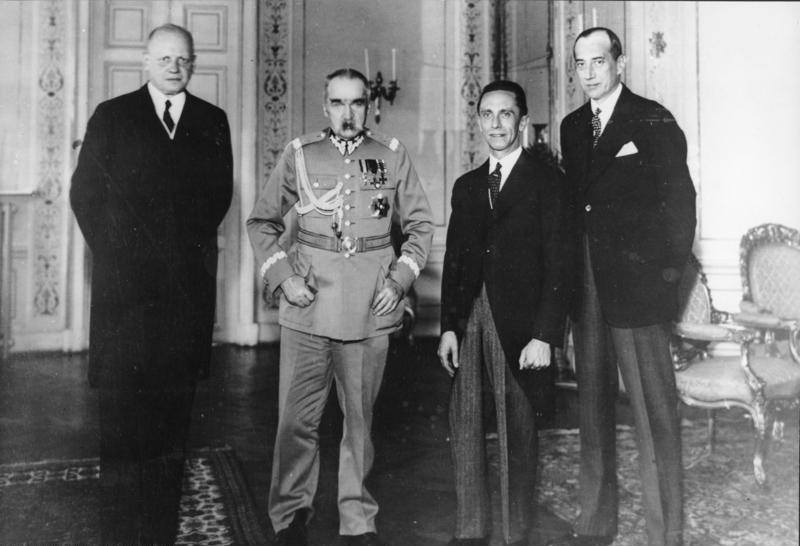
Hans von Moltke, Józef Piłsudski, Joseph Goebbels i Józef Beck, podczas wizyty niemieckiego ministra w Polsce, 14 czerwca 1934

1 września 1930 z Piłsudskim spotkał się minister spraw wewnętrznych, Felicjan Sławoj Składkowski. Przedstawił on marszałkowi listę polityków będących jego wrogami politycznymi. Piłsudski własnoręcznie zaznaczył na tej liście osoby, które uważał za szczególnie niebezpieczne, które należy aresztować i osadzić w twierdzy brzeskiej. Byli to m.in. Wincenty Witos, Norbert Barlicki, Władysław Kiernik, Herman Lieberman, Karol Popiel, a później także Wojciech Korfanty. Uwięzieni oni zostali bez nakazu sądowego, tylko na polecenie Składkowskiego. Osadzonych bito i upokarzano, a także głodzono. Stosowano również tortury psychiczne – m.in. pozorowano egzekucje. Do dziś kwestią sporną pozostaje pytanie, czy Piłsudski polecił traktować więźniów w taki sposób, czy w ogóle wiedział o tym, co dzieje się za murami twierdzy brzeskiej.

Na szczęście panowie prokuratorzy zastosowali ściganie byłych posłów. Co do mnie to też przygotowałem część tej pracy, bo chcę, by byli karani. Nie mogę znieść by taka banda byłych posłów była niekaralna i psuła moralność Polski. Ta bezkarność tego bydła przeklętego psuje całe państwo. Zastrzelę ich jak psów, gdy sądy nie osądzą.

16 i 23 listopada 1930 odbyły się wybory do parlamentu, nazywane „wyborami brzeskimi”. Sanacja otrzymała w nich większość bezwzględną – 56% w Sejmie i 69% w Senacie, ale za małą do zmiany konstytucji (wymagane 2/3).
4 grudnia 1930 Piłsudski zrezygnował ze stanowiska szefa rządu, ponownie z powodów zdrowotnych. Zastąpił go Walery Sławek, będący jednocześnie przewodniczącym BBWR-u. Sam marszałek udał się na 3,5-miesięczny odpoczynek na portugalską Maderę trwający od 15 grudnia 1930 do 29 marca 1931 (podczas pobytu towarzyszyli mu płk lek. Marcin Woyczyński, Mieczysław Lepecki i Eugenia Lewicka). Lewicka, z którą Piłsudskiego łączyły zażyłe stosunki przebywała na Maderze w tajemnicy przed żoną Piłsudskiego. Po powrocie z Madery Aleksandra Piłsudska zażądała od męża zerwania wszelkich stosunków z Lewicką, co też się stało (Lewicka zaszczuta, upokorzona i załamana popełniła samobójstwo).
W maju 1931 roku Piłsudski, bez podania przyczyn, wymusza dymisję premiera Sławka i powierzenie teki premiera swojemu najbliższemu przyjacielowi Aleksandrowi Prystorowi. Krążą plotki, że przyczyną tego posunięcia była chęć załagodzenia konfliktu z żoną po romansie z Lewicką (w tym czasie Prystorowa była najbliższą przyjaciółką Aleksandry Piłsudskiej).

### Polityka zagraniczna
Po urlopie, na pierwszym spotkaniu z przedstawicielami najwyższych władz państwowych, Piłsudski oświadczył, że ma zamiar ograniczyć swe interwencje w sprawy państwa i ponownie skupić się na najbliższym mu wojsku. Nakazał także, aby w wypadku pogorszenia się sytuacji międzynarodowej na stanowisku szefa MSZ Augusta Zaleskiego zastąpił Józef Beck. Już w tym czasie Piłsudski postulował prowadzenie polityki równowagi między Niemcami a ZSRR (polsko-sowiecki pakt o nieagresji podpisano w 1932). Planował także współpracę z aliantami zachodnimi – Francją i Wielką Brytanią oraz zaprzyjaźnionymi sąsiadami – Łotwą, Rumunią i Węgrami.
Wobec zmiany położenia międzynarodowego Polski i zwiększenia wpływów w Niemczech narodowych socjalistów Piłsudski wysunął koncepcję wojny prewencyjnej. Zakładała ona postawienie ultimatum Adolfowi Hitlerowi w oparciu o rokowania rozbrojeniowe. Hitler miał zrezygnować z wszelkiej myśli o zbrojeniach i dać gwarancje przestrzegania postanowień traktatu wersalskiego. Odrzucenie ultimatum miało spowodować natychmiastowe wkroczenie zbrojne do Niemiec. Wojsko Polskie miało wejść do Prus Wschodnich i na Śląsk, we współdziałaniu z armią czechosłowacką, wojska francuskie do Nadrenii, Wirtembergii i Bawarii. Wielka Brytania miała wystąpić ze swoją flotą, wyrażając solidarność z Francją i Polską. Zakładano, że w 1932 i 1933 roku stutysięczna Reichswehra nie będzie mogła stawiać żadnego oporu.
Jednak niebezpieczeństwo ze strony Niemiec narastało, zwłaszcza po tym, jak 30 stycznia 1933 do władzy doszedł Adolf Hitler. Marszałek szukał porozumienia z Niemcami. 26 stycznia 1934 podpisano polsko-niemiecką deklarację o nieagresji, mającą obowiązywać przez 10 lat.

### Miejsce Odosobnienia w Berezie Kartuskiej
15 czerwca 1934 minister spraw wewnętrznych, Bronisław Pieracki został zamordowany przez Hryhorija Maciejkę – zamachowca z Organizacji Ukraińskich Nacjonalistów (OUN). Stało się to jednym z głównych powodów wydania przez prezydenta Mościckiego 12 lipca 1934 rozporządzenia o utworzeniu w Berezie Kartuskiej obozu internowania, w którym bez wyroku sądowego przetrzymywano w trybie zarządzenia administracyjnego przede wszystkim członków Komunistycznej Partii Polski, Obozu Narodowo-Radykalnego, Ruchu Narodowo-Radykalnego i Organizacji Ukraińskich Nacjonalistów, a także np. osoby podejrzewane o popełnienie przestępstw gospodarczych, wobec których brakowało dowodów winy.

### Konstytucja kwietniowa

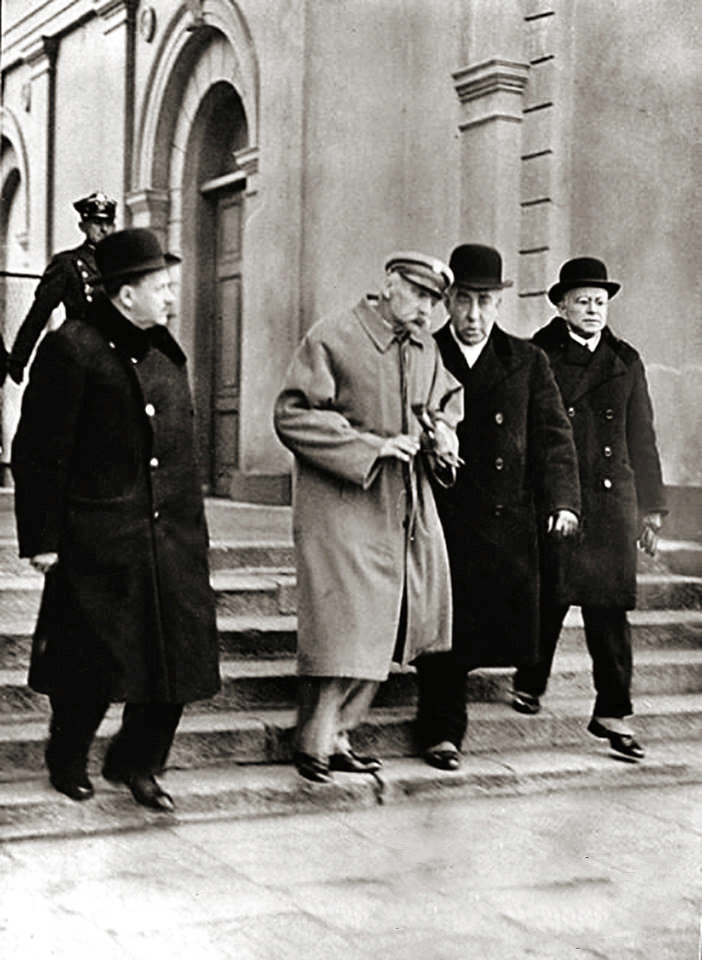
Józef Piłsudski po powrocie z Wilna 21 marca 1935. Pierwszy z prawej minister komunikacji Michał Butkiewicz. Ostatnie znane zdjęcie Marszałka.

Już od zamachu majowego członkowie sanacji planowali zmianę konstytucji w tym kierunku, aby prezydent posiadał jak największy zakres władzy. 26 stycznia 1934, wykorzystując precedens konstytucyjny oraz demonstracyjną nieobecność posłów opozycji na sali sejmowej, Stanisław Car pomimo braku kworum doprowadził do tego, iż referowane przez niego na forum Sejmu tezy konstytucyjne uznano za nową konstytucję i przegłosowano ją. Piłsudski ostudził jednak zapał reformatorów, zwracając im uwagę na to, iż nie jest zadowolony z forsowania nowej ustawy zasadniczej za pomocą, jak to określił, triku. Postulował dalszą, spokojną nad nią pracę w Senacie.

23 marca 1935 Sejm uchwalił nową konstytucję. Gdy prezydent Ignacy Mościcki 23 kwietnia 1935 podpisał ustawę zasadniczą, Piłsudski miał przed sobą niecały miesiąc życia. Była ona pisana z myślą o marszałku, ale najwyższa władza w państwie stała się udziałem Mościckiego. 

W propagandzie sanacyjnej podnoszono, że konstytucja kwietniowa była ostatnim aktem państwowym, który podpisał śmiertelnie już wówczas chory Piłsudski, że jest ona swoistym politycznym testamentem Marszałka, że wyraża jego ideologię. Nic w tym nie było prawdy. Piłsudski nie tylko nie znał treści swego rzekomego testamentu politycznego, ale nawet nie zapoznał się z jej pierwszymi dziesięcioma artykułami, które zawierały kwintesencję ideową konstytucji. Sprawy te, do których uprzednio przywiązywał dużą wagę, po prostu przestały go interesować.

## Śmierć i pochówek

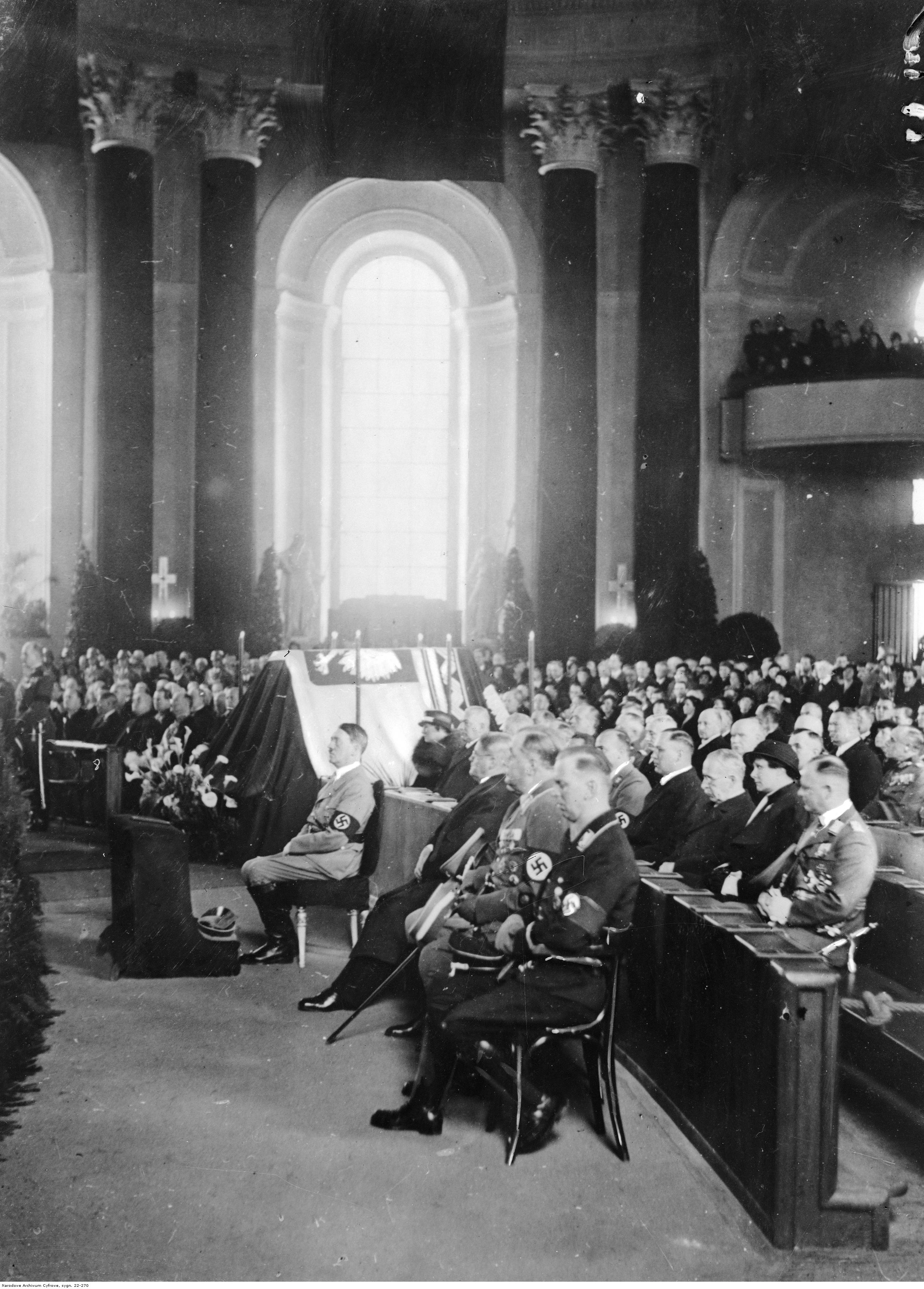
Uroczystości żałobne w kościele św. Jadwigi w Berlinie. Przed klęcznikiem siedzi Adolf Hitler

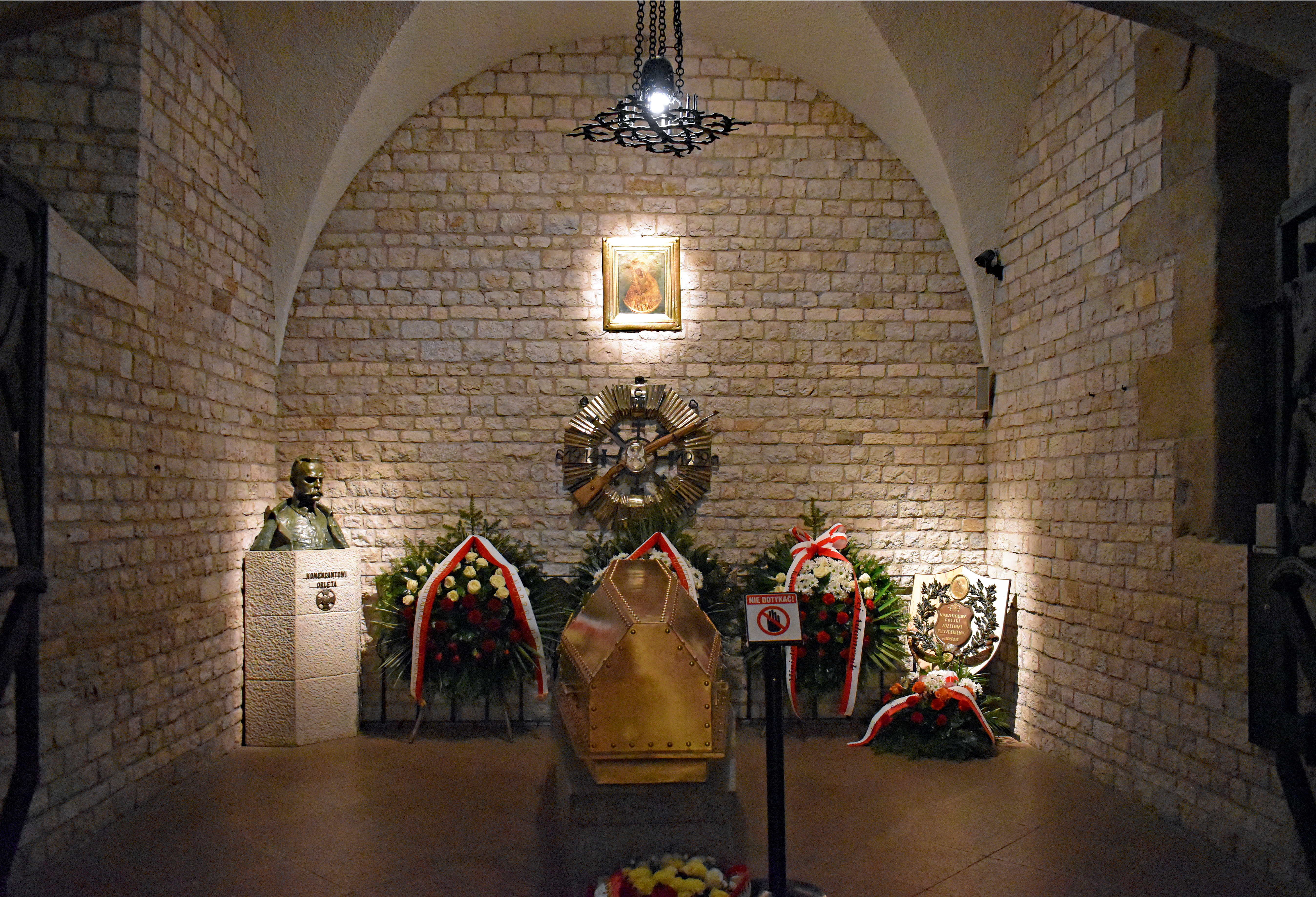
Kraków, trumna z ciałem Józefa Piłsudskiego w krypcie pod Wieżą Srebrnych Dzwonów na Wawelu

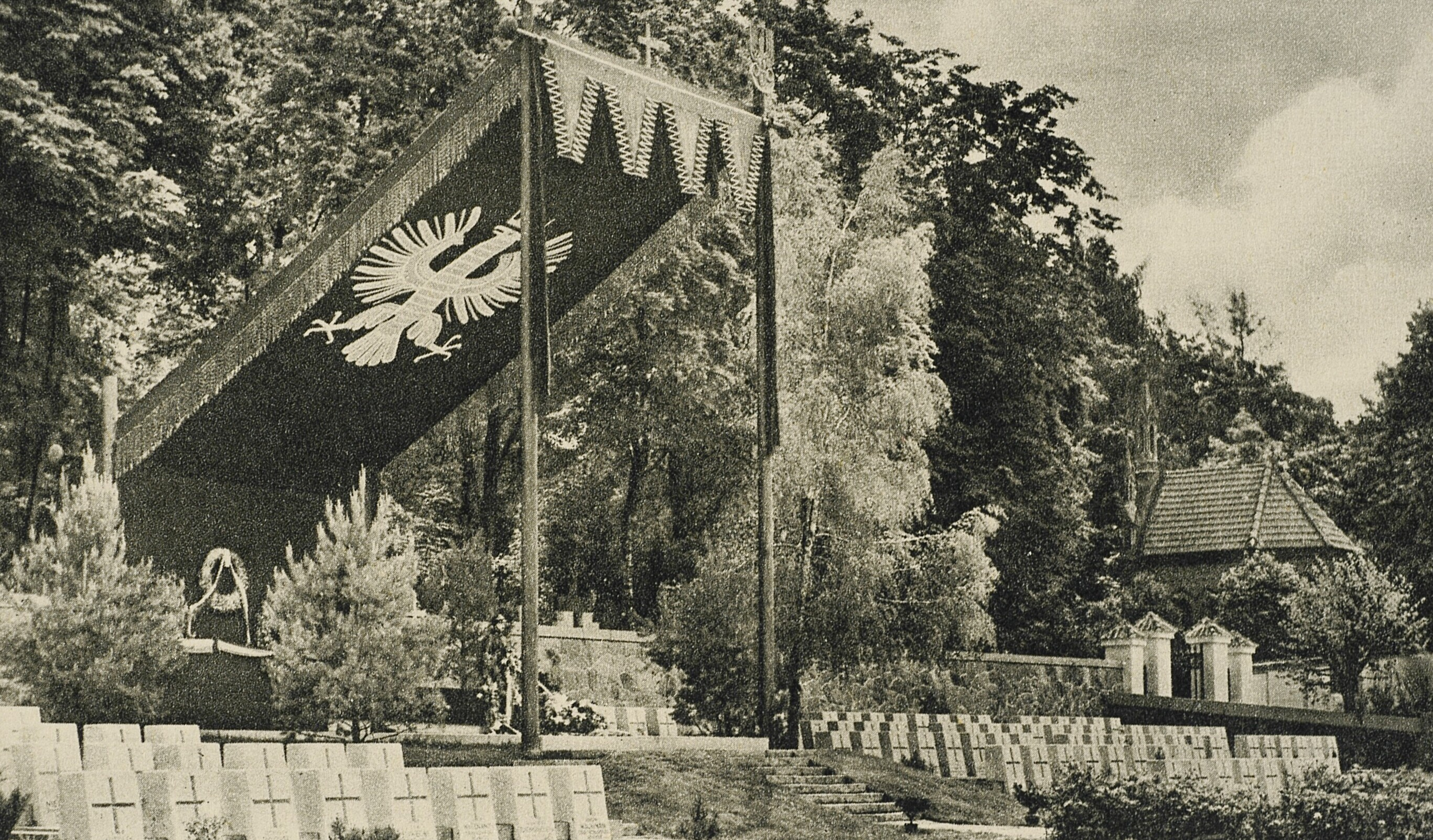
Cmentarz Na Rossie w Wilnie, mauzoleum Matka i Serce Syna, 1937

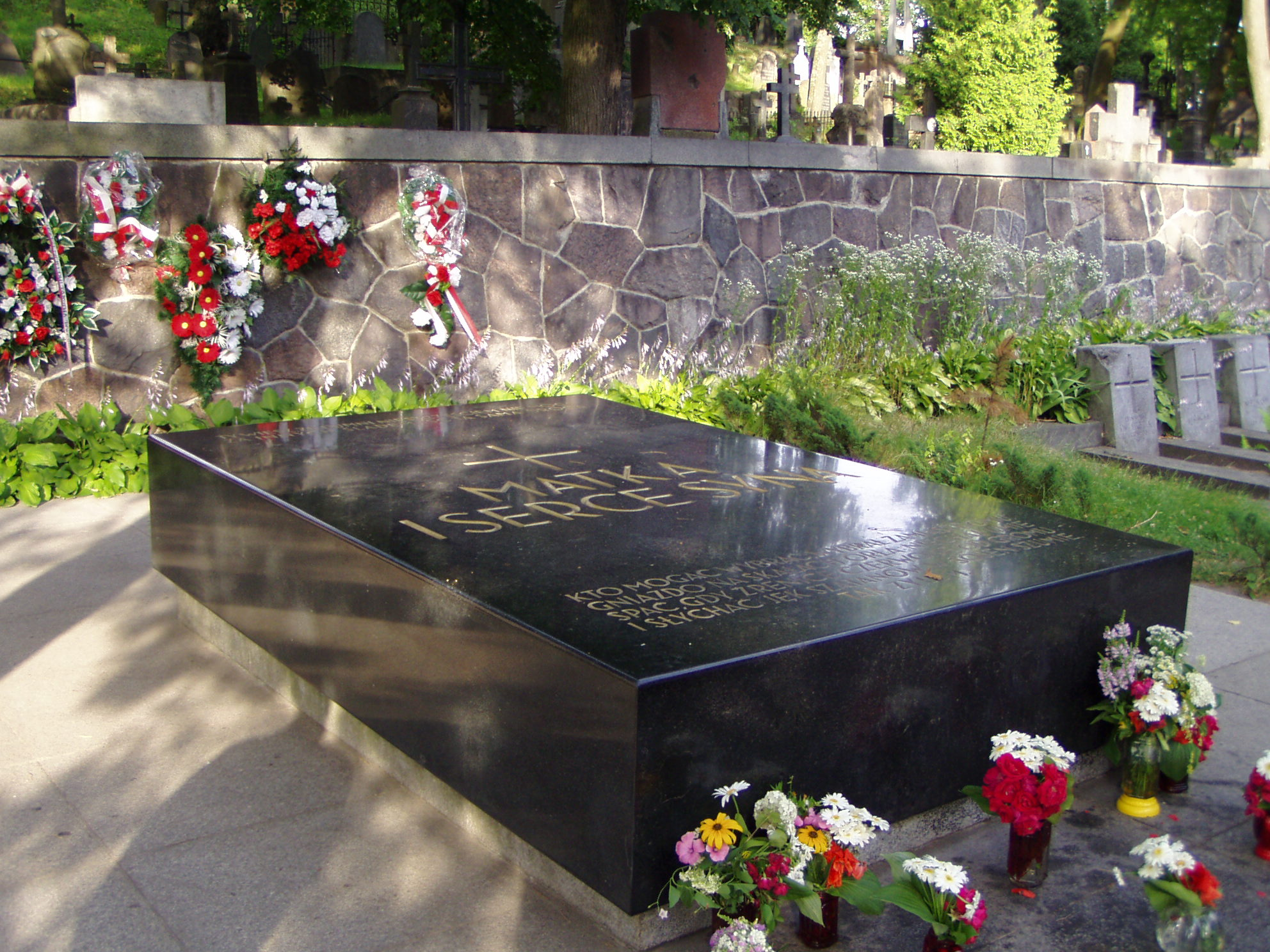
Cmentarz Na Rossie w Wilnie, mauzoleum Matka i Serce Syna, 2004

Informację o jego stanie zdrowia podano oficjalnie po uroczystościach Święta Niepodległości 11 listopada 1934. Podczas uroczystości Piłsudski zasłabł, w związku z czym skrócono część oficjalną. Konsylium lekarskie postanowiło sprowadzić do Polski z Wiednia prof. Karela Wenckebacha. Przyleciał on do Warszawy wiosną 1935 samolotem pilotowanym przez Jerzego Bajana. Stwierdził chorobę nowotworową (według niektórych opracowań kiłę trzeciorzędową), a Józefowi Piłsudskiemu pozostawił jedynie kilka tygodni życia (wcześniej zaniepokojenie odnośnie do stanu wątroby J. Piłsudskiego wyrażał jego osobisty lekarz, płk Marcin Woyczyński, który ustąpił z tej funkcji w kwietniu 1935). Poza prof. Wenckebachem opiekę lekarską nad Marszałkiem sprawowali polscy lekarze: dr Antoni Stefanowski, gen. dr Stanisław Rouppert (kierownik), ppłk dr Stefan Mozołowski, płk dr Henryk Cianciara i mjr dr Felicjan Tukanowicz.
11 maja 1935 Józef Piłsudski doznał krwotoku żołądkowego, który osłabił serce. Zmarł na raka wątrobowokomórkowego (są materiały mówiące o raku żołądka z przerzutem do wątroby) w Belwederze 12 maja 1935 (w 9. rocznicę zamachu stanu), o godzinie 20.45. W chwili śmierci byli przy Józefie Piłsudskim ksiądz Władysław Korniłowicz, który miał udzielić umierającemu ostatniego namaszczenia  oraz ppłk dr Stefan Mozołowski, który sporządził akt zgonu.
Niezwłocznie po śmierci marszałka, 13 maja 1935 zostały wyjęte z ciała mózg i serce. Dokonali tego lekarze mjr dr Wiktor Kaliciński i dr Józef Laskowski, którzy wykonali sekcję zwłok Marszałka i pracowali nad jego konserwacją i balsamowaniem (mumifikacją). Mózg poddano badaniu w Polskim Instytucie Badań Mózgu w Wilnie, po zakończeniu pierwszego etapu badań opublikowano monografię Mózg Józefa Piłsudskiego (1938).
Ogłoszona została żałoba narodowa. 17 maja została odprawiona msza żałobna celebrowana przez kard. Aleksandra Kakowskiego. Pogrzeb Józefa Piłsudskiego stał się wielką manifestacją jedności narodowej. Ciało marszałka złożono w krypcie św. Leonarda na Wawelu. Na 22 grudnia 1935 ustalono zamknięcie trumny kryształowej z ciałem Piłsudskiego w trumnie metalowej celem późniejszego złożenia do krypty pod Wieżą Srebrnych Dzwonów. Przez pewien czas trwały spory pomiędzy władzami duchownymi a świeckimi dotyczące miejsca spoczynku Piłsudskiego. Ostatecznie, 22 czerwca 1937, na polecenie metropolity krakowskiego abpa Adama Stefana Sapiehy trumnę przeniesiono do krypty pod Wieżą Srebrnych Dzwonów.
12 maja 1936 serce Piłsudskiego zostało złożone w grobie jego matki na cmentarzu Na Rossie w Wilnie, a następnego dnia grobowiec został zamurowany. Prace w tym miejscu trwały od 1935, a uczestniczyło w nich 1500 robotników, działających na trzy zmiany. Nagrobek zwieńczyła płyta, wykonana z 19-tonowego bloku granitu, wykopanego we wsi Bronisławka w województwie wołyńskim. Płyta została obrobiona i oszlifowana przez Bolesława Sypniewskiego w warszawskim Zakładzie Rzeźbiarsko-Kamieniarskim Sypniewski, tam też wyryto inskrypcję: „Matka i serce syna”. Na czarnej granitowej płycie nagrobnej zgodnie z wolą Piłsudskiego wykuto cytaty z Wacława (u góry) i Beniowskiego (u dołu) Juliusza Słowackiego:

u góry:
Ty wiesz, że dumni nieszczęściem nie mogą
Za innych śladem iść tą samą drogą.
MATKA I SERCE SYNA
Kto mogąc wybrać, wybrał zamiast domu
Gniazdo na skałach orła, niechaj umie
Spać, gdy źrenice czerwone od gromu
I słychać jęk szatanów w sosen szumie.
Tak żyłem.

W czerwcu 1938 został rozstrzygnięty konkurs na projekt sarkofagu Marszałka Piłsudskiego, w wyniku którego spośród kilku zgłoszonych prac został wybrany pomysł rzeźbiarza prof. Jana Szczepkowskiego. W pracach nad sarkofagiem w Milanówku brał udział asystent profesora Roman Tarkowski, natomiast do figury Marszałka pozował zięć Adam Mickiewicz.
Za życia Piłsudski rozważał, kto przejmie po nim rolę przywódcy. Nie widział jednak w swoim otoczeniu godnego następcy, obawiał się także zachowania najwyższych dowódców wojskowych po swoim odejściu. Zgodnie z tymi obawami po jego śmierci rozpoczęła się rywalizacja pomiędzy grupą wojskowych skupionych wokół generalnego inspektora Sił Zbrojnych Edwarda Rydza-Śmigłego a stronnictwem pałacowym, któremu przewodził prezydent RP Ignacy Mościcki. Żaden z nich nie posiadał jednak odpowiednich cech osobowościowych, ażeby zdominować scenę polityczną w takim stopniu, w jakim uczynił to Piłsudski.
Decyzją prezesa Instytutu Pamięci Narodowej z dnia 16 stycznia 2020 roku na wniosek prezesa koła Związku Kombatantów RP i Byłych Więźniów Politycznych w Nowym Targu, grób Piłsudskiego został wpisany do prowadzonej przez IPN ewidencji grobów weteranów walk o wolność i niepodległość Polski pod numerem ewidencyjnym 332.

## Dorobek piśmienniczy
Dorobek pisarski Józefa Piłsudskiego (w tym wszelkie przemówienia, odezwy, rozkazy, listy, wywiady itd.) został dwukrotnie zebrany przez Instytut Józefa Piłsudskiego Poświęcony Badaniu Najnowszej Historii Polski. Za pierwszym razem (w postaci 8 tomów wydanych w latach 1930–1931, uzupełnionych trzema w latach 1930–1936) były to Pisma – Mowy – Rozkazy. W latach 1937–1938 tenże instytut wydał uzupełnione i krytycznie przejrzane Pisma zbiorowe Józefa Piłsudskiego. Ta ostatnia praca została wznowiona w postaci reprintu w 1989 oraz 2015. W 2024 zainaugurowano nową kilkunastomową edycję pt. Pisma zebrane. Edycja kompletna pod redakcją naukową Włodzimierza Sulei (wyd. Muzeum Józefa Piłsudskiego w Sulejówku, Sulejówek 2024, ISBN 978-83-63872-79-3).

## Rodzina i życie prywatne

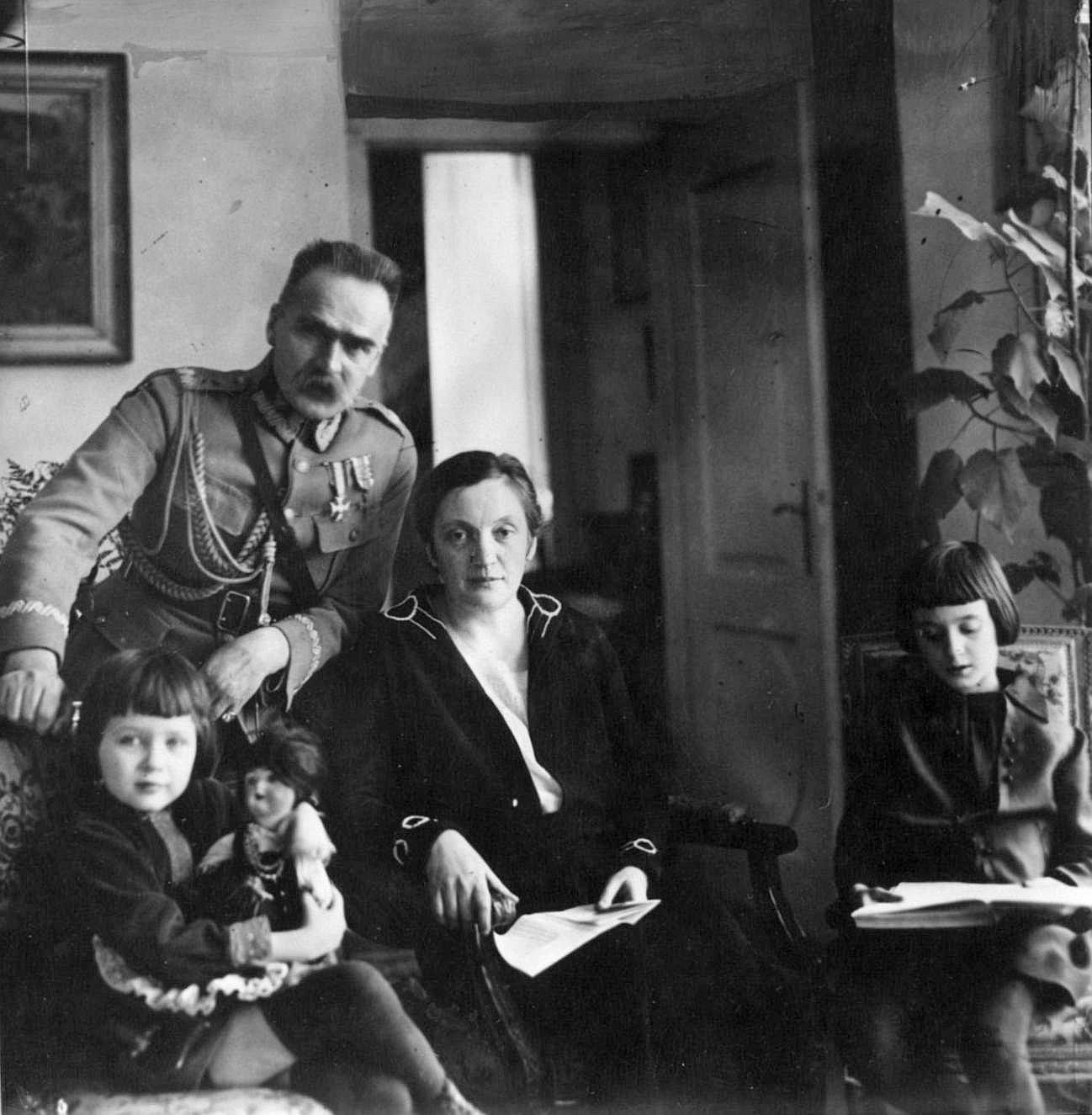
Józef Piłsudski z żoną Aleksandrą oraz córkami – Wandą i Jadwigą w 1928

Pierwszą żoną Józefa Piłsudskiego była Maria z Koplewskich Juszkiewiczowa (1863–1921, członkini PPS, ps. „Piękna Pani”). Ze związku małżeńskiego (zawartego w 1883) z Marianem Juszkiewiczem miała córkę Wandę (1887–1908). Była ona protestantką, członkinią Kościoła ewangelicko-augsburskiego. Wkrótce po narodzinach Wandy doszło do rozwodu Marii z Juszkiewiczem (dopuszczalnego przez kościoły protestanckie). Pragnąc zawrzeć z nią małżeństwo, Piłsudski przeszedł na luteranizm, a ślub odbył się 15 lipca 1899 w kościele protestanckim we wsi Paproć Duża. Para początkowo mieszkała w Łodzi przy ul. Wschodniej 19. W wyniku aresztowania Piłsudskiego, a następnie jego ucieczki, małżeństwo przenosiło się do Lwowa (od 1902) i Krakowa (od 1904). Po śmierci córki w sierpniu 1908 – traktowanej przez Piłsudskiego jako jego dziecko – nie powróciła do działalności politycznej. Nie wyrażała również zgody na rozwód z mężem, który w maju 1906 poznał, a następnie związał się z Aleksandrą Szczerbińską. Pierwsza żona Piłsudskiego zmarła w 1921, a jej mąż nie pojawił się na pogrzebie, wysyłając na niego brata Jana.
Związek Piłsudskiego ze Szczerbińską (działaczką PPS i POW, ps. „Ola”) przez szereg lat był nieformalny, dopiero śmierć jego żony pozwoliła na zawarcie małżeństwa, co nastąpiło 25 października 1921 w Belwederze – ślubu udzielał ksiądz prałat Naczelnika Państwa, Marian Tokarzewski, świadkami byli Bolesław Wieniawa-Długoszowski i płk Eugeniusz Piestrzyński. Z tego związku marszałek miał dwie córki:
- Wandę (1918–2001)[62] – lekarkę psychiatrę, w latach 1939–1990 mieszkającą w Wielkiej Brytanii,
- Jadwigę, nazywaną Jagodą (1920–2014)[62] – architekt, porucznika pilota Polskich Sił Powietrznych w Wielkiej Brytanii i RAF, żonę Andrzeja Jaraczewskiego, matkę Krzysztofa Jaraczewskiego i Joanny Onyszkiewicz.

Ze względu na brak możliwości zawarcia małżeństwa początkowo Piłsudski i Szczerbińska nie mieszkali razem – on w Belwederze, ona w dwupokojowym mieszkaniu na Pradze, a następnie przy ul. Koszykowej 70. Dopiero w 1921, po ślubie, zamieszkali w Belwederze. W 1922 przenieśli się na krótko do mieszkania przy ul. Koszykowej, a od lipca 1923 – do dworku Milusin w Sulejówku. Po zamachu majowym rodzina ponownie przeniosła się do Belwederu. Marszałek bardzo często jednak nocował w Ministerstwie Spraw Wojskowych, a później w budynku Głównego Inspektoratu Sił Zbrojnych. Nawał pracy uniemożliwiał mu częste kontakty z żoną, do rzadkości należały ich wspólne wyjazdy do Wilna na jarmark zwany Kaziukami. Piłsudski wolał także jeździć na samotny wypoczynek do Druskienik (w sierpniu i wrześniu). Po zrzeczeniu się majątku w Świątnikach (otrzymanego w ramach tzw. resztówki dla posiadaczy Krzyża Virtuti Militari), w 1930 Piłsudscy otrzymali dworek w Pikieliszkach. Stosunki pomiędzy małżonkami ochładzały się już od połowy lat 20., pod koniec życia marszałka żyli oni obok siebie – Aleksandra nie towarzyszyła mu w oficjalnych uroczystościach czy podczas podejmowania gości w Belwederze. Od 1924 Piłsudskiego łączyła znajomość z poznaną w Druskiennikach lekarką Eugenią Lewicką (1896–1931), która z biegiem lat przybierała na zażyłości. Towarzyszyła mu ona nawet podczas urlopu na Maderze w 1930, co spowodowało pojawienie się doniesień o rzekomym romansie łączącym marszałka z Lewicką. Zmarła w 1931, a w jej pogrzebie wziął udział sam Piłsudski, jak również m.in. premier Aleksander Prystor. Marszałka łączono także z Jadwigą Burhardt (1901–1965) i Kazimierą Iłłakowiczówną (1892–1983), pełniącą funkcję sekretarki Piłsudskiego w latach 1926–1935 .

### Nawyki i zainteresowania

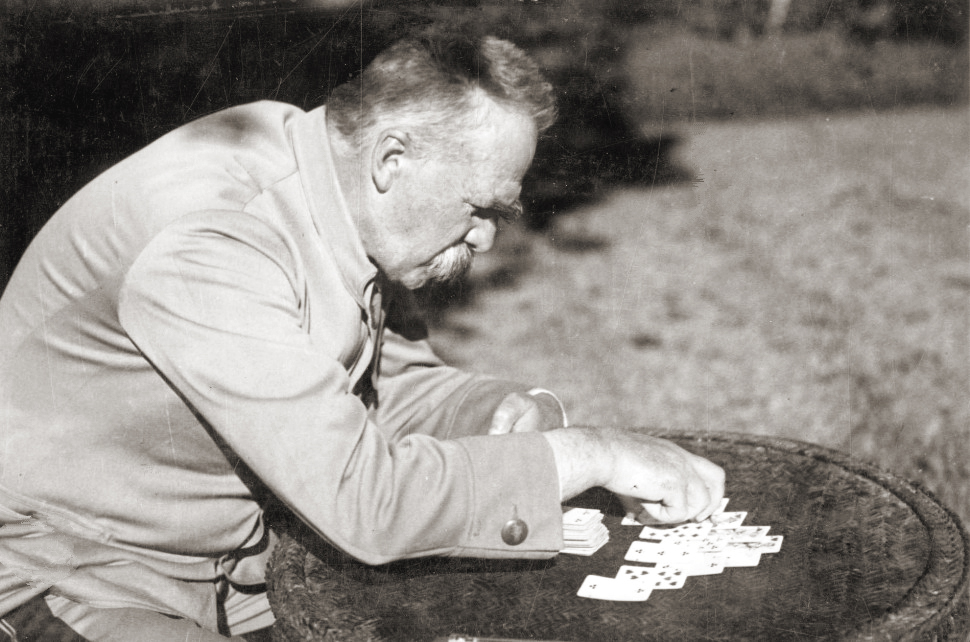
Jedną z ulubionych rozrywek marszałka było stawianie pasjansa

Piłsudski był zwolennikiem skromnego i prostego stylu życia. Podróżując, odmawiał korzystania ze specjalnego wagonu kolejowego (salonki), wybierając bilet drugiej klasy. Na co dzień nosił zwykłą szarą bluzę wojskową, bez odznak i orderów. Zakazywał także przebywania w jego pobliżu ochroniarzy, stale nosił za to przy sobie rewolwer (również w nocy – kładł go obok łóżka). Cenił sobie także prostą kuchnię (nie lubił jednak m.in. bigosu czy zupy grochowej). Alkohol pił tylko w niedużych ilościach, przede wszystkim tokaj. Lubił za to palić papierosy oraz pić herbatę (nawet do 10 szklanek dziennie). Bardzo często jadł słodycze – głównie wedlowskie herbatniki i krakersy.
Jedną z ulubionych rozrywek Piłsudskiego było stawianie pasjansów. Zainteresowanie to przerodziło się w prawdziwą pasję po jego powrocie z Magdeburga. Lubił również grać w szachy, jeździć konno oraz strzelać, choć czynności tych nie uważał za uprawianie sportu. Interesował się także parapsychologią, brał udział w popularnych w okresie międzywojennym seansach spirytystycznych (m.in. przeprowadzonych przez Teofila Modrzejewskiego i Stefana Ossowieckiego). Wierzył także w istnienie telepatii. Unikał za to uroczystości religijnych, w prywatnych rozmowach deklarował się na ogół jako ateista. Piłsudski nie przepadał również za telefonami, audycjami radiowymi, a także (początkowo) za kinematografią. Zdanie na temat filmów zmienił na początku lat 30., gdy w Belwederze i w siedzibie GISZ zainstalowano przenośne aparaty umożliwiające wyświetlanie filmów. Stał się wówczas ich pasjonatem, szczególnie lubiąc filmy o pogodnym przekazie – komedie z Flipem i Flapem czy animacje Walta Disneya.
Ulubionym koniem marszałka była Kasztanka, klacz, którą otrzymał w 1914. Służyła mu ona do 1927. Piłsudski posiadał także dwa psy – pierwszym z nich był Dorek, należący do rodziny jeszcze przed zamachem majowym. Drugi został nazwany przez marszałka po prostu „Pies”. Był wilczurem specjalnie szkolonym do pilnowania dokumentów.

## Kult Piłsudskiego

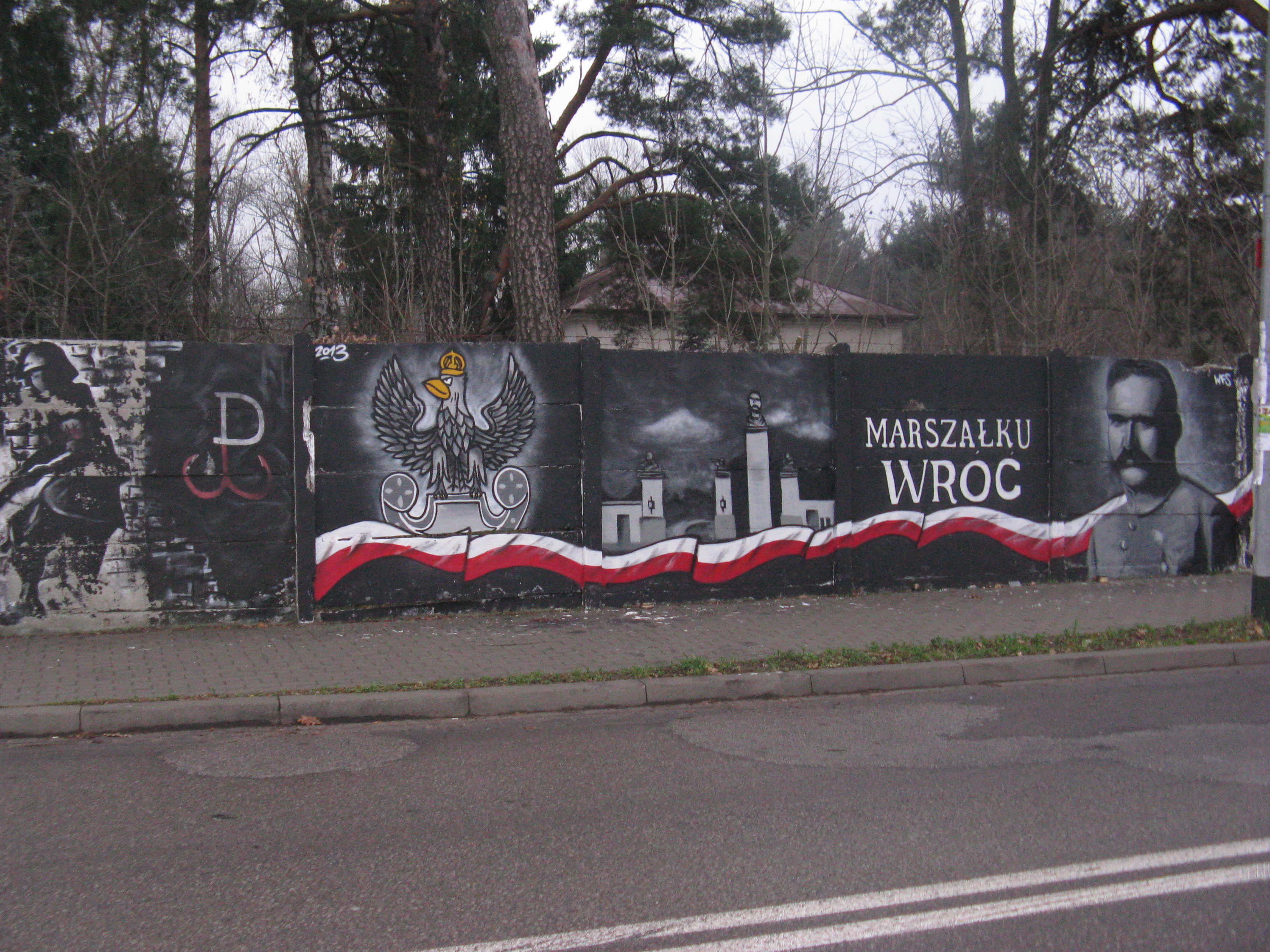
Mural upamiętniający Józefa Piłsudskiego na murach Akademii Sztuki Wojennej

W dwudziestoleciu międzywojennym, a także po zakończeniu tego okresu historii Polski, wokół osoby pierwszego marszałka Polski budowany był swoisty kult. Polegał on na przypisywaniu Piłsudskiemu cech genialnego dowódcy, wybitnego stratega i polityka, a przede wszystkim wizjonera.
Już podczas działalności w PPS i walki w Legionach w otoczeniu przyszłego marszałka pojawiły się osoby fanatycznie mu oddane, podchodzące bezkrytycznie do jego osoby i poleceń przez niego wydawanych. Z tego środowiska pochodziła grupa polityków rządząca II Rzecząpospolitą. Po odzyskaniu niepodległości popularność Piłsudskiego rosła, szczególnie w związku z wygraną w wojnie polsko-bolszewickiej i nieudolnością kolejnych rządów. Przez swych zwolenników był on wówczas uważany za jedyną osobę w Polsce, która jest w stanie wyprowadzić Polskę z kryzysu politycznego i gospodarczego.
Po zamachu majowym w 1926 i wprowadzeniu rządów autorytarnych kult Piłsudskiego stał się oficjalną ideologią państwową, której rozpowszechnianie nasiliło się jeszcze po jego śmierci w 1935. Portrety Piłsudskiego wisiały wówczas na ścianach w instytucjach i urzędach państwowych. Otrzymał godność członka honorowego założonego w 1928 Związku Sybiraków, a 27 grudnia 1933 Związku Weteranów Powstań Narodowych R.P. 14/19.
Marszałek był głównym tematem wielu utworów literackich, widniał na obrazach, był honorowym członkiem niezliczonej liczby organizacji, obywatelem honorowym kilkudziesięciu miast (m.in. Nowego Sącza (1916), Warszawy (gdzie został uhonorowany dwa dni po przybyciu z niewoli, 12 listopada 1918), Ciechanowa (1925) i Hrubieszowa (1935)). Jego imieniem nazywano instytucje, statki, samoloty, obiekty itd. (w tym Góry Piłsudskiego, grupę górską na Spitsbergenie). Kult osoby Piłsudskiego był ważnym elementem wychowania patriotycznego, jakiemu poddawane były dzieci i młodzież w szkołach. W 1938 Sejm uchwalił nawet specjalną ustawę, która pod karą więzienia zakazywała szkalowania imienia Józefa Piłsudskiego.
Podczas okupacji niemieckiej i okresu PRL kult Piłsudskiego był zwalczany przez władze, przyczyniło się to jednak do jego wzmocnienia.
W czasach PRL do tradycji piłsudczykowskiej nawiązywali przede wszystkim Leszek Moczulski i Konfederacja Polski Niepodległej, głosząc etos niepodległościowy (filozofię czynu ) i traktując działalność na rzecz niepodległości jako zobowiązanie moralne.
Wszystkie utwory Piłsudskiego objęte były w 1951 zapisem cenzury w Polsce, podlegały natychmiastowemu wycofaniu z bibliotek.
Po transformacji ustrojowej w Polsce w 1989 roku Piłsudski „po wielu latach niebytu powrócił jako jeden z najważniejszych symboli niepodległości” do szerokiego dyskursu, co dało możliwość odrodzenia się jego legendy i mitu. Większość osób sprawujących funkcje w życiu publicznym III RP określiła go jako jedną z najwybitniejszych postaci w historii Polski. Piłsudski stał się patronem szeregu ulic, placów i szkół. Powstało również kilkanaście jego pomników .
W 2015 w Kiszyniowie odsłonięto pomnik Józefa Piłsudskiego autorstwa mołdawskiego rzeźbiarza Wiaczesława Żyglickiego.

## Kontrowersje

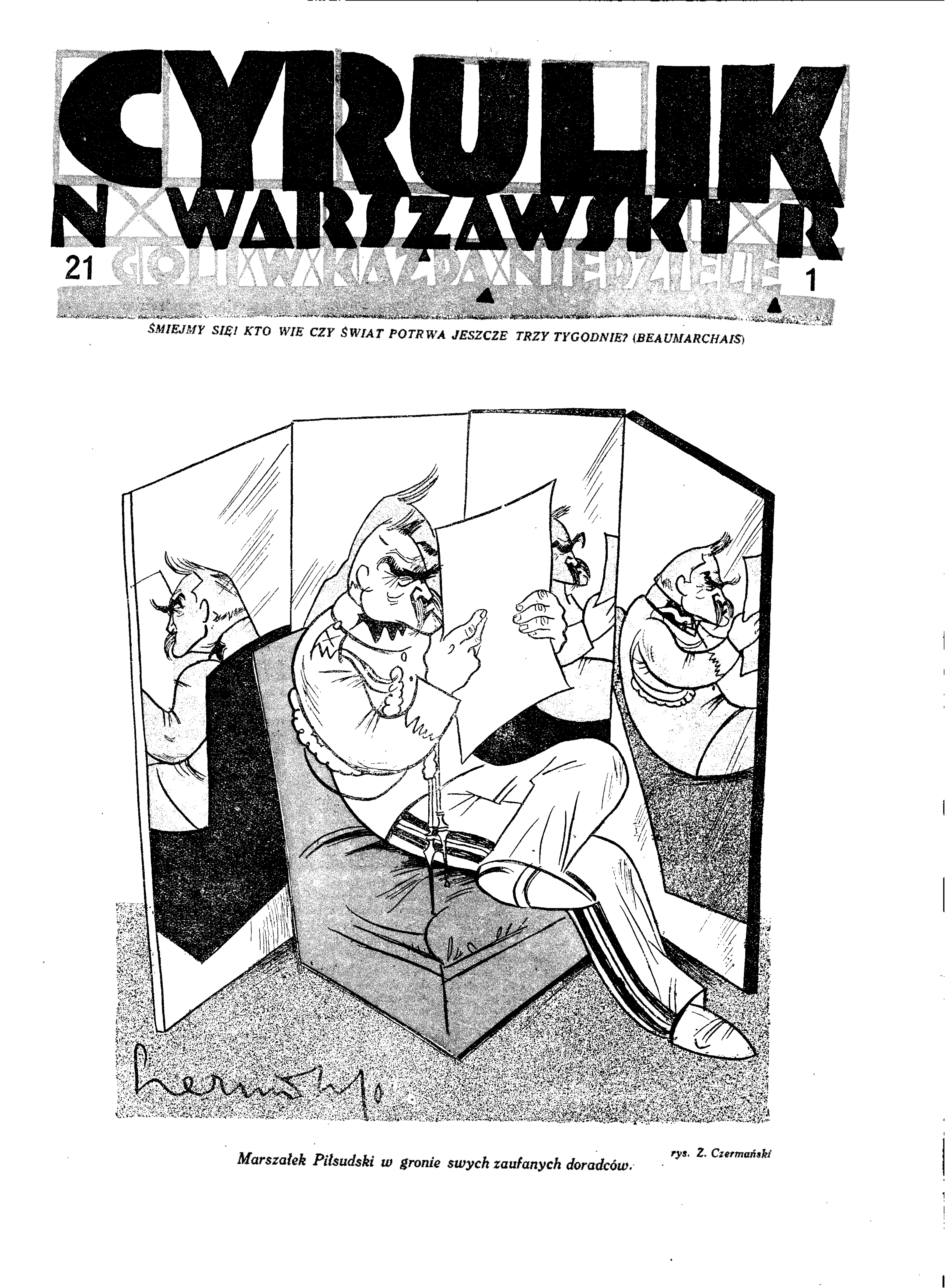
Okładka Cyrulika Warszawskiego z 1926 roku, przedstawiająca karykaturę czytającego Józefa Piłsudskiego, otoczonego lustrami, z podpisem „Marszałek Piłsudski w gronie swych zaufanych doradców”

Józef Piłsudski jest postacią, której zasługi dla niepodległości Polski są powszechnie uznane, ale jednocześnie wiąże się z nim wiele kontrowersji. Najważniejsze kwestie to:
- Sprawa wyznania marszałka i zarzut instrumentalnego traktowania religii. Piłsudski został protestantem w celu wzięcia ślubu ze swoją pierwszą żoną (Marią Juszkiewiczową), która była rozwódką i miała dziecko ze swojego poprzedniego związku. Być może Piłsudski powrócił później do Kościoła katolickiego w celu wzięcia ślubu z inną kobietą (Aleksandrą Szczerbińską)[249] .

27 lutego 1916 w Karasinie na Wołyniu, w obecności podpułkownika Kazimierza Sosnkowskiego i porucznika Bolesława Wieniawy-Długoszowskiego, kapelan 1 pułku piechoty legionów, pijar ks. Henryk Ciepichałł przyjął od chorego na grypę Józefa Piłsudskiego akt wyrzeczenia się protestantyzmu i złożenia wyznania wiary rzymskokatolickiej.
Według niektórych autorów powrót Piłsudskiego do Kościoła katolickiego jest legendą, a różne przekazy opisujące, jak miałoby to wyglądać (w 1916 w Karasinie, w czasie bitwy warszawskiej lub w trakcie ślubu z drugą żoną) są niezgodne z obowiązującym wówczas prawem kanonicznym, zgodnie z którym ekskomunika odstępcy od wiary katolickiej była zastrzeżona Stolicy Apostolskiej. Nie mógł jej więc usunąć szeregowy duchowny.
- Istnieje spór, kto był w rzeczywistości autorem uderzenia znad Wieprza podczas Bitwy Warszawskiej. Wśród pomysłodawców wymienia się, oprócz Piłsudskiego, przede wszystkim gen. Weyganda i gen. Rozwadowskiego[254][255][256][257]. Weygand jednak w rozmowie z korespondentem „L’Information” stwierdzał, że „To zwycięstwo (...) jest zwycięstwem polskim. Operacje zostały wykonane przez generałów polskich, według planu polskiego”. Weygand powiedział także, iż „W ciągu trzech dni, które Marszałek Piłsudski spędził wśród wojsk Czwartej Armii, zelektryzował je, przelał z własnej duszy w duszę walczących ufność i wolę pokonania wszelkich przeszkód. Nikt poza nim nie mógłby tego dokonać. Pod żadnym innym dowódcą wojsko polskie nie dokonałoby z tym uniesieniem zażartym tej ofensywy”. Z kolei z wymiany depesz wynika, że Rozwadowski uważał Piłsudskiego za autora planu bitwy oraz to, że Piłsudski kierował jej przebiegiem, podając swoje miejsce postoju i żądając od Rozwadowskiego meldunków o wykonaniu zadań[258].
- Józef Piłsudski oskarżany był także o współpracę i szpiegostwo na rzecz Niemiec, w czasach gdy walczył u boku państw centralnych przeciwko Rosji oraz gdy zaraz po powrocie z więzienia 11 listopada przejął władzę od Rady Regencyjnej powołanej przez okupanta. Skłonności germanofilskie były przypisywane Piłsudskiemu przez środowiska endeckie, z Romanem Dmowskim, a później Jędrzejem Giertychem[259] [260] na czele.
- Kwestia zamachu majowego. Piłsudski oskarżany jest o dążenie do wprowadzenia swojej dyktatury[u]. Kwestia zbrojnego przewrotu, przeprowadzonego w maju 1926, w którym zginęło kilkaset osób i nigdy nie wyciągnięto konsekwencji wobec sprawców ich śmierci jest do dziś przedmiotem kontrowersji[261].
- Stworzenie obozów w Berezie Kartuskiej i w pobliżu Brześcia dla oponentów politycznych[262].
- Sprawa posła Jerzego Zdziechowskiego. W nocy z 30 września na 1 października 1926 został on brutalnie pobity we własnym mieszkaniu w Warszawie. Pobicia dokonali ludzie w mundurach, których tożsamość do dziś nie została ustalona[263]. Zdziechowski był w opozycji względem rządów sanacji; był także jednym z głównych inspiratorów obstrukcji budżetowych. Wielu ówczesnych publicystów obwiniało (choć nie bezpośrednio) Piłsudskiego o wydanie polecenia zastraszenia Zdziechowskiego. Ofiarami pobić stali się także inni krytycy sanacji: Tadeusz Dołęga-Mostowicz[264], Jan Dąbski[265], czy Adolf Nowaczyński[266].
- Zaginięcie generała Włodzimierza Zagórskiego, oskarżanego o powiązania z aferą finansową z udziałem kapitału francuskiego. Podczas Bitwy Warszawskiej gen. Zagórski był szefem sztabu frontu północnego Józefa Hallera; jako bezpośredni i kompetentny świadek mógł być oponentem Piłsudskiego w kwestii mitologizowania roli marszałka w bitwie warszawskiej[267]. Zaginął po zwolnieniu z więzienia wojskowego w Wilnie (gdzie przebywał podobnie jak pięciu innych generałów, wśród których był Tadeusz Rozwadowski, od zamachu majowego bez przedstawienia zarzutów) i po powrocie do Warszawy w 1927. Drogę do Warszawy odbył pociągiem ubrany w dostarczone mu przy zwolnieniu cywilne, nie pasujące na niego ubranie, eskortowany przez oficera. Po przyjeździe do Warszawy zaginął. Śledztwo w sprawie i poszukiwania dziennikarskie nie dały rezultatów. Według wspomnień Wincentego Witosa został zamordowany przez fanatycznych zwolenników Piłsudskiego, a jego ciało obciążono kamieniami i wrzucono do Wisły. Zbrodni nigdy nie udowodniono. Również tutaj pojawiły się podejrzenia, że sam Piłsudski mógł nakazać usunięcie generała[268] .
- Śmierć gen. Tadeusza Rozwadowskiego, wieloletniego nieprzyjaciela Piłsudskiego. Rozdźwięki między nimi powstały już w pierwszych dniach niepodległości, pogłębiły je niejasności co do autorstwa zwycięskiego planu Cudu nad Wisłą, a ukoronowało dowodzenie wojskami wiernymi rządowi podczas przewrotu majowego. Był jednym z oficerów uwięzionych i bezprawnie przetrzymywanych w jego następstwie. Zmarł w rok po zwolnieniu z więzienia, przy pewnych poszlakach wskazujących na otrucie[269].
- Krytyka Piłsudskiego jest także spotykana wśród zwolenników lewicy, którzy zarzucają marszałkowi porzucenie socjalistycznych ideałów na rzecz konserwatyzmu (autorytarny styl rządów, układ z prawicą, brak socjalistycznych reform) oraz prześladowania lewicy. W okresie II RP popularne były prześladowania działaczy KPP, a w okresie po zamachu majowym represje dotknęły również PPS i część organizacji chłopskich[270]. Posłowie SLD i PSL złożyli w 2009 projekt uchwały potępiającej przewrót majowy; posłowie napisali w projekcie, że w wyniku przewrotu majowego Polska znalazła się na krawędzi wojny domowej. Jego autorzy skazali na śmierć setki niewinnych ludzi: żołnierzy i mieszkańców Warszawy. Kazali Polakom strzelać do Polaków. Stworzyli w Berezie Kartuskiej obóz dla przeciwników politycznych. Zamiast służyć Narodowi podzielili go na zwalczające się obozy[271]. Wśród radykalniej nastawionych działaczy (głównie zagranicznych) pojawiają się nawet zarzuty o faszyzm[272].

## Ordery i odznaczenia

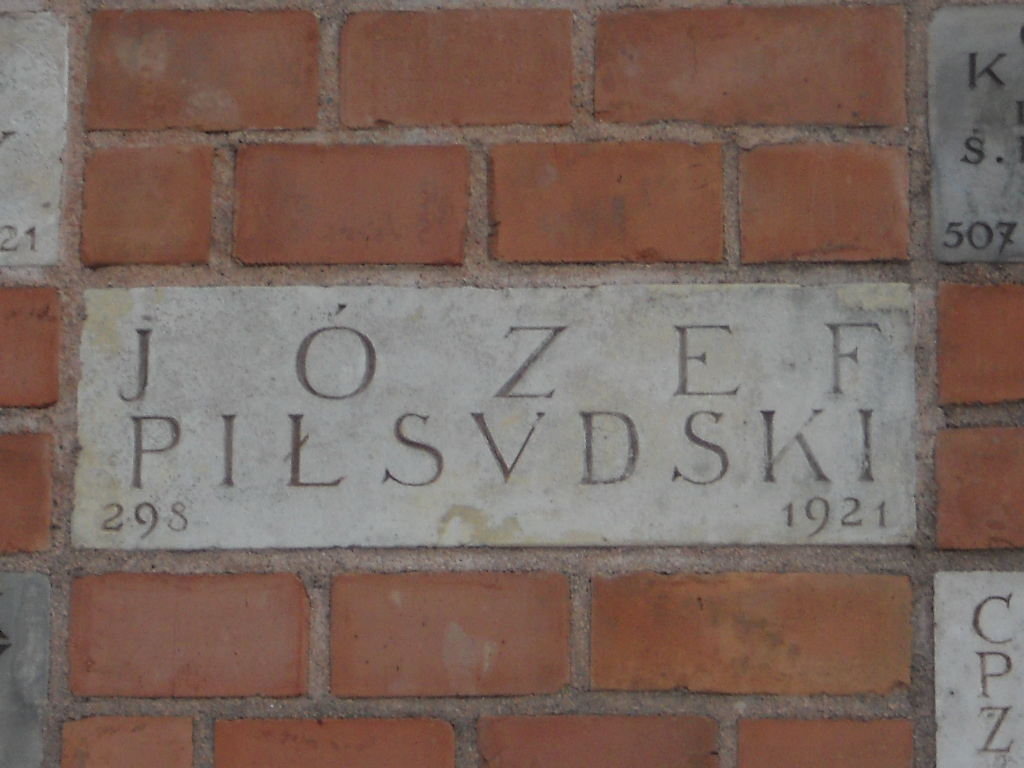
Józef Piłsudski wspierał remont Zamku na Wawelu w 1921, w zamian za to upamiętniono go cegiełką

Marszałek był posiadaczem znaczącej liczby orderów i odznaczeń. Niektóre z nich wymieniono poniżej:

### Polskie
- Order Orła Białego (1921)[273][274]
- Krzyż Wielki Orderu Wojskowego Virtuti Militari nr 1 – 14 czerwca 1923 „jako Wodzowi Naczelnemu za zwycięską wojnę polsko-bolszewicką”[275]
- Krzyż Komandorski Orderu Wojskowego Virtuti Militari nr 9 – 19 grudnia 1923[276][277]
- Krzyż Srebrny Orderu Wojskowego Virtuti Militari – 1 stycznia 1920
- Krzyż Niepodległości z Mieczami – 6 listopada 1930 „Za pracę w dziele odzyskania niepodległości”[278][279][280]
- Wielka Wstęga Orderu Odrodzenia Polski[281][282]
- Krzyż Walecznych (czterokrotnie)
- Złoty Krzyż Zasługi po raz pierwszy – 31 grudnia 1926[283]
- Złoty Krzyż Zasługi po raz drugi – 3 stycznia 1928[284]
- Złoty Krzyż Zasługi po raz trzeci – 20 stycznia 1929[284]
- Złoty Krzyż Zasługi po raz czwarty – 9 listopada 1931[285][286]
- Krzyż Zasługi Wojsk Litwy Środkowej[287]
- Krzyż na Śląskiej Wstędze Waleczności i Zasługi
- Krzyż Siedemdziesięciolecia Powstania Styczniowego – 22 stycznia 1933[288]
- Znak oficerski „Parasol” (1912)
- Odznaka „Za wierną służbę” (1916)
- Krzyż harcerski (1920)[289]
- Złoty Znak Związku Ochotniczych Straży Pożarnych Rzeczypospolitej Polskiej[290]
- „Krzyż Kaniowski” (odznaka pamiątkowa 3 pp, 1929)[291]
- Medal „Józef Piłsudski Wódz Legionów Polskich” (1916)[292]
- Odznaka pamiątkowa byłych Więźniów Ideowych z lat 1914–1921 (1928)[293]
- Krzyż za Obronę Śląska Cieszyńskiego I klasy[294]
- Medal Pamiątkowy za Obronę Śląska Cieszyńskiego[294]
- Dekret pochwalny Rady Narodowej Księstwa Cieszyńskiego[294]
- Złota Odznaka Honorowa Ligi Obrony Powietrznej i Przeciwgazowej I stopnia (30 listopada 1933)[295]
- Gwiazda Wytrwałości (28 listopada 1981)[296]

### Zagraniczne
- Order Korony Żelaznej III klasy (23 czerwca 1915, Austro-Węgry)[88][297]
- Krzyż Wielki Orderu Legii Honorowej nr 25864 (numeracja ciągła, 4 lutego 1921, Francja)[298][299]
- Order Pogromcy Niedźwiedzia I klasy, wojenny (12 marca 1922, Łotwa)
- Wielka Wstęga Orderu Leopolda (7 kwietnia 1922, Belgia)[299][300]
- Krzyż Wolności I kategorii I klasy (2 czerwca 1922, Estonia)[301][302]
- Order Michała Walecznego III, II i I klasy (15 września 1922, Rumunia)[299]
- Krzyż Wojenny Czechosłowacki (1914–1918) (7 października 1922)
- Wielka Wstęga Orderu Zasługi Wojskowej (30 listopada 1922, Hiszpania)[v][303]
- Krzyż Wolności III kategorii I klasy (29 kwietnia 1925, Estonia)[304][305][306]
- Medal Wojskowy (18 listopada 1927, Francja[307][308])
- Wielka Wstęga Orderu Białej Róży Finlandii I klasy (10 grudnia 1927, Finlandia)[309][310][299][311]
- Wielka Wstęga i Łańcuch Orderu Świętego Aleksandra z Mieczami (10 marca 1928, Bułgaria)[312][299]
- Order Błękitnego Płaszcza (30 kwietnia 1928, Afganistan)[313]
- Wielka Wstęga Orderu Słońca (Afganistan, nadający tytuł księcia)[299]
- Wielka Wstęga Kwiatów Paulowni Orderu Wschodzącego Słońca (4 lipca 1928, Japonia)[314][299]
- Krzyż Wielki Orderu Karola I (15 września 1922, Rumunia)[315][316][299][317]
- Łańcuch Orderu Karola I (30 listopada 1928, Rumunia)[317]
- Order Krzyża Orła z Mieczami I klasy (6 czerwca 1930, Estonia)[302][318]
- Order Krzyża Białego Związku Obrony („Kaitseliidu Valgerist”) (10 sierpnia 1930, Estonia)[319]
- Krzyż Wielki Orderu Wojskowego Wieży i Miecza (20 grudnia 1930, Portugalia)[276][299][320]
- Baliw Krzyża Wielkiego Honoru i Dewocji Zakonu Kawalerów Maltańskich (1930)[321][299][322]
- Krzyż Wielki Orderu Krzyża Południa (4 kwietnia 1933, Brazylia)[323][324]
- Wielka Wstęga Orderu Gwiazdy Jerzego Czarnego (Jugosławia)[299]
- Krzyż Wielki Orderu Sabaudzkiego Wojskowego (Włochy)[325][299]
- Wielka Wstęga Orderu Świętych Maurycego i Łazarza I klasy (Włochy)[325]
- Medal Pamiątkowy Ochotników Włoskich[326]
- Krzyż Wielki Orderu Węgierskiego Zasługi (1928)[327][328]

## Doktoraty honoris causa
Poniżej wymieniono niektóre uczelnie, które przyznały marszałkowi doktorat honorowy. W nawiasach podano datę przyznania wyróżnienia.
- Uniwersytet Jagielloński (28 kwietnia 1920)[329]
- Uniwersytet im. Adama Mickiewicza w Poznaniu (10 listopada 1933)[330]
- Uniwersytet Warszawski (2 maja 1921)[331]
- Uniwersytet Stefana Batorego w Wilnie (wrzesień 1921)

## Wywód genealogiczny
|  |                                       |  |  |  |  |  |  |  |  |  |  |  | Kazimierz Ludwik Piłsudski |  |  |  |
|  |                                       |  |  |  |  |  |  |  |  |  |  |  |                            |  |  |  |
|  |                                       |  |  |  |  |  |  |  |  |  |  |  |                            |  |  |  |
|  |                                       |  |  |  |  |  |  |  |  |  |  |  |                            |  |  |  |
|  | Kazimierz Piłsudski (1752 – ok. 1820) |  |  |  |  |  |  |  |  |  |  |  |                            |  |  |  |
|  |                                       |  |  |  |  |  |  |  |  |  |  |  |                            |  |  |  |
|  |                                       |  |  |  |  |  |  |  |  |  |  |  |                            |  |  |  |
|  |                                       |  |  |  |  |  |  |  |  |  |  |  |                            |  |  |  |
|  | Księżna Rozalia Puzyna                |  |  |  |  |  |  |  |  |  |  |  |                            |  |  |  |
|  |                                       |  |  |  |  |  |  |  |  |  |  |  |                            |  |  |  |
|  |                                       |  |  |  |  |  |  |  |  |  |  |  |                            |  |  |  |
|  |                                       |  |  |  |  |  |  |  |  |  |  |  |                            |  |  |  |
|  | Piotr Paweł Piłsudski (1794–1851)     |  |  |  |  |  |  |  |  |  |  |  |                            |  |  |  |
|  |                                       |  |  |  |  |  |  |  |  |  |  |  |                            |  |  |  |
|  |                                       |  |  |  |  |  |  |  |  |  |  |  |                            |  |  |  |
|  |                                       |  |  |  |  |  |  |  |  |  |  |  |                            |  |  |  |
|  | Walerian Billewicz                    |  |  |  |  |  |  |  |  |  |  |  |                            |  |  |  |
|  |                                       |  |  |  |  |  |  |  |  |  |  |  |                            |  |  |  |
|  |                                       |  |  |  |  |  |  |  |  |  |  |  |                            |  |  |  |
|  |                                       |  |  |  |  |  |  |  |  |  |  |  |                            |  |  |  |
|  | Anna Billewicz (1761–1837)            |  |  |  |  |  |  |  |  |  |  |  |                            |  |  |  |
|  |                                       |  |  |  |  |  |  |  |  |  |  |  |                            |  |  |  |
|  |                                       |  |  |  |  |  |  |  |  |  |  |  |                            |  |  |  |
|  |                                       |  |  |  |  |  |  |  |  |  |  |  |                            |  |  |  |
|  | Księżna Połubińska                    |  |  |  |  |  |  |  |  |  |  |  |                            |  |  |  |
|  |                                       |  |  |  |  |  |  |  |  |  |  |  |                            |  |  |  |
|  |                                       |  |  |  |  |  |  |  |  |  |  |  |                            |  |  |  |
|  |                                       |  |  |  |  |  |  |  |  |  |  |  |                            |  |  |  |
|  | Józef Wincenty Piłsudski (1833–1902)  |  |  |  |  |  |  |  |  |  |  |  |                            |  |  |  |
|  |                                       |  |  |  |  |  |  |  |  |  |  |  |                            |  |  |  |
|  |                                       |  |  |  |  |  |  |  |  |  |  |  |                            |  |  |  |
|  |                                       |  |  |  |  |  |  |  |  |  |  |  |                            |  |  |  |
|  | Ignacy Butler                         |  |  |  |  |  |  |  |  |  |  |  |                            |  |  |  |
|  |                                       |  |  |  |  |  |  |  |  |  |  |  |                            |  |  |  |
|  |                                       |  |  |  |  |  |  |  |  |  |  |  |                            |  |  |  |
|  |                                       |  |  |  |  |  |  |  |  |  |  |  |                            |  |  |  |
|  | Wincenty Butler (1771–1843)           |  |  |  |  |  |  |  |  |  |  |  |                            |  |  |  |
|  |                                       |  |  |  |  |  |  |  |  |  |  |  |                            |  |  |  |
|  |                                       |  |  |  |  |  |  |  |  |  |  |  |                            |  |  |  |
|  |                                       |  |  |  |  |  |  |  |  |  |  |  |                            |  |  |  |
|  | Elżbieta Kurszewska                   |  |  |  |  |  |  |  |  |  |  |  |                            |  |  |  |
|  |                                       |  |  |  |  |  |  |  |  |  |  |  |                            |  |  |  |
|  |                                       |  |  |  |  |  |  |  |  |  |  |  |                            |  |  |  |
|  |                                       |  |  |  |  |  |  |  |  |  |  |  |                            |  |  |  |
|  | Teodora Urszula Butler (1811–1886)    |  |  |  |  |  |  |  |  |  |  |  |                            |  |  |  |
|  |                                       |  |  |  |  |  |  |  |  |  |  |  |                            |  |  |  |
|  |                                       |  |  |  |  |  |  |  |  |  |  |  |                            |  |  |  |
|  |                                       |  |  |  |  |  |  |  |  |  |  |  |                            |  |  |  |
|  |                                       |  |  |  |  |  |  |  |  |  |  |  |                            |  |  |  |
|  |                                       |  |  |  |  |  |  |  |  |  |  |  |                            |  |  |  |
|  |                                       |  |  |  |  |  |  |  |  |  |  |  |                            |  |  |  |
|  |                                       |  |  |  |  |  |  |  |  |  |  |  |                            |  |  |  |
|  | Małgorzata Billewicz (zm. ok. 1861)   |  |  |  |  |  |  |  |  |  |  |  |                            |  |  |  |
|  |                                       |  |  |  |  |  |  |  |  |  |  |  |                            |  |  |  |
|  |                                       |  |  |  |  |  |  |  |  |  |  |  |                            |  |  |  |
|  |                                       |  |  |  |  |  |  |  |  |  |  |  |                            |  |  |  |
|  |                                       |  |  |  |  |  |  |  |  |  |  |  |                            |  |  |  |
|  |                                       |  |  |  |  |  |  |  |  |  |  |  |                            |  |  |  |
|  |                                       |  |  |  |  |  |  |  |  |  |  |  |                            |  |  |  |
|  |                                       |  |  |  |  |  |  |  |  |  |  |  |                            |  |  |  |
|  | Józef Klemens Piłsudski (1867–1935)   |  |  |  |  |  |  |  |  |  |  |  |                            |  |  |  |
|  |                                       |  |  |  |  |  |  |  |  |  |  |  |                            |  |  |  |
|  |                                       |  |  |  |  |  |  |  |  |  |  |  |                            |  |  |  |
|  |                                       |  |  |  |  |  |  |  |  |  |  |  |                            |  |  |  |
|  | Adam Billewicz                        |  |  |  |  |  |  |  |  |  |  |  |                            |  |  |  |
|  |                                       |  |  |  |  |  |  |  |  |  |  |  |                            |  |  |  |
|  |                                       |  |  |  |  |  |  |  |  |  |  |  |                            |  |  |  |
|  |                                       |  |  |  |  |  |  |  |  |  |  |  |                            |  |  |  |
|  | Kacper Billewicz (zm. ok. 1840)       |  |  |  |  |  |  |  |  |  |  |  |                            |  |  |  |
|  |                                       |  |  |  |  |  |  |  |  |  |  |  |                            |  |  |  |
|  |                                       |  |  |  |  |  |  |  |  |  |  |  |                            |  |  |  |
|  |                                       |  |  |  |  |  |  |  |  |  |  |  |                            |  |  |  |
|  |                                       |  |  |  |  |  |  |  |  |  |  |  |                            |  |  |  |
|  |                                       |  |  |  |  |  |  |  |  |  |  |  |                            |  |  |  |
|  |                                       |  |  |  |  |  |  |  |  |  |  |  |                            |  |  |  |
|  |                                       |  |  |  |  |  |  |  |  |  |  |  |                            |  |  |  |
|  | Antoni Billewicz (1815–1860)          |  |  |  |  |  |  |  |  |  |  |  |                            |  |  |  |
|  |                                       |  |  |  |  |  |  |  |  |  |  |  |                            |  |  |  |
|  |                                       |  |  |  |  |  |  |  |  |  |  |  |                            |  |  |  |
|  |                                       |  |  |  |  |  |  |  |  |  |  |  |                            |  |  |  |
|  |                                       |  |  |  |  |  |  |  |  |  |  |  |                            |  |  |  |
|  |                                       |  |  |  |  |  |  |  |  |  |  |  |                            |  |  |  |
|  |                                       |  |  |  |  |  |  |  |  |  |  |  |                            |  |  |  |
|  |                                       |  |  |  |  |  |  |  |  |  |  |  |                            |  |  |  |
|  | Kownacka                              |  |  |  |  |  |  |  |  |  |  |  |                            |  |  |  |
|  |                                       |  |  |  |  |  |  |  |  |  |  |  |                            |  |  |  |
|  |                                       |  |  |  |  |  |  |  |  |  |  |  |                            |  |  |  |
|  |                                       |  |  |  |  |  |  |  |  |  |  |  |                            |  |  |  |
|  |                                       |  |  |  |  |  |  |  |  |  |  |  |                            |  |  |  |
|  |                                       |  |  |  |  |  |  |  |  |  |  |  |                            |  |  |  |
|  |                                       |  |  |  |  |  |  |  |  |  |  |  |                            |  |  |  |
|  |                                       |  |  |  |  |  |  |  |  |  |  |  |                            |  |  |  |
|  | Maria Billewicz (1842–1884)           |  |  |  |  |  |  |  |  |  |  |  |                            |  |  |  |
|  |                                       |  |  |  |  |  |  |  |  |  |  |  |                            |  |  |  |
|  |                                       |  |  |  |  |  |  |  |  |  |  |  |                            |  |  |  |
|  |                                       |  |  |  |  |  |  |  |  |  |  |  |                            |  |  |  |
|  | Joachim Michałowski (1744–1831)       |  |  |  |  |  |  |  |  |  |  |  |                            |  |  |  |
|  |                                       |  |  |  |  |  |  |  |  |  |  |  |                            |  |  |  |
|  |                                       |  |  |  |  |  |  |  |  |  |  |  |                            |  |  |  |
|  |                                       |  |  |  |  |  |  |  |  |  |  |  |                            |  |  |  |
|  | Wojciech Michałowski                  |  |  |  |  |  |  |  |  |  |  |  |                            |  |  |  |
|  |                                       |  |  |  |  |  |  |  |  |  |  |  |                            |  |  |  |
|  |                                       |  |  |  |  |  |  |  |  |  |  |  |                            |  |  |  |
|  |                                       |  |  |  |  |  |  |  |  |  |  |  |                            |  |  |  |
|  | Ludwika Taraszkiewicz (1784–1836)     |  |  |  |  |  |  |  |  |  |  |  |                            |  |  |  |
|  |                                       |  |  |  |  |  |  |  |  |  |  |  |                            |  |  |  |
|  |                                       |  |  |  |  |  |  |  |  |  |  |  |                            |  |  |  |
|  |                                       |  |  |  |  |  |  |  |  |  |  |  |                            |  |  |  |
|  | Helena Michałowska (zm. 1846)         |  |  |  |  |  |  |  |  |  |  |  |                            |  |  |  |
|  |                                       |  |  |  |  |  |  |  |  |  |  |  |                            |  |  |  |
|  |                                       |  |  |  |  |  |  |  |  |  |  |  |                            |  |  |  |
|  |                                       |  |  |  |  |  |  |  |  |  |  |  |                            |  |  |  |
|  | Wincenty Butler (1771–1843)           |  |  |  |  |  |  |  |  |  |  |  |                            |  |  |  |
|  |                                       |  |  |  |  |  |  |  |  |  |  |  |                            |  |  |  |
|  |                                       |  |  |  |  |  |  |  |  |  |  |  |                            |  |  |  |
|  |                                       |  |  |  |  |  |  |  |  |  |  |  |                            |  |  |  |
|  | Elżbieta Butler (zm. 1894)            |  |  |  |  |  |  |  |  |  |  |  |                            |  |  |  |
|  |                                       |  |  |  |  |  |  |  |  |  |  |  |                            |  |  |  |
|  |                                       |  |  |  |  |  |  |  |  |  |  |  |                            |  |  |  |
|  |                                       |  |  |  |  |  |  |  |  |  |  |  |                            |  |  |  |
|  | Małgorzata Billewicz (zm. 1861)       |  |  |  |  |  |  |  |  |  |  |  |                            |  |  |  |
|  |                                       |  |  |  |  |  |  |  |  |  |  |  |                            |  |  |  |
|  |                                       |  |  |  |  |  |  |  |  |  |  |  |                            |  |  |  |